# Battaglia di Berlino
La battaglia di Berlino (in tedesco: Schlacht um Berlin; in russo: Берлинская наступательная операция, Berlinskaja nastupatel'naja operacija) fu l'ultima grande offensiva del teatro europeo della seconda guerra mondiale e segnò la sconfitta definitiva della Germania nazista. L'Armata Rossa sovietica insieme con l'Armata Polacca prima travolse, nonostante l'accanita resistenza, il precario fronte tedesco sul fiume Oder, quindi accerchiò e attaccò direttamente la capitale tedesca, disperatamente difesa da reparti raccogliticci della Wehrmacht.
I sovietici, in netta superiorità numerica e di mezzi terrestri e aerei, riuscirono, al comando del maresciallo Georgij Žukov e del maresciallo Ivan Konev, a portare a termine la loro missione, a distruggere o catturare il grosso delle forze nemiche e a ottenere la resa di Berlino (2 maggio 1945). I combattimenti sulla linea del fiume Oder e soprattutto all'interno dell'area urbana di Berlino, violenti e prolungati, costarono pesanti perdite di uomini e mezzi a entrambe le parti.
Durante la battaglia Adolf Hitler, che aveva deciso di rimanere nella capitale accerchiata per organizzare l'ultima resistenza, si tolse la vita per non cadere in mano sovietica. La Germania si arrese ufficialmente il 9 maggio 1945, sei giorni dopo la fine della battaglia.

## Situazione strategica
Dopo le ultime disperate controffensive sferrate dalla Wehrmacht tedesca nel gennaio 1945, che si erano rapidamente concluse con sanguinosi fallimenti in Alsazia (operazione Nordwind), nel settore di Budapest assediata dall'Armata Rossa (operazione Konrad) e nei cieli del fronte occidentale (operazione Bodenplatte) contro le forze aeree alleate, gli ultimi mesi dell'inverno 1944/45 erano stati caratterizzati sul teatro europeo della seconda guerra mondiale dalla catastrofica disfatta tedesca all'est che aveva permesso alle armate corazzate sovietiche di raggiungere il fiume Oder a ottanta chilometri da Berlino. Nonostante le dimensioni disastrose della sconfitta sul Fronte orientale, Adolf Hitler e i suoi ultimi generali erano riusciti ancora una volta a ricostituire alla fine del mese di febbraio un fronte solido all'est e a guadagnare tempo, impegnando le truppe sovietiche in logoranti combattimenti nei Paesi baltici, in Prussia Orientale, in Pomerania e in Ungheria.

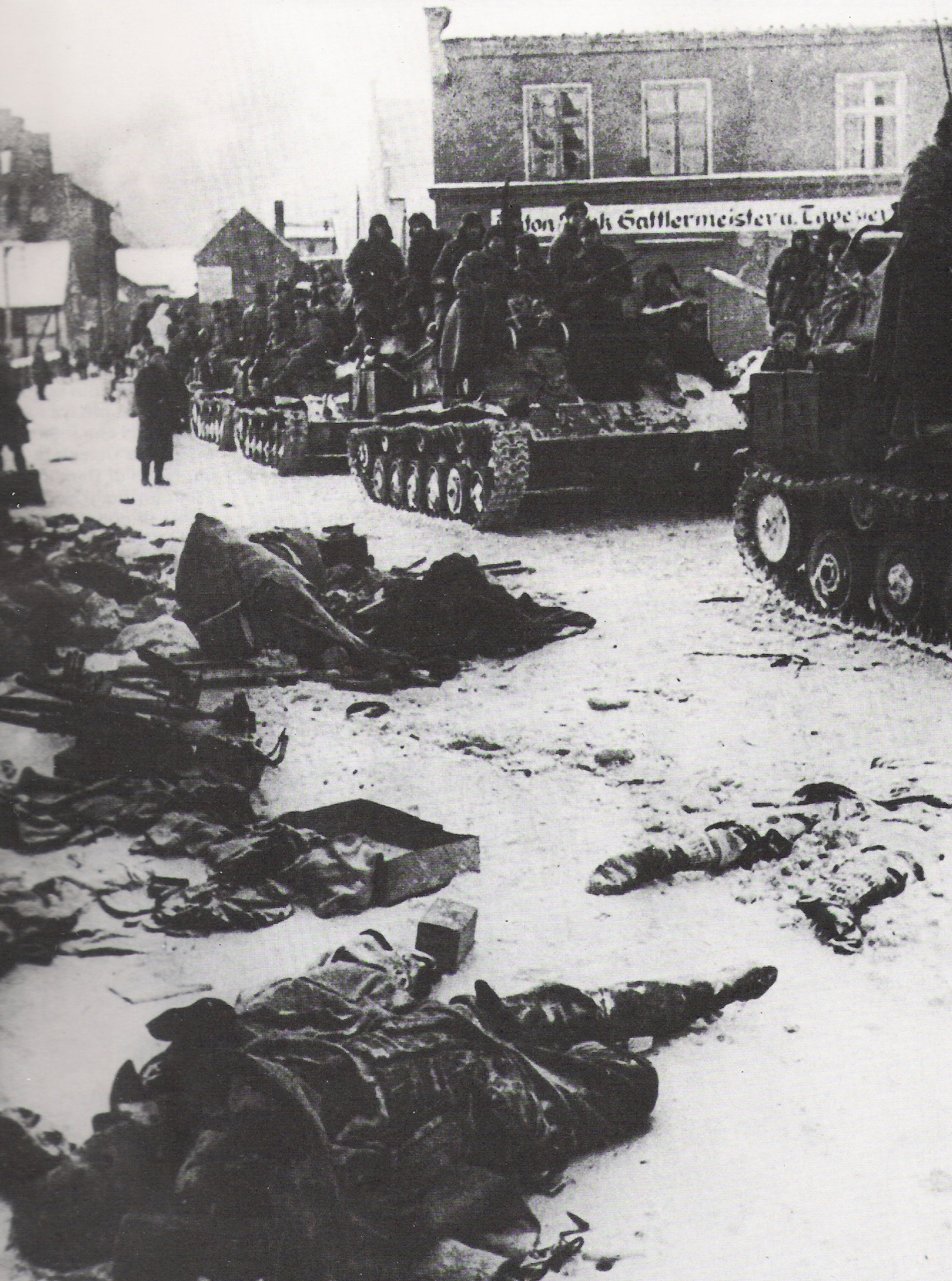
Le colonne meccanizzate dell'Armata Rossa entrano in una cittadina tedesca nell'inverno del 1945 durante l'operazione Vistola-Oder

Stalin, di fronte alla crescente resistenza delle residue truppe tedesche, al temporaneo indebolimento delle sue forze dopo una rapidissima avanzata meccanizzata per oltre 500 chilometri e ai pericoli di uno scacco di fronte alla capitale tedesca che avrebbe potuto ridurre il suo prestigio, proprio mentre erano in corso le difficili trattative diplomatiche con le potenze alleate occidentali dopo la conferenza di Jalta, aveva preferito rinunciare a un attacco immediato a Berlino e organizzare preliminarmente la metodica distruzione delle forze nemiche ancora asserragliate sui fianchi del cuneo principale dell'Armata Rossa giunto sull'Oder.
All'inizio del mese di marzo 1945, mentre l'Armata Rossa era impegnata in sfibranti e sanguinosi combattimenti per distruggere le ingenti forze tedesche ancora in azione in Pomerania, in Slesia e soprattutto in Prussia orientale, la situazione strategico-militare ebbe una improvvisa svolta decisiva sul Fronte occidentale, dove invece le difese della Wehrmacht, di fronte alla schiacciante superiorità aereo-terrestre delle armate alleate del generale Dwight Eisenhower, apparivano vicine a un crollo definitivo. Il 7 marzo 1945, mentre le armate alleate completavano l'occupazione della Renania e del Palatinato, alcuni reparti corazzati americani riuscirono con un'audace avanzata a sorpresa a conquistare intatto l'importantissimo ponte sul Reno a Remagen e a costituire una decisiva testa di ponte a est del grande fiume che, progressivamente rafforzata, permise alle unità americane, estremamente mobili, di estendere rapidamente la loro avanzata nella Germania occidentale. Dopo alcuni tentativi di contenere questa testa di ponte e le successive offensive alleate a nord e a sud, le residue forze tedesche all'ovest, molto indebolite e prive di rinforzi, vennero in gran parte accerchiate o disperse entro la prima settimana del mese di aprile.

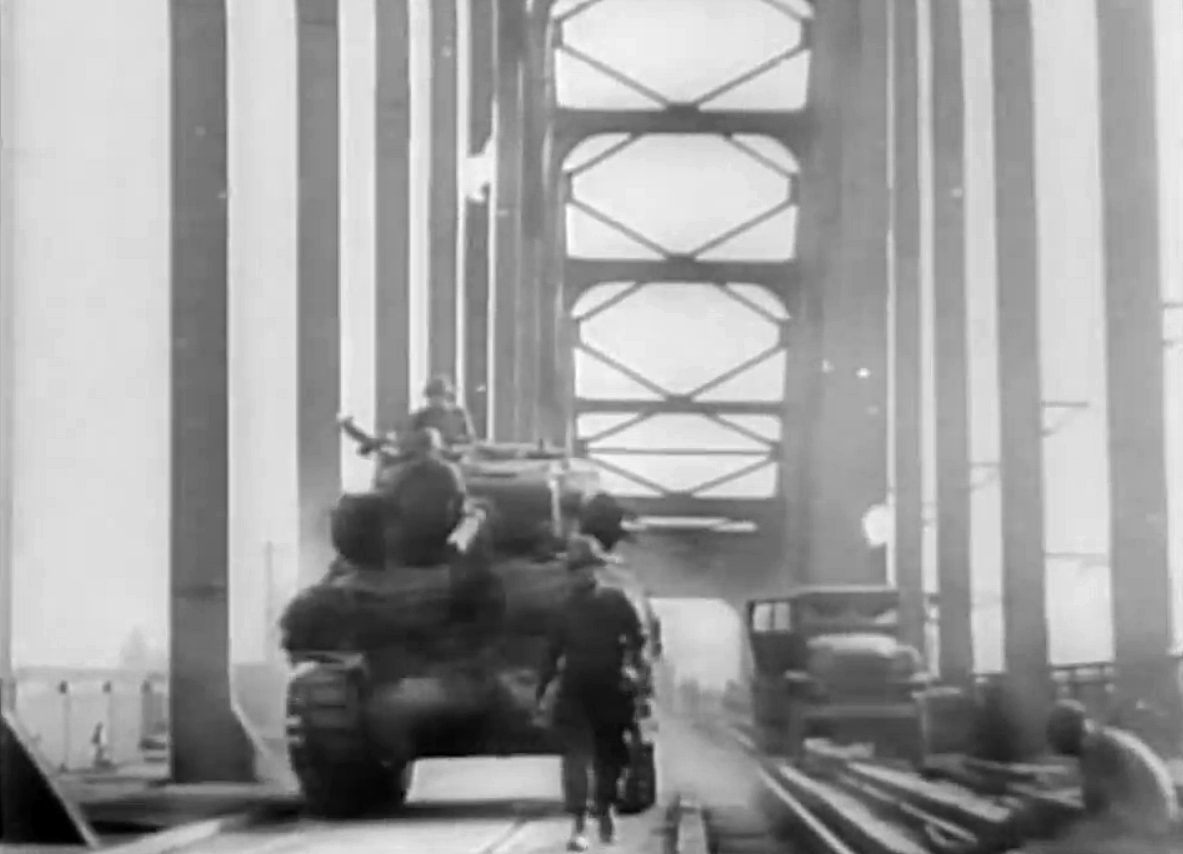
Unità corazzate americane attraversano il ponte sul Reno a Remagen

Le continue sconfitte su tutti i fronti apparentemente non indebolirono la fiducia di Hitler e la sua volontà di continuare a combattere ostinatamente; egli aveva già pianificato una nuova controffensiva sul fronte ungherese, ordinando di rinforzare questo settore del fronte orientale con le divisioni corazzate della 6. SS-Panzer-Armee trasferite dalla fine di gennaio dal fronte delle Ardenne. Il generale Heinz Guderian, peraltro, avrebbe preferito assegnare queste riserve corazzate per consolidare il fronte sull'Oder, ma egli non era riuscito a convincere Hitler; il capo di stato maggiore generale riteneva che la guerra fosse ormai perduta, mentre il Führer, al contrario, in un colloquio il 9 marzo 1945 con il nuovo comandante in capo dell'esercito tedesco all'ovest, feldmaresciallo Albert Kesselring, apparve ancora ottimista. Egli ritenne che fosse essenziale rinforzare il Fronte orientale con tutte le truppe disponibili sottratte agli altri fronti e che in questo modo sarebbe stato possibile resistere con successo alla prevedibile offensiva finale sovietica; nel frattempo il Fronte occidentale doveva guadagnare tempo con le limitate forze disponibili, in attesa dell'arrivo di nuove armi segrete per la Luftwaffe e per la flotta di sommergibili dell'ammiraglio Karl Dönitz.
Sul Fronte occidentale tuttavia, nonostante le esortazioni di Hitler a continuare la resistenza senza cedere terreno, l'esercito tedesco era ormai in disfacimento. Dopo l'accerchiamento del Gruppo d'armate B del feldmaresciallo Walter Model nella sacca della Ruhr, le colonne corazzate americane poterono avanzare quasi liberamente verso la linea del fiume Elba, mentre un sempre maggior numero di soldati tedeschi cedeva le armi. Il 19 marzo 1945 Hitler diramò la sua famosa direttiva sulla "terra bruciata" (conosciuta anche come "ordine di Nerone") con cui ordinava la distruzione di tutti gli impianti produttivi, delle installazioni, degli stabilimenti e delle vie di comunicazione sullo stesso territorio tedesco per ostacolare in ogni modo l'avanzata nemica. I suoi ordini tuttavia in pratica non vennero eseguiti; il ministro degli armamenti Albert Speer si impegnò personalmente a impedire le distruzioni previste dalla direttiva di Hitler, mentre le massime autorità militari della Wehrmacht e lo stesso Heinrich Himmler iniziarono a ipotizzare di cedere le armi sul Fronte occidentale per rafforzare invece la resistenza contro la temuta invasione dell'Armata Rossa.
Le notizie del crollo del Fronte occidentale tedesco e anche le informazioni dei suoi servizi segreti sulle ambigue manovre in corso da alcune settimane in Svizzera tra agenti dell'OSS americano e il generale delle SS Karl Wolff, dirette apparentemente a favorire una fine dei combattimenti dell'esercito tedesco in Italia e una resa alle sole forze anglosassoni, in funzione antisovietica, non marcarono di allarmare fortemente Stalin, che ebbe un polemico scambio epistolare direttamente con il presidente Franklin Delano Roosevelt. Il dittatore sovietico considerava che, mentre sul Fronte orientale le truppe tedesche si battevano con il massimo vigore, sul Fronte occidentale l'avanzata alleata sembrava straordinariamente facile. Il 16 marzo 1945 era stata respinta con difficoltà dalle armate del maresciallo Rodion Malinovskij e del maresciallo Fëdor Ivanovič Tolbuchin l'ultima controffensiva dei mezzi corazzati tedeschi sul lago Balaton in Ungheria, ma in Pomerania, Prussia orientale e Paesi Baltici i combattimenti continuavano accanitamente.

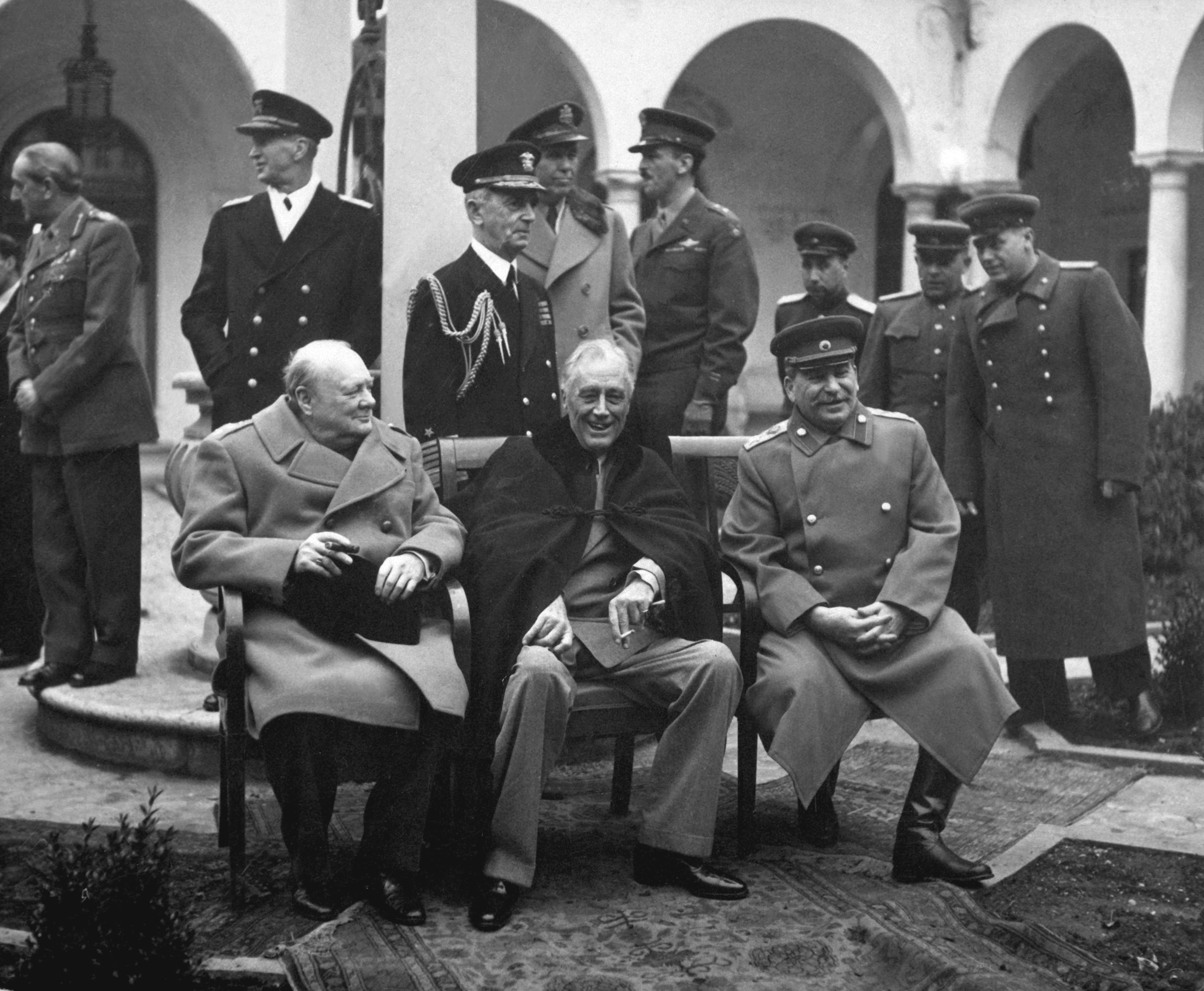
I "Tre Grandi", Winston Churchill, Franklin Delano Roosevelt e Stalin, durante la conferenza di Jalta del febbraio 1945: dopo l'apparente accordo durante gli incontri in Crimea, i tre capi di Stato ebbero forti divergenze riguardo ai colloqui segreti con i nazisti in Svizzera

In realtà in alcuni circoli dirigenti politici e militari anglosassoni erano presenti preoccupazioni per l'estensione delle conquiste sovietiche e timori per la situazione dell'Europa dopo il crollo del Terzo Reich; Winston Churchill, in particolare, riteneva importantissimo arrestare l'avanzata dell'Armata Rossa; egli parlava ironicamente di "stringere la mano ai russi il più a est possibile". Il primo ministro britannico inoltre avrebbe voluto mettere da parte le decisioni della conferenza di Jalta che assegnavano Berlino alla zona occupata dai sovietici e affrettare l'avanzata anglo-americana per raggiungere la capitale tedesca prima dei sovietici. Queste considerazioni e queste proposte operative peraltro non erano condivise dal generale Eisenhower, che invece aveva già deciso, con la sua autonomia di Comandante supremo nel teatro occidentale, di rinunciare a una marcia diretta su Berlino e raggiungere invece la linea dell'Elba e la città di Lipsia per operare il congiungimento con i sovietici e frazionare in due parti il territorio del Terzo Reich, prevenendo anche la costituzione di un ipotizzato e temuto ultimo "ridotto alpino" di Hitler.

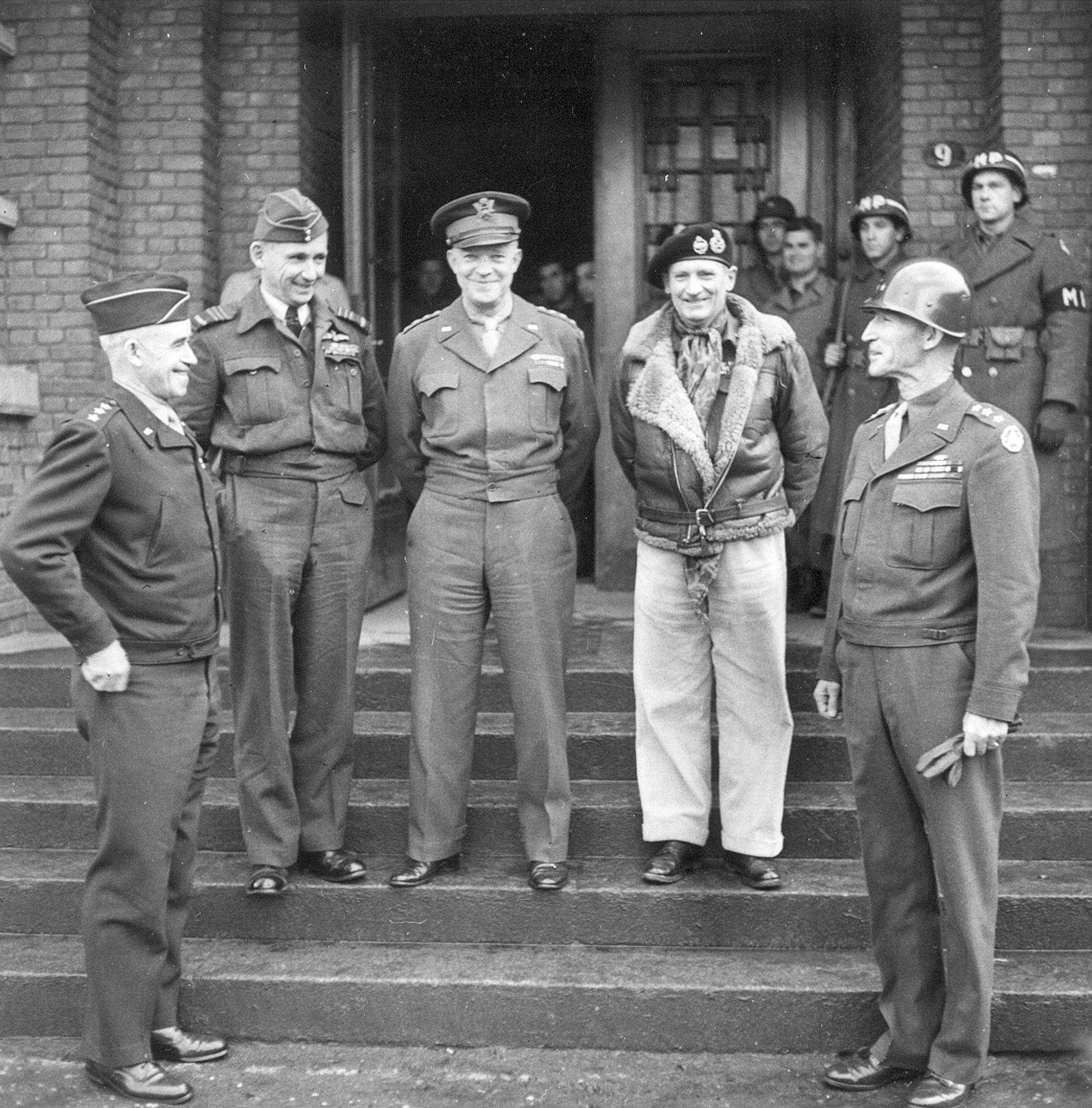
Alcuni dei principali comandanti anglo-americani; da sinistra: il generale Omar Bradley, lo Air Chief Marshall Arthur Tedder, il generale Dwight Eisenhower, il feldmaresciallo Bernard Montgomery, il generale William Simpson

La decisione del generale Eisenhower, confermata il 31 marzo 1945 con una direttiva indirizzata al feldmaresciallo Bernard Law Montgomery, si basava principalmente su considerazioni strategiche militari e non prendeva in considerazioni istanze di alta politica internazionale; le supreme autorità di Washington, il generale George Marshall, capo di stato maggiore generale, e lo stesso presidente Roosevelt, sostanzialmente condividevano le valutazioni del comandante in capo e il 1º aprile inviarono allo SHAEF un'approvazione formale del piano di operazioni. Il 24 marzo, inoltre, il generale Eisenhower aveva già comunicato direttamente a Stalin, comandante supremo sovietico, il suo piano strategico finale per l'occupazione della Germania, illustrando la sua decisione di rinunciare ad avanzare su Berlino da ovest.
I comandanti americani sul campo non erano a conoscenza di queste decisioni delle massime autorità e all'inizio di aprile continuarono con il massimo slancio ad avanzare verso est nel cuore della Germania, scarsamente contrastati da alcuni residui reparti tedeschi di Waffen-SS e Hitlerjugend. Nel mese di aprile il generale George Smith Patton avanzò rapidamente in Sassonia e in Baviera; le sue divisioni corazzate raggiunsero Chemnitz, Bayreuth, recuperarono in una miniera di sale le ultime riserve in oro della Reichsbank e proseguirono verso Praga. Nella Germania centrale, invece, il generale William Simpson raggiunse l'11 aprile il fiume Elba e costituì una prima testa di ponte a Barby. La 2ª Divisione corazzata statunitense venne duramente contrastata dai primi reparti tedeschi della 12ª Armata del generale Walther Wenck appena costituita dal comando della Wehrmacht per fermare l'avanzata americana a est dell'Elba, ma i comandanti americani erano molto ottimisti e contavano di poter riprendere rapidamente l'avanzata su Berlino. Fu personalmente il generale Omar Bradley, comandante del XII Gruppo d'armate, che, secondo le disposizioni del generale Eisenhower, dovette comunicare al generale Simpson che la sua avanzata era finita, che le truppe dovevano fermarsi sulla linea dell'Elba in attesa dell'arrivo dei sovietici e non avrebbero affatto dovuto marciare su Berlino; in questo settore la guerra era finita per le truppe americane.

## L'offensiva finale dell'Armata Rossa

### Pianificazione e preparazione dell'offensiva sovietica
(Colloquio tra Stalin e i suoi generali il 1º aprile 1945)
Il 1º aprile 1945 Stalin convocò al Cremlino a Mosca, per una conferenza decisiva riguardo ai piani per la conquista della capitale tedesca, il maresciallo Georgij Žukov, comandante del 1º Fronte Bielorusso, e il maresciallo Ivan Konev, comandante del 1º Fronte Ucraino, i due raggruppamenti di forze schierati lungo la linea dell'Oder e della Neisse di fronte a Berlino. Alla presenza degli altri sette componenti del Comitato di difesa dello Stato, il massimo organo dirigente dell'Unione Sovietica in guerra, il dittatore sovietico illustrò rapidamente la situazione politica e strategica in Europa. Stalin affermò che i "piccoli alleati" (le potenze occidentali) volevano togliere all'URSS il trofeo finale marciando su Berlino e riferì di alcune informazioni riservate che parlavano di una imminente offensiva del feldmaresciallo Montgomery verso la capitale nazista. Stalin sospettava realmente che gli Alleati occidentali, sollecitati da Churchill, puntassero ad anticipare l'Armata Rossa e il giorno precedente aveva ritenuto necessario ingannare il generale Eisenhower con la sua risposta al precedente messaggio del comandante in capo alleato, in cui aveva affermato falsamente che Berlino non rivestiva più importanza per i piani sovietici e che l'offensiva contro la città sarebbe iniziata solo nella seconda metà di maggio e con forze ridotte.

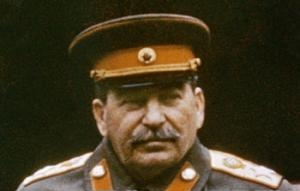
Primo piano di Stalin nel 1945 durante la conferenza di Jalta

Sollecitato dall'esposizione iniziale di Stalin, il maresciallo Konev intervenne subito con grande vivacità, affermando che Berlino sarebbe stata conquistata dall'Armata Rossa e che egli era pronto con le sue truppe a marciare sulla capitale nemica. Subito dopo, il maresciallo Žukov a sua volta ribatté che le sue forze erano già schierate sull'Oder, proprio sulla direttrice di Berlino, e che quindi spettava a loro la missione principale. Stalin già nel mese di novembre 1944 aveva promesso al maresciallo Žukov che a lui sarebbe stato assegnato l'incarico più prestigioso di conquistare Berlino; egli conosceva peraltro l'accesa rivalità che divideva i suoi due marescialli più abili e aggressivi. Stalin quindi evidenziò le difficoltà tecniche che avrebbe dovuto superare il maresciallo Konev per raggruppare le sue forze, che erano ancora in parte impegnate in Slesia, contro Berlino, ma non assegnò esplicitamente la missione principale al maresciallo Žukov. Al contrario Stalin cercò di rinfocolare la rivalità e l'ambizione dei due alti ufficiali, sperando in questo modo di accrescerne l'ardore, lo slancio e la combattività; egli disse che Berlino sarebbe spettata a chi avesse sfondato per primo, autorizzò il maresciallo Konev a pianificare un eventuale intervento delle sue forze da sud verso la città e non indicò una definitiva linea di separazione tra i settori del 1º Fronte Bielorusso e del 1º Fronte Ucraino. Dopo il vivace scambio di battute tra i marescialli Konev e Žukov, intervennero il generale Aleksej Antonov, capo di stato maggiore generale, e il generale Sergej Štemenko, capo ufficio operazioni dello Stavka, che illustrarono i dettagli tecnici del raggruppamento e della prima fase dell'operazione Berlino; infine Stalin concluse la conferenza evidenziando soprattutto l'importanza di accelerare al massimo i preparativi per anticipare gli alleati occidentali; egli stabilì che l'operazione avrebbe dovuto iniziare dopo soli 12-14 giorni di preparativi; nei giorni seguenti venne definitivamente fissata la data del 16 aprile 1945.
I preparativi dell'offensiva finale dell'Armata Rossa in Europa furono caratterizzati soprattutto dalla fretta, sotto la costante pressione delle massime autorità di comando e con la preoccupazione derivante dal timore di un'avanzata generale anglo-americana che anticipasse i sovietici a Berlino e alterasse l'equilibrio stabilito a Jalta. Verosimilmente i sospetti di Stalin e dei suoi generali erano eccessivi ma, in quei frenetici momenti che decidevano il destino dell'Europa e nella confusione di notizie e voci incontrollabili e contraddittorie, vennero tenuti in grande considerazione e spinsero ad affrettare al massimo i preparativi. Il piano operativo originale dello Stavka aveva previsto che, oltre alle forze dei marescialli Žukov e Konev, partecipasse all'offensiva finale anche il 2º Fronte Bielorusso del maresciallo Konstantin Rokossovskij, che tuttavia all'inizio di aprile era ancora impegnato in aspri combattimenti per distruggere le ultime forze tedesche accerchiate in Pomerania. Il maresciallo Rokossovskij non riuscì a completare in tempo il rischieramento delle sue armate lungo il basso corso dell'Oder e l'offensiva finale ebbe inizio mentre il 2º Fronte Bielorusso stava ancora trasferendo le sue unità principali.
La pianificazione operativa dello Stavka prevedeva di concentrare sul fronte di attacco una massa imponente di uomini e mezzi militari; l’impegno logistico richiesto per trasferire su lunghe distanze e concentrare le unità militari in circa 15 giorni fu realmente straordinario e venne completato con pieno successo, nonostante grandi difficoltà organizzative. In totale ventinove armate vennero riposizionate dopo trasferimenti su distanze fino a 500 chilometri, mentre contemporaneamente la rete ferroviaria e stradale era impegnata al massimo per il trasporto delle riserve di carburante e munizioni necessarie per l'offensiva. Le forze dell'Armata Rossa che alla fine vennero schierate per l'offensiva comprendevano, incluse le riserve, 2 500 000 soldati (tra cui 155 900 polacchi), 6 250 tra carri armati e cannoni semoventi, 41 600 fra cannoni e mortai,insieme a 7 500 aerei. I piani dell'alto comando sovietico prevedevano che l'offensiva sarebbe stata completata con successo entro 12-15 giorni con la conquista di Berlino e il raggiungimento della linea dell'Elba.

Il maresciallo Konstantin Konstantinovič Rokossovskij, comandante del 2º Fronte Bielorusso

Il raggruppamento principale, puntato direttamente contro la capitale tedesca, sarebbe stato costituito dal 1º Fronte Bielorusso del maresciallo Georgij Žukov, che avrebbe schierato sette armate sovietiche e una polacca, rinforzate da potenti riserve meccanizzate raggruppate in due armate corazzate delle guardie e in quattro corpi d'armata mobili autonomi. La 16ª Armata aerea del generale Sergej Rudenko e la 18ª Armata aerea del generale Aleksandr Golovanov avrebbero fornito il supporto aereo alle operazioni. In totale il 1º Fronte Bielorusso disponeva di 768 000 soldati, 1 795 carri armati, 1 360 cannoni semoventi, 2 306 cannoni anticarro, 7 442 cannoni, 7 186 mortai, 1 531 lanciarazzi; le forze aeree contavano 1 567 caccia, 731 aerei d'assalto, 762 bombardieri. Il piano tattico del maresciallo Žukov era semplice e diretto: prevedeva di concentrare quattro armate, tra cui la 3ª e la 5ª Armata d'assalto e la famosa 8ª delle guardie, nella testa di ponte sull'Oder di Küstrin per attaccare direttamente e conquistare il principale caposaldo tedesco sulle alture di Seelow. Dopo aver ottenuto lo sfondamento sarebbero intervenute in massa la 1ª Armata corazzata delle guardie del generale Michail Katukov e la 2ª Armata corazzata delle guardie del generale Semën Bogdanov, che avrebbero impegnato i loro 1 373 mezzi corazzati attraverso il varco e sarebbero avanzate direttamente su Berlino, di cui si prevedeva ottimisticamente la caduta entro il sesto giorno. Il maresciallo Žukov, inoltre, aveva previsto di sferrare anche due attacchi secondari di supporto sui due lati della testa di ponte di Küstrin con altre quattro armate.
Alla sinistra del 1º Fronte Bielorusso, avrebbe attaccato, dopo aver completato il più rapidamente possibile la concentrazione delle sue forze, il 1º Fronte Ucraino del maresciallo Konev, costituito da cinque armate sovietiche, un'armata polacca, due armate corazzate delle guardie e quattro corpi d'armata meccanizzati autonomi. La 2ª Armata aerea del generale Stepan Krasovskij avrebbe fornito l'appoggio dal cielo con 1 106 caccia, 529 aerei d'assalto e 422 bombardieri. Nel complesso il 1º Fronte Ucraino disponeva di 511 700 soldati, 1 388 carri armati, 667 cannoni semoventi, 1 444 cannoni anticarro, 5 040 cannoni, 5 225 mortai e 917 lanciarazzi. Le forze d'attacco principali, costituite da tre armate combinate, avrebbero dovuto prima attraversare il fiume Neisse e costituire teste di ponte, quindi avrebbero raggiunto e superato entro il secondo giorno il fiume Sprea; a questo punto sarebbero entrate in campo la 3ª Armata corazzata delle guardie del maresciallo Pavel Rybalko e la 4ª Armata corazzata delle guardie del generale Dmitrij Leljušenko con 963 carri e cannoni semoventi in totale, che sarebbero avanzate in direzione di Brandenburgo e Dessau. Due altre armate, rinforzate da due corpi meccanizzati, avrebbero invece attaccato in direzione di Dresda. Il maresciallo Konev, tuttavia, pianificò fin dall'8 aprile una variante operativa che prevedeva la deviazione delle sue armate corazzate verso nord in direzione della periferia meridionale di Berlino e avvertì il maresciallo Rybalko di "tenere a mente" la "possibilità" di impiegare una parte dei suoi carri per attaccare la capitale nemica. Il maresciallo inoltre evidenziò con i suoi generali che sarebbe stato essenziale avanzare rapidamente, non sprecare le forze corazzate in combattimenti secondari e mantenere a disposizione equipaggiamento da ponte per attraversare in fretta il fiume Sprea.

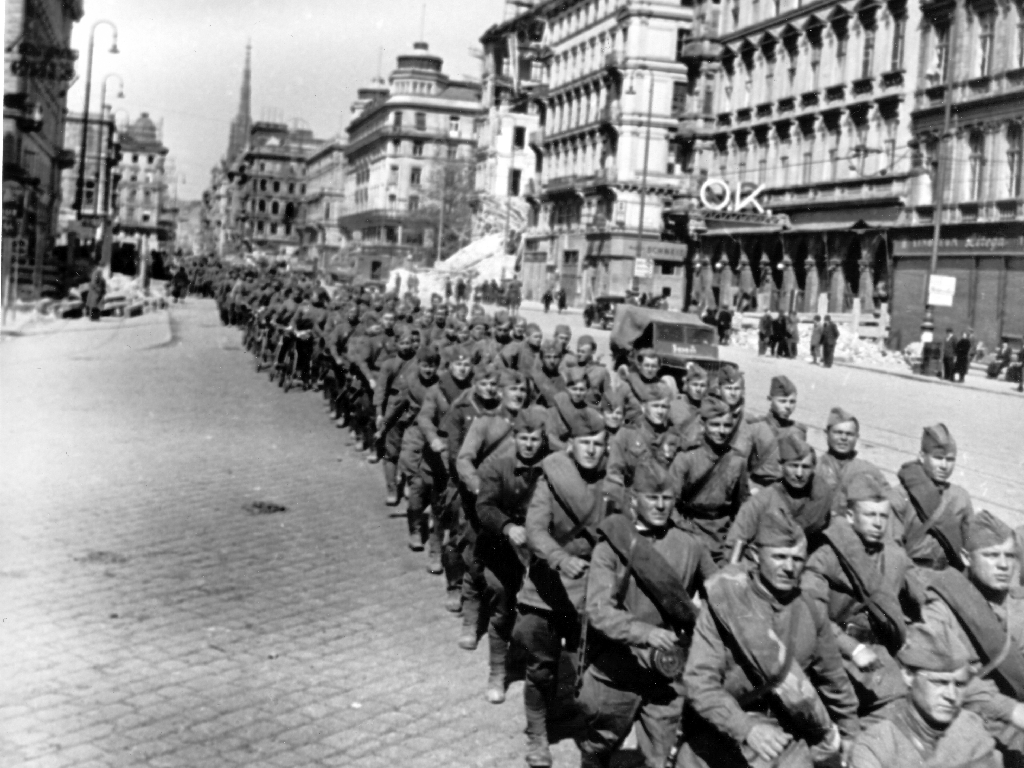
Le truppe sovietiche entrano a Vienna (13 aprile 1945)

Il piano operativo dello Stavka prevedeva la partecipazione attiva anche del 2º Fronte Bielorusso del maresciallo Konstantin Rokossovskij; il suo intervento era previsto, a causa del ritardo del raggruppamento delle sue forze ancora impegnate in parte in Pomerania, due o tre giorni dopo l'attacco sull'Oder. Il maresciallo Rokossovskij avrebbe attaccato con tre armate nel settore Stettino-Schwedt, con l'obiettivo di sconfiggere le truppe tedesche schierate su quel tratto del fiume e impedire il loro trasferimento a sud in soccorso di Berlino; dopo aver ottenuto questi risultati, il 2º Fronte Bielorusso avrebbe occupato il Brandeburgo settentrionale e il Meclemburgo e raggiunto il fiume Elba, dove si sarebbe collegato con le forze britanniche in arrivo da ovest. Il maresciallo Rokossovskij avrebbe avuto a disposizione cinque armate e cinque corpi meccanizzati autonomi con 314 000 soldati, 644 carri armati, 307 cannoni semoventi, 770 cannoni anticarro, 3 172 cannoni, 2 770 mortai e 807 lanciarazzi; la 4ª Armata aerea del generale Konstantin Versinin avrebbe impiegato 602 caccia, 449 aerei d'assalto, 283 bombardieri.
L'alto comando sovietico temeva di dover affrontare difese solide ed estese in profondità; dal punto di vista tattico, quindi, venne deciso di concentrare al massimo le forze del primo scaglione d'assalto che avrebbe attaccato su fronti molto ristretti: un'armata si sarebbe schierata su appena 3-10 chilometri e un intero fronte avrebbe concentrato la sua forza d'urto su 35-44 chilometri. In alcuni settori vennero ammassati fino a 2,5 divisioni fucilieri, 260 cannoni e 30 carri armati per chilometro di fronte. L'8ª Armata delle guardie, che avrebbe dovuto svolgere un compito decisivo nell'operazione di sfondamento, ricevette il 9º Corpo aereo d'assalto, specificatamente addestrato per fornire supporto ravvicinato alle formazioni di fanteria. L'offensiva venne preceduta da una accurata ricognizione fotografica del terreno per individuare le linee difensive tedesche; infine i reparti del genio furono particolarmente potenziati: furono costruiti 25 ponti e furono attivati 40 traghetti sull'Oder, mentre nel settore del maresciallo Konev furono preparati per attraversare il fiume Neisse 2 440 imbarcazioni in legno, 750 ponti e 1 000 sezioni di ponti.
Mentre procedeva a tappe forzate il raggruppamento e lo schieramento delle ingentissime forze richieste per l'Operazione Berlino, l'Armata Rossa continuava a combattere duramente negli altri settori del Fronte orientale; nelle prime due settimane di aprile le armate dei marescialli Rodion Malinovskij e Fëdor Tolbuchin completarono finalmente l'occupazione dell'Ungheria e invasero il territorio austriaco; il 13 aprile 1945 i mezzi corazzati sovietici entrarono a Vienna dopo aver superato l'accanita resistenza delle divisioni Waffen-SS del generale Josef Dietrich. Il 9 aprile 1945 invece si arrese la fortezza di Königsberg; la durissima resistenza delle truppe tedesche asserragliate in Prussia Orientale, prolungatasi per molte settimane, aveva messo a dura prova le armate sovietiche del 3º Fronte Bielorusso del maresciallo Aleksandr Vasilevskij; le perdite erano state molto pesanti e la capacità combattiva dell'esercito tedesco era apparsa ancora intatta; queste prime battaglie in territorio tedesco sembravano confermare l'opinione di Stalin: bisognava aspettarsi che i tedeschi si sarebbero battuti con la massima tenacia a difesa del cuore della Germania.

### La difesa tedesca
Nonostante le declinanti condizioni di salute fisica e psichica, Adolf Hitler apparentemente anche in questa fase finale della guerra continuava a mostrare la massima determinazione; dopo aver lasciato il 16 gennaio 1945 il suo quartier generale occidentale di Ziegenberg, da dove aveva diretto l'offensiva delle Ardenne, egli era rientrato a Berlino e si era definitivamente trasferito nel bunker della Cancelleria, dove sarebbe rimasto fino alla fine. Sembra che egli tuttavia in un primo momento non intendesse rimanere negli angusti sotterranei e che avesse progettato di partire da Berlino il 20 aprile, giorno del suo compleanno, per raggiungere l'Obersalzberg, da dove intendeva combattere l'ultima battaglia tra le montagne della Baviera.

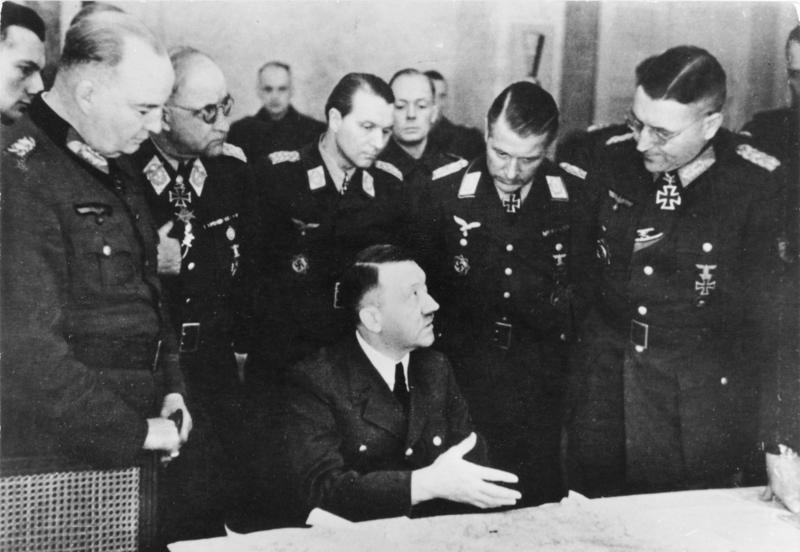
Adolf Hitler durante una delle ultime riunioni con i suoi generali; si riconoscono il generale della Luftwaffe Robert Ritter von Greim (secondo da sinistra) e il generale Theodor Busse, ultimo a destra

Hitler continuò a mostrare grande ottimismo con i suoi generali, mentre tra i principali collaboratori rimasti accanto a lui nel bunker erano ancora diffuse illusioni su possibili cambiamenti dell'ultima ora della situazione internazionale. Joseph Goebbels, in particolare, alimentava le speranze di un clamoroso rovesciamento di alleanze favorito da un evento "miracoloso", secondo il famoso precedente storico di Federico II di Prussia nella Guerra dei sette anni. Il 12 aprile 1945 l'improvvisa morte del presidente statunitense Franklin Roosevelt sembrò rappresentare un evento di questo tipo e, per un breve momento, si diffusero illusorie speranze di una possibile rottura immediata della Grande Alleanza tra gli occidentali e l'Unione Sovietica. In realtà, sembra che Hitler da tempo fosse intimamente consapevole che la sconfitta fosse inevitabile; decise di rifugiarsi in un mondo irreale e dare un esempio di incrollabile tenacia combattendo fino alla fine, che egli identificava con i mitologici crolli e le sanguinose rovine dell'epica germanica.
I generali della Wehrmacht, nel complesso, rimasero fedeli a Hitler anche in quest'ultima fase della guerra e, pur mostrando scetticismo e rassegnazione, cercarono di eseguire con la massima abilità tecnica le sue direttive per la condotta delle operazioni; il generale Heinz Guderian, capo di stato maggiore del OKH, cercò di svolgere nel modo migliore il suo incarico, anche se egli era estremamente pessimista e aveva consigliato al capo delle SS Heinrich Himmler di scavalcare Hitler e intraprendere negoziati con le potenze occidentali. Il 28 marzo 1945 Hitler destituì il generale Guderian per un contrasto secondario sui dettagli tattici della difesa della testa di ponte di Küstrin; il suo incarico venne assegnato al generale Hans Krebs, che sarebbe rimasto con Hitler fino alla fine. In precedenza, però, il generale Guderian era riuscito a convincere il Führer a rimuovere Himmler dall'incarico di comandante del Gruppo d'armate Vistola che, schierato sull'Oder, difendeva gli accessi diretti a Berlino, sostituendolo il 20 marzo 1945 con il generale Gotthard Heinrici, esperto veterano della guerra all'est e specialista di operazioni difensive.

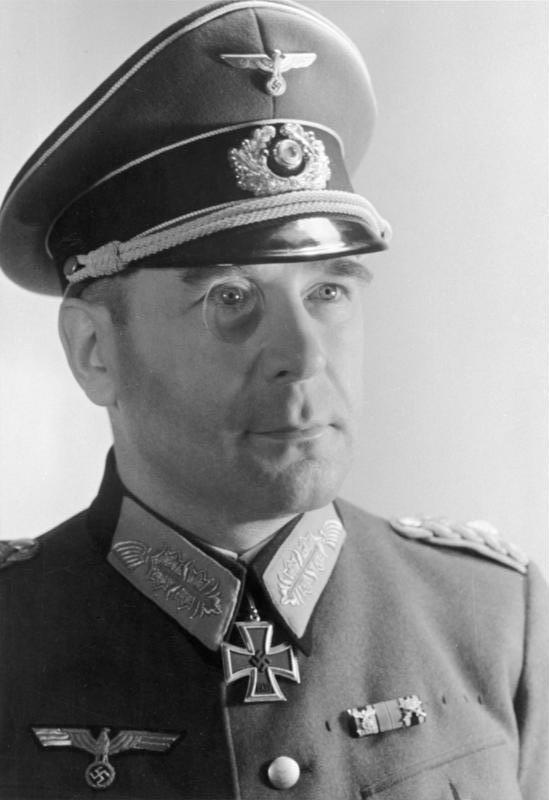
Il generale Hans Krebs, ultimo comandante dell'Oberkommando des Heeres

Hitler era cosciente dell'imminenza di una "battaglia per Berlino" e l'alto comando tedesco cercò di rafforzare le linee del fronte tedesco opposto all'Armata Rossa; vennero trasferite da altri settori numerose unità di fanteria e furono costituite delle limitate riserve meccanizzate. Si riteneva di poter sfruttare le caratteristiche del terreno, in parte paludoso, solcato da numerosi corsi d'acqua e poco transitabile, per ostacolare il nemico; furono prese le prime misure per organizzare la difesa dell'area urbana di Berlino. L'artiglieria campale venne rafforzata e soprattutto furono schierate sulla linea dell'Oder le temibili batterie contraeree della FlaK, che furono ritirate dalla difesa antiaerea delle città tedesche ormai in rovina per essere impiegate come micidiale artiglieria anticarro; infine furono organizzate linee trincerate successive scaglionate in profondità.
La linea dell'Oder era difesa dal Gruppo d'armate Vistola del generale Heinrici, che schierava a nord la 3. Panzerarmee del generale Hasso von Manteuffel con dieci divisioni e a sud, di fronte alla testa di ponte di Kustrin, la 9ª Armata del generale Theodor Busse con dodici divisioni in linea su un fronte di 130 chilometri, suddivise tra il 5º Corpo d'armata da montagna, l'11º Corpo delle Waffen-SS, il 56º Panzerkorps e il 101º Corpo d'armata; l'armata teneva in riserva la Panzergrenadier-Division Kurmark e la 25. Panzergrenadier-Division. Il generale Heinrici disponeva in seconda linea anche della 18. Panzergrenadier-Division e delle divisioni di volontari stranieri SS Nordland e SS Nederland. Il Gruppo d'armate Centro del feldmaresciallo Ferdinand Schörner difendeva la linea della Neisse a sud di Guben con il 5º Corpo d'armata della 4. Panzerarmee del generale Fritz-Hubert Gräser, rinforzato dalla 21. Panzer-Division in riserva. Erano presenti anche numerose unità specializzate, tra cui i due battaglioni corazzati pesanti SS PzAbt. 502 con 33 carri e SS PzAbt. 503 con dieci carri, equipaggiati con Panzer VI Tiger II. Durante la battaglia lo schieramento tedesco sarebbe stato rafforzato dall'intervento di altre divisioni da ovest della 12ª Armata e di unità del Volkssturm, formato da civili di 17-60 anni e di inabili al servizio per ferite o malattie, modestamente armati e addestrati, e della Hitlerjugend, reclutata tra giovanissimi volontari fortemente ideologizzati, armati in particolare di Panzerfaust.
Il generale Heinrici era un comandante esperto e capace; egli era consapevole che difendere il fronte dell'Oder sarebbe stato quasi impossibile; nel primo incontro con Hitler apprese con disappunto che quattro divisioni meccanizzate di riserva sarebbero state trasferite al feldmaresciallo Schörner e che in cambio avrebbe avuto a disposizione giovani paracadutisti, marinai inesperti e SS; nonostante le proteste del generale, non fu possibile cambiare le decisioni del Fuhrer. Nonostante la debolezza delle sue forze il generale Heinrici era deciso a combattere e aveva preparato un piano tattico che prevedeva di evacuare all'ultimo momento la prima linea per evitare le perdite causate dal fuoco distruttivo dell'artiglieria sovietica e organizzare la linea di difesa principale più indietro, da dove i tedeschi avrebbero potuto colpire la fanteria nemica. Il comandante del Gruppo d'armate Vistola tuttavia avrebbe cercato di prolungare al massimo la resistenza sul fronte, ma non intendeva combattere una sanguinosa battaglia urbana dentro Berlino; in caso di sfondamento egli aveva intenzione di ordinare la ritirata generale verso ovest.
Non è facile avere dati veramente attendibili sulla consistenza numerica in uomini e mezzi schierati dal Terzo Reich nella battaglia di Berlino; le fonti sovietiche riferiscono di 766 750 soldati con 1 519 carri e cannoni d'assalto e 9 303 pezzi d'artiglieria; altre fonti riportano il dato di 1 milione di soldati in totale, comprendendo oltre alle forze di prima linea anche le truppe della 12ª Armata e i circa 200 battaglioni del Volkssturm (200000 uomini) che sarebbero stati impiegati in azione. Sembra comunque che il Gruppo d'armate Vistola disponesse di circa 550 000 soldati e il Gruppo d'armate Centro di 500 000, di cui 150000 parteciparono direttamente alla battaglia. All'inizio della battaglia la 9ª Armata era la formazione tedesca meglio equipaggiata con 502 mezzi corazzati, 148 cannoni anticarro e 65 cannoni antiaerei; la 3. Panzerarmee invece aveva 174 mezzi corazzati, 140 cannoni anticarro e 30 cannoni contraerei.
Alla vigilia della battaglia Hitler affermò ancora pubblicamente la sua fiducia in una vittoria contro il "nemico mortale giudeo-bolscevico"; egli evocò la rovina della Germania in caso di sconfitta affermando che "i vecchi, i bambini, gli uomini saranno uccisi, le donne ridotte al ruolo di prostitute per soldati. Il resto marcerà verso la Siberia". Non tutto era perduto: "se ogni soldato farà il suo dovere...l'ultimo assalto dell'Asia sarà infranto....Berlino rimarrà tedesca, Vienna ridiventerà tedesca e l'Europa non sarà mai russa". Nello stesso momento anche il maresciallo Georgij Žukov presentava il suo proclama ai soldati sovietici dell'Armata Rossa; freddo e sintetico, esprimeva la inesorabile determinazione di concludere la guerra distruggendo il nazismo: "Il nemico verrà annientato lungo la via più breve per Berlino. La capitale della Germania fascista sarà presa e la bandiera della vittoria piantata su di essa".

## La battaglia dell'Oder-Neiße

### 16 aprile

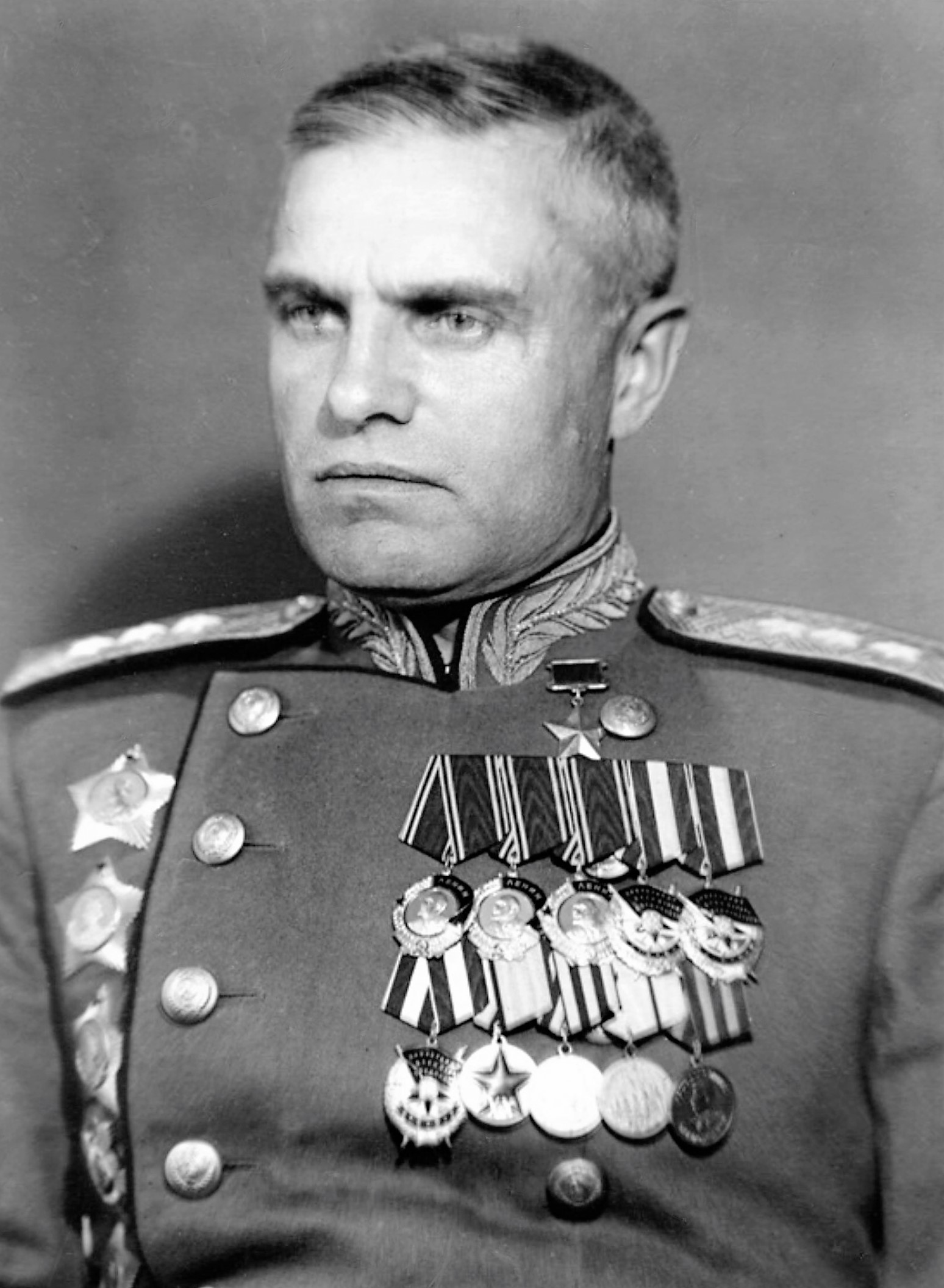
Il generale Vasilij Kazakov, comandante dell'artiglieria del 1º Fronte Bielorusso

L'offensiva principale del 1º Fronte Bielorusso e del 1º Fronte Ucraino ebbe inizio alle ore 5:00 del 16 aprile, ma venne preceduta dal mattino del 14 aprile da una serie di operazioni di ricognizione spinte molto in profondità da battaglioni rinforzati di fucilieri sovietici che riuscirono a infiltrarsi di alcuni chilometri nelle linee tedesche. Nella sera del 15-16 aprile venne sferrato un prolungato attacco aereo contro le posizioni di prima linea, mentre gli aerei d'assalto Ilyushin Il-2 Šturmovik intervennero in massa ed estesero la loro azione anche sulla seconda posizione di resistenza tedesca. Nel primo mattino del 16 aprile entrò in azione finalmente la grande concentrazione di artiglieria preparata dall'alto comando sovietico; al posto di comando avanzato dell'8ª Armata delle guardie, il maresciallo Žukov in persona, accompagnato dal comandante dell'artiglieria, generale Vasilij Kazakov, e dal generale Kontantin Telegin, capo della sezione politica, osservò il bombardamento insieme al generale Čujkov.

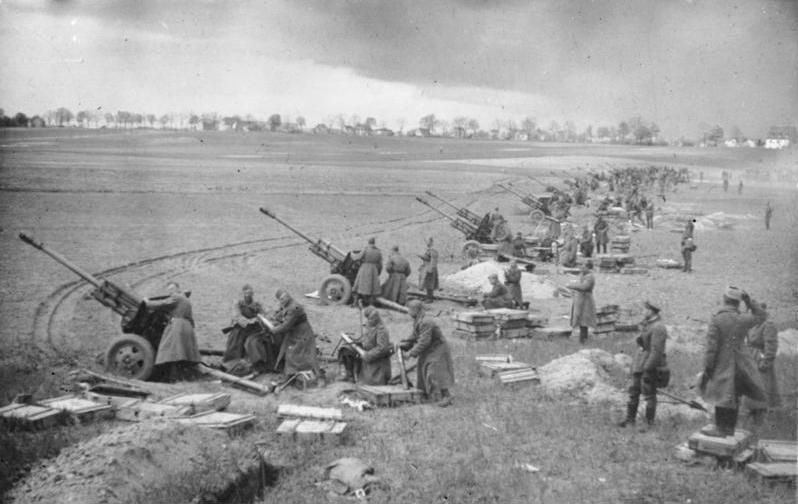
L'artiglieria sovietica apre il fuoco durante la battaglia di Berlino

Il generale Kazakov aveva schierato oltre 8 900 pezzi di artiglieria tra cannoni pesanti, cannoni campali, mortai pesanti e lanciarazzi katjuša; in alcuni settori furono allineati fino a 270 cannoni per chilometro di fronte; il 1º Fronte Bielorusso, che disponeva di una riserva di 7 milioni di granate, impiegò oltre 1,2 milioni di granate solo nel primo giorno, con effetti apparentemente estremamente distruttivi. Il maresciallo Žukov ritenne che il fuoco d'artiglieria, breve e molto intenso, avesse avuto pieno successo e i primi rapporti, che riferivano di una resistenza debole, incoraggiarono il suo ottimismo. In realtà il generale Heinrici la sera prima aveva ordinato, secondo i suoi piani, di evacuare prontamente la prima linea esposta al fuoco di artiglieria e le forze principali della 9ª Armata erano state schierate sulla linea più arretrata, imperniata sulle alture di Seelow.
L'attacco principale sovietico dalla testa di ponte di Küstrin venne sferrato alle ore 3:30, dopo i trenta minuti del fuoco d'artiglieria che sembrava aver frantumato completamente le linee tedesche; l'assalto ebbe inizio con l'improvvisa accensione di 143 riflettori azionati in gran parte da soldatesse; il maresciallo Žukov riteneva che l'impiego di questa nuova tattica avrebbe potuto sorprendere e terrorizzare le truppe tedesche, permettendo di avanzare con facilità. Il raggio di luce dei riflettori non venne indirizzato verso il cielo per creare un crepuscolo artificiale e migliorare la visibilità, ma venne diretto in orizzontale contro le linee nemiche con la speranza di accecare temporaneamente i difensori. In realtà le luci non riuscirono a penetrare lo strato di polvere sospeso sul campo di battaglia dopo il tiro dell'artiglieria e di conseguenza gli attaccanti non riuscirono a individuare le postazioni nemiche; inoltre i soldati sovietici, stagliati dalle luci dei riflettori alle spalle, divennero maggiormente visibili per i tedeschi. La situazione divenne ancor più sfavorevole quando i comandanti in prima linea richiesero di spegnere subito le luci: in un primo momento le truppe si trovarono nell'oscurità e poi rimasero abbagliati quando i riflettori vennero in parte riaccesi. La confusione e l'incertezza si accrebbero quando i primi reparti sovietici arrivarono alla prima linea tedesca, che trovarono in gran parte già abbandonata; i soldati tedeschi avevano preventivamente evacuato le linee più esposte e avevano rafforzato la linea di resistenza più arretrata, da dove poterono colpire duramente con il fuoco di artiglieria, carri armati e armi leggere la fanteria sovietica in parte confusa e disorganizzata.
Le caratteristiche del terreno favorirono i difensori tedeschi; le solide posizioni delle alture di Seelow permettevano di dominare il terreno più in basso della valle dell'Oder e offrivano un campo di tiro ottimo per colpire un nemico in avanzata allo scoperto; inoltre il terreno del bacino del fiume, fortemente paludoso e costellato di piccoli corsi d'acqua melmosi, non permise ai sovietici di far affluire tempestivamente i reparti di rincalzo e i rifornimenti e costrinse i mezzi corazzati a muoversi solo sulle poche strade e i sentieri transitabili che potevano essere facilmente individuati e colpiti dall'artiglieria anticarro tedesca. Il maresciallo Žukov e il generale Čujkov ricevettero subito i primi rapporti sulle difficoltà in corso e sulla crescente confusione tra le file sovietiche. Il maresciallo Žukov, fortemente irritato da queste notizie, apprese che le formazioni meccanizzate e i reparti di genieri erano in ritardo a causa degli ingorghi del traffico; la scarsa visibilità ostacolava le truppe e anche gli aerei sovietici, che non potevano intervenire con precisione.
Le alture di Seelow erano presidiate dalla migliore formazione dell'ordine di battaglia tedesco: il 56º Panzerkorps del generale Helmuth Weidling, che schierava la 9ª Divisione paracadutisti e la 20. Panzergrenadier-Division in prima linea e la Panzer-Division Müncheberg in riserva; si trattava di unità relativamente ben equipaggiate e guidate da comandanti esperti, che avevano avuto il tempo di organizzare un accurato schema di fuoco. In questo modo riuscirono a infliggere pesanti perdite ai soldati della 8ª Armata delle guardie del generale Čujkov che, in pratica, ostacolate anche dalla presenza del canale Haupt-Graben, vennero fermate ai piedi della scarpata delle alture. Sulla destra delle forze del generale Čujkov neppure i reparti della 5ª Armata d'assalto del generale Nikolaj Berzarin riuscirono a sfondare e fecero solo modesti progressi, mentre la 47ª Armata in pratica avanzò solo per pochi centinaia di metri; la 3ª Armata d'assalto del generale Vasilij Kuznecov, infine, fece intervenire senza molto successo i carri armati del 9º Corpo corazzato e rimase bloccata sulle vie di accesso alla posizione principale tedesca. Al posto di comando dell'8ª Armata delle guardie, vicino alla cittadina di Reitwein, il maresciallo Žukov, in un'atmosfera di estrema tensione, rimproverò aspramente il generale Čujkov per il fallimento dell'attacco; il comandante dell'armata non si fece intimidire e replicò ammettendo che i suoi soldati erano stati bloccati, ma affermò che in ogni caso l'offensiva alla fine avrebbe avuto successo. Egli riorganizzò le sue truppe, richiese l'intervento massiccio delle forze aeree per neutralizzare l'artiglieria tedesca e ordinò di portare in avanti le batterie di artiglieria per colpire le postazioni nemiche. Lentamente la fanteria sovietica riuscì ad aprire il passo attraverso le prime due linee tedesche, ma la terza linea, accessibile solo attraverso la strada per Seelow, bloccò nuovamente l'avanzata.

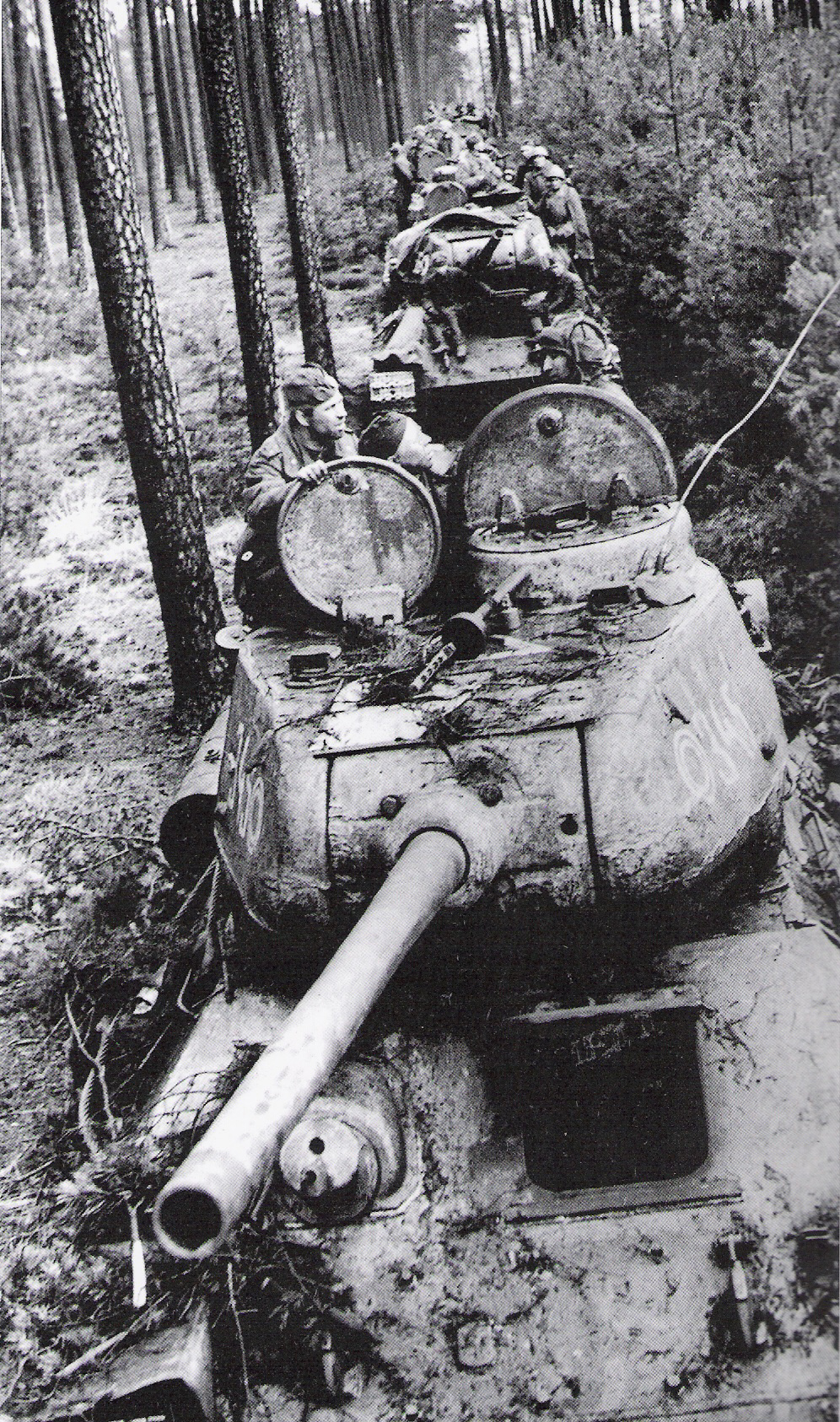
Colonna di carri armati T-34/85 della 3ª Armata corazzata delle guardie in movimento verso la Germania nella primavera 1945

Il maresciallo Žukov era irritatissimo per il ritardo dei suoi piani; egli temeva di perdere la corsa per Berlino ed essere anticipato dal maresciallo Konev; alle ore 13:00, quindi, estremamente nervoso e impaziente, prese la decisione di mettere da parte tutti i piani già predisposti, che prevedevano di attendere lo sfondamento della fanteria prima di impiegare le riserve corazzate del 1º Fronte Bielorusso, e invece di impegnare subito tutte e due le sue potenti armate corazzate. Il maresciallo Žukov non diede alcun peso ai consigli dei suoi generali, parlò direttamente con il generale Katukov, comandante della 1ª Armata corazzata delle guardie, e gli ordinò bruscamente di muoversi con tutti i suoi carri armati ed entrare in azione senza attendere lo sfondamento completo del fronte tedesco. L'armata corazzata del generale Katukov avrebbe attaccato direttamento verso Seelow, mentre la 2ª Armata corazzata delle guardie sarebbe avanzata nel settore di Neuhardenberg; l'intervento delle riserve corazzate ebbe inizio alle ore 16:30.
Le due armate corazzate del 1º Fronte Bielorusso erano formazioni poderose: la 1ª delle guardie disponeva di 709 mezzi corazzati, mentre la 2ª delle guardie ne schierava 667, ma impiegate in massa in uno spazio ristretto, già occupato dalle unità di fanteria impegnate in duri scontri con i tedeschi solidamente trincerati sulle alture, non poterono dispiegare la loro potenza d'urto. Al contrario, intralciarono ancor più le operazioni, occuparono tutte le strade principali, ostacolarono i movimenti della fanteria e dell'artiglieria e vennero ben presto rallentate sul campo di battaglia sotto il tiro dei cannoni nemici. Le limitate riserve corazzate tedesche intervennero e contrattaccarono, in supporto delle squadre anticarro tedesche e dei cannoni da 88 mm: un reparto di cannoni d'assalto inflisse forti perdite alle unità di punta dell'armata corazzata del generale Bogdanov a Neuhardenberg, mentre i carri del generale Katukov arrivarono in fondo al ripido pendio dell'alture di Seelow, ma ebbero forti difficoltà per proseguire. I contrattacchi del battaglione pesante SS 502, equipaggiato con carri Tiger II, vennero contenuti dopo un violento scontro diretto con i carri sovietici, mentre la Panzer-Division Muncheberg venne affrontata dall'11º Corpo corazzato e duramente respinta, ma neppure l'armata corazzata del generale Katukov riuscì il primo giorno dell'offensiva a sfondare la linea principale nemica e dovette disperdersi in piccoli gruppi a sostegno della fanteria, senza raggiungere risultati decisivi. Alle ore 19:00 la 2ª Armata corazzata delle guardie era ormai bloccata, mentre i carri di Katukov combattevano per la conquista delle alture; la fanteria dell'8ª Armata delle guardie non aveva raggiunto risultati decisivi; l'avanzata sovietica variava nei settori tra i 3 e gli 8 chilometri.
Il maresciallo Žukov era molto contrariato per il fallimento del primo giorno di offensiva e per il mancato sfondamento, ma non aveva alcuna intenzione di fermare l'attacco; al contrario ordinò che le truppe e i mezzi corazzati continuassero l'offensiva anche durante la notte senza preoccuparsi delle perdite e preparò un altro assalto per la mattina del 17 aprile preceduto da un nuovo sbarramento di artiglieria. Nel primo pomeriggio il comandante del 1º Fronte Bielorusso aveva parlato per telefono con Stalin, riferendo che lo sfondamento era riuscito, anche se i tedeschi stavano resistendo ancora sulle alture di Seelow; Stalin sembrò calmo e distaccato, ma non mancò di far sapere al maresciallo Žukov che sul fronte del maresciallo Konev le operazioni andavano bene e non c'erano particolari difficoltà. A tarda notte il maresciallo si mise nuovamente in comunicazione con Stalin, che questa volta fu meno cordiale e molto più polemico; criticò l'impiego prematuro delle armate corazzate in contrasto con le direttive dello Stavka e mise in dubbio che le alture di Seelow sarebbero state realmente conquistate il 17 aprile. Il maresciallo Žukov mantenne la calma e replicò che, in ogni caso, era un vantaggio per i sovietici se i tedeschi avessero sprecato tutte le loro forze sulla linea dell'Oder; in questo caso essi sarebbero stati troppo deboli in seguito per difendere Berlino. Stalin non parve molto convinto ed evocò per la prima volta la possibilità di far intervenire contro Berlino da sud il maresciallo Konev e da nord il maresciallo Rokossovskij; dopo di che ignorò le spiegazioni del maresciallo Žukov e interruppe bruscamente la conversazione.
Le operazioni del 1º Fronte Ucraino sulla linea della Neisse del 16 aprile, come Stalin aveva riferito a Žukov, avevano avuto un andamento molto più favorevole per i sovietici; il maresciallo Konev era sempre concentrato sull'obiettivo Berlino e aveva congegnato un piano tattico che prevedeva di raggruppare tre armate in un settore di trenta chilometri tra Forst e Bad Muskau; attraversato il fiume in quel punto, le sue forze avrebbero avuto lo spazio per dispiegarsi prima di incontrare la Sprea e inoltre sarebbero state molto vicine alle strade che portavano direttamente a Lübben e alla zona sud-orientale della capitale tedesca. Il maresciallo prevedeva di attraversare la Neisse nel più breve tempo possibile in 150 punti separati e lanciare subito dopo in avanti le sue due armate corazzate; egli si recò personalmente al posto di comando del generale Pukhov, capo della 13ª Armata, per controllare l'attacco e l'attraversamento del fiume. Il bombardamento dell'artiglieria iniziò alle ore 4:15 lungo tutto il fronte e contemporaneamente intervennero anche gli aerei d'assalto, che inizialmente colpirono le retrovie nemiche, mentre dopo 40 minuti sganciarono bombe fumogene che coprirono di una fitta nebbia la valle della Neisse. I primi reparti d'assalto di fucilieri partirono all'attacco alle ore 4:55.
Le operazioni di superamento del fiume e di costruzione da parte dei genieri di ponti mobili campali si svilupparono rapidamente con pieno successo sotto la copertura della nebbia artificiale; dopo solo venti minuti venne costituita la prima testa di ponte a ovest della Neisse e alle ore 6:55 l'artiglieria pesante riaprì il fuoco, bersagliando le linee nemiche più in profondità per favorire l'avanzata dei carri armati. Il maresciallo Konev venne informato che in 133 dei 150 punti previsti l'attraversamento del fiume era riuscito e che nel settore della 5ª Armata delle guardie del generale Žadov si stavano completando i primi ponti da 60 tonnellate per i mezzi pesanti; egli quindi decise di mettere in movimento alle ore 11:00 del mattino le due brigate meccanizzate del 10º Corpo corazzato delle guardie e del 6º Corpo meccanizzato delle guardie, appartenenti all'armata del generale Leljušenko, designate per attraversare per prime e avanzare subito a ovest. I mezzi corazzati passarono il fiume e si spinsero in avanti, senza curarsi di mantenere il collegamento con la fanteria.
Nella serata del 16 aprile, mentre la 3ª Armata delle guardie, la 5ª Armata delle guardie e la 13ª Armata completavano l'attraversamento della Neisse e ampliavano la breccia aperta nelle linee della 4. Panzerarmee tedesca, il grosso delle armate corazzate delle guardie dei generali Rybalko e Leljušenko, concentrate a ovest del fiume, si mosse verso ovest e respinse i contrattacchi della 21. Panzer-Division. I carri armati continuarono ad avanzare durante la notte per raggiungere subito la Sprea e anticipare la costituzione di una possibile linea difensiva "Matilda" del nemico, di cui si aveva avuto notizia; il maresciallo Konev aveva già pianificato per il 17 aprile di superare con le forze mobili la Sprea e raggiungere una linea Heide-Rensdorf-Burghammer; inoltre egli ordinò alla 28ª Armata del generale Lucinskij di seguire dietro la 3ª Armata corazzata delle guardie sull'"asse di Berlino" e si preoccupò di coprire il suo fianco sinistro facendo avanzare due armate verso Dresda.

### 17 aprile
Nonostante le ottimistiche assicurazioni del maresciallo Žukov, il nuovo attacco del 1º Fronte Bielorusso, preceduto da un altro bombardamento di artiglieria e attacchi aerei, non ottenne il mattino del 17 aprile risultati decisivi; la resistenza tedesca fu tenace e il fuoco dei cannoni contraerei e controcarro colpì duramente le colonne corazzate sovietiche che erano ripartite all'offensiva per cercare di guadagnare il terreno aperto. A Dolgelin e Friedersdorf i carri armati del generale Katukov (11º Corpo corazzato delle guardie e 8º Corpo meccanizzato delle guardie) furono contrattaccati dai resti della Panzergrenadier-Division Kurmark; maggiori risultati furono raggiunti più a nord dall'11º Corpo corazzato del generale Ivan Juščuk, che riuscì ad aggirare Seelow nonostante gli attacchi delle squadre anticarro tedesche. I carri armati del generale Juščuk, tuttavia, furono bersagliati per errore dall'artiglieria della 5ª Armata d'assalto del generale Berzarin e ci furono accesi contrasti tra i comandanti sovietici. Il generale Katukov cercò di sfruttare il varco aperto dall'11º Corpo corazzato trasferendo l'11º Corpo corazzato delle guardie, ma le unità blindate sovietiche non riuscirono ancora, anche per le difficoltà del terreno paludoso, ad accelerare l'avanzata. Negli altri settori le armate del maresciallo Žukov rastrellarono metodicamente la prima linea tedesca e distrussero progressivamente i nuclei di resistenza: la 3ª Armata d'assalto e il 9º Corpo corazzato entrarono a Kunersdorf, mentre la 5ª Armata d'assalto e i carri armati del 12º Corpo corazzato delle guardie e del 1º Corpo meccanizzato dell'armata del generale Bogdanov superarono l'Alte Oder. Le difese tedesche stavano iniziando a cedere, le riserve mobili erano logorate e le munizioni si stavano esaurendo; l'artiglieria tedesca iniziò ad abbandonare le posizioni, soprattutto la 9ª Divisione paracadutisti si stava disgregando; in serata i soldati del generale Čujkov, rinforzati dai mezzi corazzati dell'11º Corpo corazzato delle guardie, conquistarono finalmente il villaggio di Seelow.

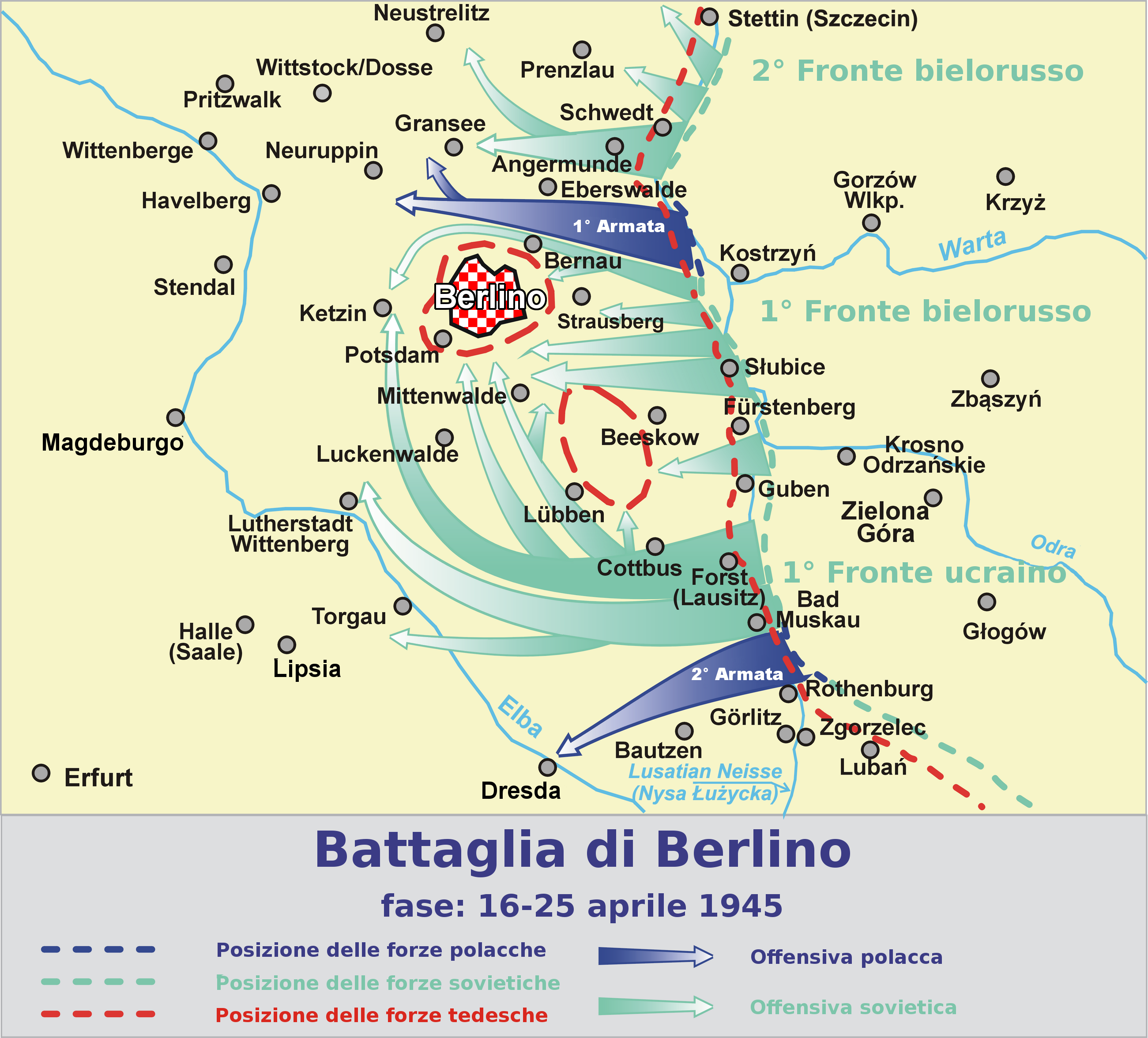
L'offensiva dell'Armata Rossa e la manovra di accerchiamento di Berlino

Per tutto il 17 aprile il maresciallo Konev continuò a spingere in avanti le sue armate corazzate delle guardie; i carri armati dei generali Rybalko e Leljušenko, quindi, avanzarono rapidamente a ovest della Neisse e proseguirono affrontando rapidi e violenti scontri a fuoco con i residui gruppi di resistenza e le riserve tedesche che cercavano di contrattaccare. Il maresciallo Konev seguì personalmente la marcia delle armate corazzate e, dopo aver attraversato i campi di battaglia in mezzo ai boschi, cosparsi di resti di mezzi blindati bruciati e distrutti, raggiunse il fiume Sprea, dove il generale Rybalko era arrivato con i suoi elementi di testa senza tuttavia essere riuscito ancora ad attraversarlo. Il maresciallo Konev ordinò al comandante della 3ª Armata corazzata delle guardie di tentare subito il passaggio attraversando a guado con i mezzi corazzati, visto che l'acqua sembrava profonda solo circa un metro; il rischioso attraversamento a guado della Sprea da parte della colonna dei carri sovietici T-34 ebbe successo. La difesa tedesca era debole, il fronte sembrava ormai completamente sfondato e il maresciallo, molto compiaciuto dei risultati raggiunti, sollecitò il generale Rybalko a proseguire in avanti senza preoccuparsi delle retrovie e dei fianchi. In realtà il maresciallo era consapevole dei rischi della frenetica avanzata dei suoi mezzi corazzati in uno stretto corridoio mentre le forze di copertura sui fianchi e nelle retrovie erano molto più indietro ed erano sotto la pressione di violenti contrattacchi tedeschi; tuttavia, fortemente attratto dalla possibilità di anticipare il suo rivale Žukov e di arrivare per primo a Berlino, continuava a premere sui generali Rybalko e Leljušenko affinché continuassero a spingersi in avanti, evitando scontri prolungati, aggirando i capisaldi nemici e cercando di conservare il massimo di mezzi e equipaggiamenti intatti per la battaglia finale.

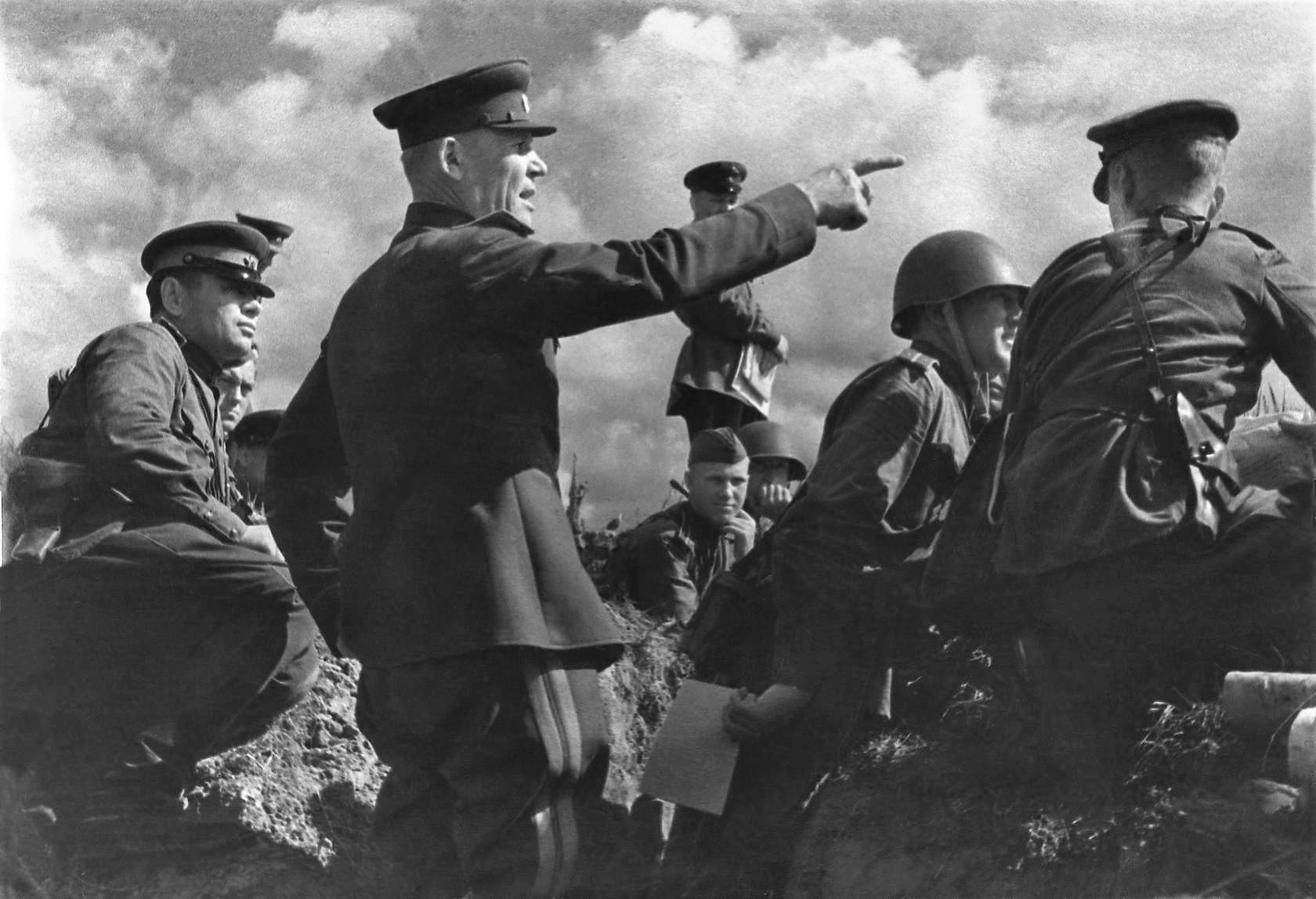
Il maresciallo Ivan Konev (al centro della foto) dirige le operazioni delle sue armate

Il maresciallo Konev, nonostante i pericoli della situazione, era convinto di aver raggiunto una posizione tattica decisiva al centro delle difese tedesche e a mezzanotte del 17 aprile riferì direttamente a Stalin i brillanti risultati raggiunti. Il dittatore in un primo momento ascoltò la relazione positiva del maresciallo; quindi lo informò in modo brusco che sul fronte del maresciallo Žukov invece le operazioni procedevano con grande difficoltà. Dopo una pausa, Stalin chiese se sarebbe stato possibile far passare le armate corazzate del 1º Fronte Bielorusso attraverso il varco aperto dal 1º Fronte Ucraino sulla Neisse. A questo punto il maresciallo Konev presentò le sue proposte: la manovra di trasferimento sarebbe stata troppo complicata, le sue armate corazzate delle guardie avevano forze sufficienti per marciare autonomamente su Berlino da sud, egli aveva già preparato i piani sulla carta e proponeva di effettuare la concentrazione a Zossen. Stalin prima chiese alcuni chiarimenti topografici sulla carta delle operazioni, quindi concluse improvvisamente la conversazione con poche, brevi frasi: "Ottimo. Sono d'accordo. Dirigi le tue armate corazzate verso Berlino". Il maresciallo Konev ora poteva finalmente dare ordini precisi alle sue forze meccanizzate; la nuova direttiva venne diramata alle ore 2:47 e al mattino del 18 aprile il maresciallo parlò direttamente con i generali Rybalko e Leljušenko, specificando che il successo dell'operazione sarebbe dipeso dalla "audacia della manovra e dalla rapidità delle operazioni". Il maresciallo Konev, ormai completamente impegnato nella corsa su Berlino, voleva che i suoi comandanti comprendessero chiaramente le sue intenzioni. I due generali delle truppe corazzate avevano già dato inizio alla deviazione verso nord-ovest in direzione di Berlino: la 3ª Armata corazzata delle guardie avrebbe marciato attraverso Barut e Teltow con l'obiettivo di entrare nei sobborghi meridionali della capitale già il 20 aprile, mentre la 4ª Armata corazzata delle guardie sarebbe avanzata sulla direttrice Treuenbrietzen-Luckenwalde per raggiungere Potsdam e l'area sud-occidentale dell'agglomerato berlinese.
Il maresciallo Žukov venne informato da Stalin in persona delle nuove decisioni operative e della rapida avanzata delle forze blindate del maresciallo Konev. Il comandante del 1º Fronte Bielorusso era molto preoccupato; egli temeva che le sue forze si sarebbero completamente logorate se si fosse prolungata ancora la battaglia sulla linea dell'Oder e che quindi non sarebbero più state in grado di raggiungere e conquistare Berlino. Era quindi necessario, come il maresciallo Žukov comunicò brutalmente ai suoi comandanti subordinati, accelerare le operazioni a ogni costo e "conquistare Berlino"; i nuovi ordini richiedevano ai generali di recarsi sul posto per controllare di persona le operazioni; ritirate e indecisioni non sarebbero state tollerate, tutti i mezzi corazzati, i cannoni e le truppe dovevano essere portate in avanti e concentrati per l'attacco. Il maresciallo Žukov non mancò di minacciare punizioni draconiane, destituzioni immediate e trasferimenti nei battaglioni di punizione per ogni comandante che avesse mostrato debolezza e insufficiente determinazione.

### 18 aprile

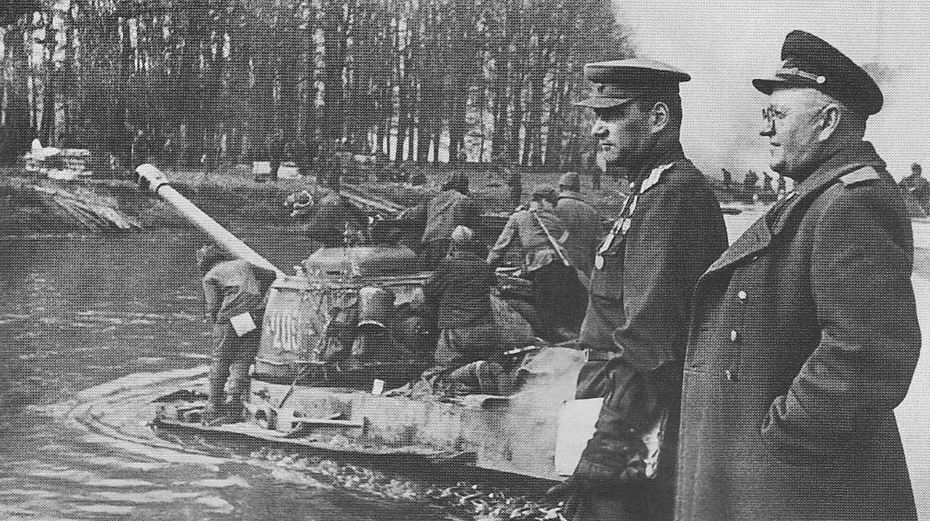
Unità corazzate della 3ª Armata corazzata delle guardie attraversano il fiume Sprea durante l'avanzata su Berlino

All'alba del 18 aprile, quindi, le armate del 1º Fronte Bielorusso ripartirono all'attacco per conquistare finalmente le posizioni tedesche sulla linea dell'Oder; la resistenza della 9ª Armata fu ancora accanita e efficace, ma nel corso della giornata la situazione dei difensori divenne sempre più critica. Il 56º Panzerkorps aveva assoluta necessità di rinforzi e il generale Weidling era in attesa dell'arrivo della 18. Panzergrenadier-Division e della Divisione SS Nordland, di cui era previsto l'intervento per chiudere i due pericolosi varchi che si stavano aprendo sulla sinistra e sulla destra del 56º Panzerkorps. Nessuna di queste due preziose unità mobili giunse in tempo, durante il 18 aprile, per supportare efficacemente le indebolite truppe del generale Weidling; la SS Nordland del generale Joachim Ziegler apparentemente rimase bloccata a parecchia distanza dal fronte a causa dalla mancanza di carburante, mentre la 18. Panzergrenadier-Division arrivò con grande ritardo al termine della giornata e il suo intervento verso Wriezen non ottenne alcun risultato; la divisione dovette battere in ritirata a sua volta. Non raggiunsero alcun successo neppure i tentativi dei cacciabombardieri tedeschi di attaccare i ponti sovietici sull'Oder; sembra che durante questi disperati attacchi vennero effettuate senza risultati anche missioni suicide cosiddette Selbstopfereinsatz (auto-sacrificio).
Le armate del maresciallo Žukov stavano lentamente sgretolando le difese tedesche; a nord la 47ª Armata, dopo un nuovo sbarramento di artiglieria, riprese gli attacchi e guadagnò terreno in direzione di Wriezen, mentre più a sud la 3ª Armata d'assalto e la 2ª Armata corazzata delle guardie del generale Bogdanov si aprirono un varco nel settore di Kunersdorf. I carri armati del 9º Corpo corazzato delle guardie e del 12º Corpo corazzato delle guardie avanzarono fino a Batzlow, nella terza e ultima cintura difensiva tedesca. La 5ª Armata d'assalto del generale Berzarin ripartì all'attacco e si avvicinò a Reichenberg, ma non poté proseguire a causa dei continui contrattacchi tedeschi.
L'8ª Armata delle guardie del generale Čujkov aveva ripreso i suoi attacchi alle alture di Seelow alle ore 7:00 del mattino; nonostante le difficoltà sul suo fianco sinistro a causa della lentezza dell'avanzata della 69ª Armata, il generale decise di spingere a fondo il suo attacco in direzione di Müncheberg con il 4º Corpo fucilieri delle guardie supportato dal 11º Corpo corazzato. Dopo un'altra serie di violenti combattimenti, l'8ª Armata delle guardie raggiunse la linea Trebnitz-Jahnsfelde e avanzò fino a Marxdorf e Lietzen. La 9ª Divisione paracadutisti tedesca era crollata e i soldati ripiegavano in rotta abbandonando le ultime posizioni; il generale Weidling, costretto a cambiare per due volte nella giornata il suo posto di comando, cercò di mantenere il controllo, ma la situazione del fronte tedesco era ormai critica; in serata ricevette la visita di Joachim von Ribbentrop, venuto ad informarsi sull'andamento della battaglia, e poi di Artur Axmann, che si dimostrò pronto a sacrificare i suoi giovanissimi soldati della Hitlerjugend "per una causa già perduta".
Il 1º Fronte Bielorusso perse circa 30000 soldati nella battaglia per le alture di Seelow, ma alla fine, dopo tre giorni di sanguinosi combattimenti, il generale Čujkov aveva conquistato la posizione decisiva del fronte tedesco sull'Oder; anche le altre armate sovietiche stavano avanzando: al termine della giornata, alle ore 23:00, la fanteria della 3ª Armata d'assalto diede l'assalto finale a Batzlow, che infine venne conquistata completamente all'alba del 19 aprile.

### 19 aprile

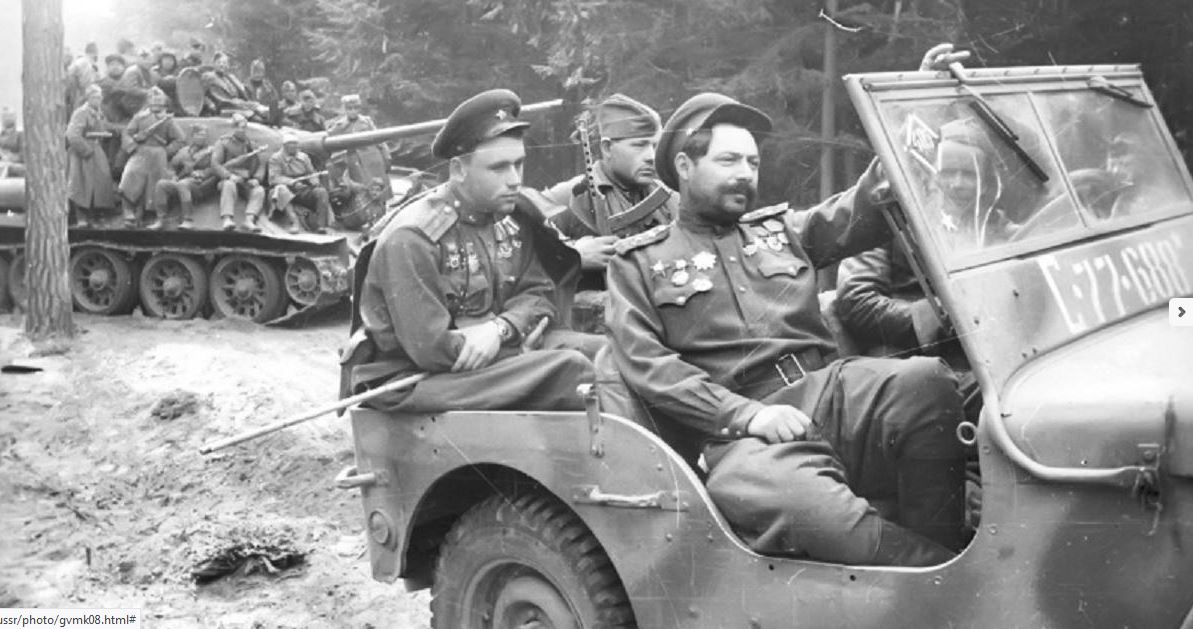
Ufficiali della 1ª Armata corazzata delle guardie a bordo di una Jeep Willys; in secondo piano un carro T-34/85

Il maresciallo Žukov era molto deluso per l'andamento della battaglia; dopo quattro giorni di aspri combattimenti le sue truppe si trovavano ancora ad oltre 30 chilometri dalla periferia di Berlino e non erano riuscite fino a quel momento a sfondare tutte le linee difensive tedesche e a raggiungere il terreno libero per accelerare finalmente l'avanzata. In realtà, nonostante il malcontento del maresciallo, il 19 aprile segnò un momento decisivo della battaglia di Berlino; in questa giornata la 9ª Armata del generale Busse perse la sua coesione e venne irrimediabilmente frammentata in tre tronconi, che iniziarono a battere in ritirata abbandonando le posizioni che avevano così accanitamente difeso. Il 101º Corpo d'armata venne respinto verso Eberswalde e perse il collegamento con il 56º Panzerkorps del generale Weidling che, dopo aver ceduto la sera del 18 aprile le alture di Seelow, perse il contatto anche sulla sua destra con gli altri due corpi d'armata del generale Busse.
L'intervento frammentario e intempestivo delle limitate riserve meccanizzate tedesche non poté assolutamente evitare il crollo finale del fronte sull'Oder; dopo il tardivo e inefficace intervento nella serata del 18 aprile della 18. Panzergrenadier-Division per colmare il varco a settentrione del 56º Panzerkorps, il 19 aprile il generale Weidling mise finalmente in azione anche la SS Nordland, ma senza alcun risultato; i carri armati della 2ª Armata corazzata delle guardie del generale Bogdanov si aprirono un varco e occuparono il caposaldo di Wriezen. Nel settore di sfondamento meridionale, sul fianco destro del 56º Panzerkorps, venne ugualmente superata la resistenza di reparti della SS Nederland appena arrivati tra Müncheberg e Furstenwalde; Müncheberg fu attaccata frontalmente da due corpi di fucilieri della armata del generale Čujkov e aggirata a nord e a sud dall'11º Corpo corazzato e dall'11º Corpo corazzato delle guardie; dopo una viva resistenza, anche Müncheberg cadde alle ore 21 della sera. Dopo la caduta dei due pilastri di Wriezen e Müncheberg, il maresciallo Žukov era riuscito finalmente a sfondare tutte e tre le cinture difensive tedesche, aprendo un varco di 60 chilometri di ampiezza e 30 chilometri di profondità nel fronte nemico.
Il 19 aprile il maresciallo Konev continuò a premere sui comandanti delle sue armate corazzate delle guardie affinché affrettassero ancora la loro avanzata verso Zossen e Potsdam; egli rassicurò personalmente il generale Rybalko che temeva che i suoi carri si allontanassero troppo dalla fanteria rischiando di rimanere isolati, sollecitandolo al contrario a non preoccuparsi e a "continuare ad avanzare"; nella giornata la 3ª e la 4ª Armata corazzata delle guardie proseguirono quindi per altri 40-50 chilometri, tagliarono fuori a sud la 4. Panzerarmee del generale Gräser e intercettarono le linee di comunicazione della 9ª Armata del generale Busse.

### 20 aprile
Il 20 aprile i carri armati del 1º Fronte Ucraino continuarono la loro frenetica avanzata, avvicinandosi alla regione a sud di Berlino; il 6º Corpo corazzato delle guardie, appartenente alla 3ª Armata corazzata delle guardie, fece irruzione fino a Baruth ma, a corto di carburante a causa della rapidità dell'avanzata, dovette fermarsi sul posto; il suo primo attacco non ebbe successo e il reparto subì forti perdite a causa di attacchi di reparti del Volkssturm e della Hitlerjugend. Il maresciallo Konev intervenne personalmente; rimproverò bruscamente il generale Rybalko per presunti ritardi nell'avanzata e gli ordinò perentoriamente di riprendere subito l'attacco attraverso il terreno paludoso. Nel primo pomeriggio il 6º Corpo corazzato delle guardie ritornò all'attacco e questa volta entrò a Baruth; anche il generale Leljušenko continuava ad avanzare con i suoi carri verso Luckenwalde e Jüterbog, mentre sui due fianchi, a Cottbus e Spremberg, si stavano avvicinando per coprire il cuneo di sfondamento le forze di fanteria della 3ª Armata del generale Vasilij Gordov e della 5ª Armata delle guardie del generale Aleksej Žadov; infine, per chiudere il cerchio a sud di Berlino, erano in marcia anche la 28ª Armata del generale Lucinskij e la 13ª Armata del generale Pukhov.

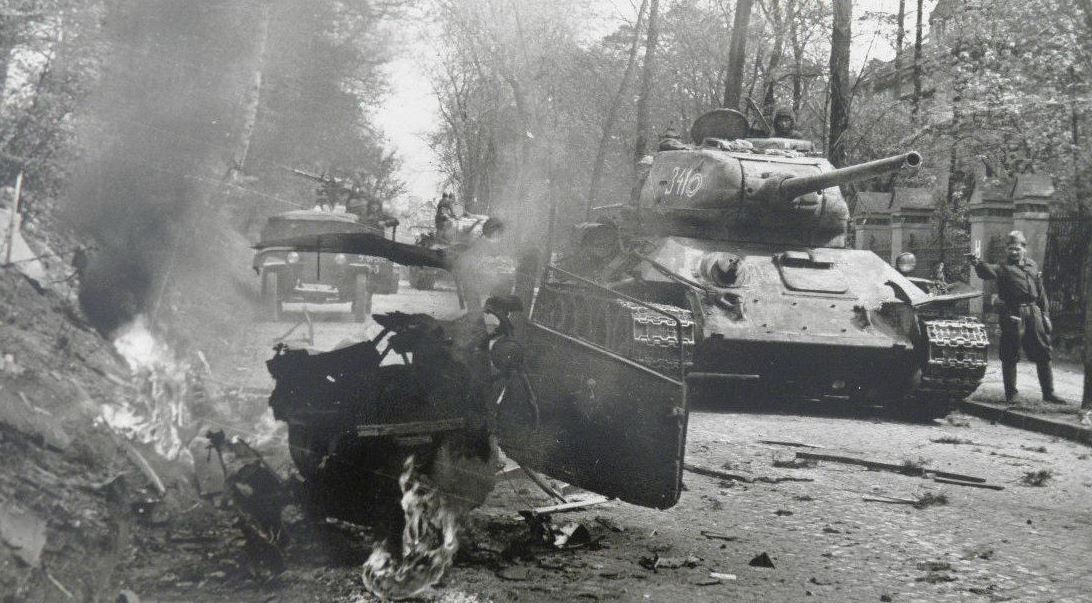
I carri T-34/85 aprono la strada per Berlino

Nonostante questi successi, il maresciallo Konev non era affatto soddisfatto del ritmo dell'avanzata; per evitare ingorghi del traffico egli dispose che avrebbero dovuto attraversare la Sprea solo i convogli del carburante e delle munizioni; egli inoltre alle 19:45 del 20 aprile diramò un nuovo ordine ultimativo ai generali Rybalko e Leljušenko in cui stabiliva che le due armate avrebbero dovuto fare irruzione a Berlino entro "questa notte".
Il maresciallo Žukov era informato dell'avanzata delle armate del 1º Fronte Ucraino; il 20 aprile finalmente le sue forze principali riuscirono a sbucare in campo aperto dopo aver superato tre cinture difensive nemiche e ad avanzare rapidamente su Berlino da nord e da est; alle ore 11:00 l'artiglieria del 1º Fronte Bielorusso aprì per la prima volta il fuoco direttamente sulla città, mentre la 47ª Armata del generale Pekhorovic entrava a Bernau. Contemporaneamente i carri armati del generale Bogdanov raggiunsero la periferia nord-orientale di Berlino a Zepernick; mentre una parte delle formazioni corazzate proseguirono per accerchiare la città a ovest, il 12º Corpo corazzato delle guardie venne inviato a supporto della 3ª Armata d'assalto del generale Kuznecov e della 5ª Armata d'assalto del generale Berzarin che, rinforzate dall'11º Corpo corazzato, erano a loro volta in avvicinamento ai sobborghi settentrionali e orientali. Il maresciallo Žukov, tuttavia, era sempre preoccupato e temeva di essere preceduto a Berlino dal suo rivale; nella notte del 20 aprile anche lui diramò un ordine tassativo indirizzato ai generali Katukov e Popel, comandanti della 1ª Armata corazzata delle guardie; Žukov esigeva che i loro carri armati entrassero nei sobborghi di Berlino entro le ore 4:00 del 21 aprile.
Il 20 aprile era il giorno del compleanno di Hitler; nonostante la disastrosa situazione del Terzo Reich, tutti i grandi dignitari del regime arrivarono a Berlino e scesero nel bunker per partecipare al ricevimento previsto per l'occasione; erano presenti, oltre a Martin Bormann e Joseph Goebbels, che da mesi erano rimasti accanto al Führer, anche Hermann Göring, Heinrich Himmler, Albert Speer, Joachim von Ribbentrop. Il ricevimento si svolse in un'atmosfera di imbarazzo e disagio; la maggior parte degli ospiti era soprattutto desiderosa di affrettare i tempi e ripartire al più presto da Berlino per evitare di rimanere bloccati dentro la città; quasi tutti invitarono Hitler ad allontanarsi a sua volta e rifugiarsi nella Germania meridionale; il solo Goebbels evitò di unirsi a queste richieste. Alcuni di questi importanti personaggi, in particolare Göring, Himmler e Ribbentrop, coltivavano ancora illusorie speranze di poter giocare un ruolo nella politica internazionale e mantenere il potere collaborando con le potenze occidentali contro i sovietici. Hitler non accolse i loro inviti a partire; dopo il ricevimento, uscì per l'ultima volta dal bunker sotterraneo e passò in rassegna un reparto di Waffen-SS e alcuni giovanissimi membri della Hitlerjugend; il Führer apparve in pessime condizioni fisiche, ebbe qualche espressione di conforto e apprezzamento per i giovani ragazzi e dopo poco tempo ridiscese nel sottosuolo.
Subito dopo Hitler presenziò alla riunione militare in cui venne illustrata la situazione strategica in rapido peggioramento: la 3. Panzerarmee aveva subito lo sfondamento al centro del suo fronte, mentre la 9ª Armata, frammentata in tre tronconi separati, stava per essere accerchiata dalle forze del maresciallo Žukov a nord e da quelle del maresciallo Konev a sud; la stessa Berlino era in imminente pericolo di essere completamente isolata dal resto della Germania. Il generale Heinrici richiese per tre volte nel corso della giornata l'autorizzazione a far sganciare l'armata del generale Busse dalle sue ultime posizioni sull'Oder per ripiegare verso ovest, ma il generale Krebs dovette comunicare ogni volta che Hitler rifiutava di autorizzare la ritirata. Il generale comandante del Gruppo d'armate Vistola inoltre chiedeva disperatamente rinforzi per potere bloccare l'irruzione dei sovietici; con una serie di espedienti egli era riuscito a costituire un distaccamento d'emergenza al comando dell'abile generale SS Felix Steiner nella regione di Eberswalde per colpire le colonne sovietiche a nord di Berlino, ma per il momento si trattava di un semplice quartier generale senza truppe, in attesa dell'arrivo di una divisione di fucilieri di marina, di soldati delle retrovie, di personale di terra della Luftwaffe e della 4. SS-Polizei-Panzergrenadier-Division.
Il 20 aprile entrò in campo anche il 2º Fronte Bielorusso del maresciallo Rokossovskij dopo avere finalmente completato il difficile raggruppamento delle sue forze impegnate per molte settimane in Pomerania; fin dalla sera del 19 aprile il maresciallo aveva informato Stalin dell'inizio dell'attacco e nella notte le linee tedesche della 3ª Panzerarmee sulla linea del basso Oder avevano subito ripetuti attacchi dei bombardieri notturni sovietici, mentre gruppi speciali d'assalto avevano attraversato su gommoni per prendere possesso del vasto terreno paludoso compreso tra i diversi rami del fiume. L'offensiva del 2º Fronte Bielorusso ebbe inizio alle ore 4:00 del 20 aprile con l'attacco della 65ª Armata del generale Pavel Batov nel settore di Stettino; nel corso della giornata l'assalto sovietico si estese a nord, dove attaccarono la 19ª Armata e la 2ª Armata d'assalto e a sud, dove entrarono in azione la 70ª Armata e la 49ª Armata.
La 3. Panzerarmee del generale Hasso von Manteuffel era solidamente schierata dietro la barriera d'acqua e oppose una forte ed efficace resistenza; nel corso della prima giornata solo l'armata del generale Batov riuscì a costituire una ampia testa di ponte e il maresciallo Rokossovskij si recò sul posto per valutare la situazione. Alle ore 13:00 vennero attivati i primi ponti mobili che permisero di iniziare a trasferire a ovest del fiume i mezzi meccanizzati e l'artiglieria; alla fine della giornata la 65ª Armata era avanzata con quattro divisioni su un fronte di cinque chilometri per una profondità di circa due chilometri. Le altre armate invece incontrarono grandi difficoltà; il maresciallo Rokossovskij decise di trasferire la 70ª Armata nel settore del generale Batov per impiegarla nella sua testa di ponte. Nonostante i contrattacchi tedeschi della notte del 20-21 aprile, le truppe sovietiche consolidarono le proprie posizioni nel settore di Stettino.

## L'accerchiamento di Berlino

### 21 aprile
Alle ore 13:50 del 20 aprile 1945 l'artiglieria sovietica del 79º Corpo d'armata della 3ª Armata d'assalto aprì per la prima volta il fuoco contro il centro di Berlino; vennero sparate solo poche salve, soprattutto a scopo simbolico per intimorire il nemico proprio nel giorno del compleanno di Hitler, mentre altri colpi di cannone avevano in precedenza raggiunto aree più periferiche della capitale. Nei giorni seguenti l'artiglieria dell'Armata Rossa avrebbe costantemente incrementato il fuoco d'artiglieria, con notevole effetto distruttivo; vennero sparati 25 600 tonnellate di colpi, corrispondenti a oltre la metà del quantitativo di 45 500 tonnellate di bombe sganciate in cinque anni delle forze aeree anglo-americane sulla città.
Sul campo di battaglia continuava la sfida tra i marescialli Žukov e Konev: nel primo mattino del 21 aprile comparvero vicino a Zossen, il quartier generale centrale dell'OKH e dell'OKW, i primi carri armati del 6º Corpo corazzato delle guardie appartenente alla 3ª Armata corazzata delle guardie. L'importante centrale di comando era difesa soltanto da un debole reparto meccanizzato guidato dal tenente Krankel, che tentò di fermare l'avanzata nemica ma venne rapidamente sbaragliato dalle colonne sovietiche in avvicinamento da est e da nord; infine nel primo pomeriggio Hitler diede finalmente l'autorizzazione a evacuare e il quartier generale venne subito abbandonato nella confusione generale. Il generale Hans Krebs si diresse a Berlino per organizzare un nuovo centro di comando a disposizione di Hitler, mentre gran parte dello stato maggiore fuggiva verso sud per raggiungere l'Obersalzberg. I carri armati sovietici entrarono nell'enorme complesso, in parte sotterraneo, senza trovare opposizione e poterono ispezionare tutti gli edifici e osservare i mezzi altamenti tecnologici di comunicazione e controllo che avevano permesso al comando tedesco di dirigere tutte le proprie armate in Europa.
Contemporaneamente, il 21 aprile, il maresciallo Žukov stava organizzando i suoi piani finali per l'attacco alla città: tre armate, 47ª, 3ª d'assalto e 2ª corazzata delle guardie sarebbero avanzate dentro Berlino da nord e nord-est, mentre altre tre armate, 5ª d'assalto, 8ª delle guardie e 1ª corazzata delle guardie, sarebbero entrate da est e sud-est. Il comandante del 1º Fronte Bielorusso intendeva accelerare le operazioni dentro l'area urbana; egli quindi iniziò a riorganizzare le truppe in gruppi d'assalto per i combattimenti urbani e ordinò alla 3ª Armata d'assalto del generale Kuznecov di rinunciare a un vasto movimento aggirante a nord-ovest e marciare invece direttamente da nord dentro Berlino; l'artiglieria dell'armata al comando del generale Ignatov iniziò un massiccio bombardamento dell'area densamente abitata. Durante la giornata tutte le armate del maresciallo Žukov si spinsero costantemente in avanti; il generale Berzarin raggiunse con la 5ª Armata d'assalto, rinforzata dal 11º Corpo corazzato, Marzahn e Altlandsberg, mentre il generale Čujkov e il generale Katukov arrivarono a Fürstenwalde, Erkner e Petershagen dopo aver respinto alcuni contrattacchi e aver superato dei campi minati.
Il maresciallo Žukov continuava a temere di essere anticipato a Berlino dalle forze del maresciallo Konev e al mattino del 22 aprile rinnovò ancora ordini categorici ai generali Čujkov e Katukov; egli esigeva attacchi continui in modo che le loro forze potessero raggiungere entro il 24 aprile i quartieri meridionali della città. Nel corso della notte le truppe dell'8ª Armata delle guardie ottennero importanti risultati e riuscirono a superare, con mezzi di fortuna e con una flottiglia di battelli e chiatte trovate sul posto, prima la Sprea e poi la Dahme, arrivando fino al sobborgo di Falkenberg. La 39ª Divisione fucilieri riuscì invece a impadronirsi di sorpresa di due ponti intatti a Köpenick e nel corso della notte poté costruire alcuni solidi ponti di barche per consolidare la sua posizione a ovest del fiume. Le armate del 1º Fronte Bielorusso schierate a nord di Berlino avanzarono ancor più velocemente: mentre nella notte del 22-23 aprile la 1ª Armata polacca affrontava e bloccava a Oranienburg le deboli forze del generale Felix Steiner, la 47ª Armata, rinforzata dal 9º Corpo corazzato delle guardie, distaccato dalla 2ª Armata corazzata delle guardie, riuscì a superare facilmente lo Havel a Henningsdorf, quindi proseguì l'avanzata verso sud-ovest per altri 24 chilometri, raggiungendo Nauen e avvicinandosi a Spandau e Gatow. In questo modo l'armata aveva aggirato tutta la periferia nord-occidentale di Berlino e si trovava a soli 25 chilometri di distanza dalle forze del maresciallo Konev in avvicinamento da sud.

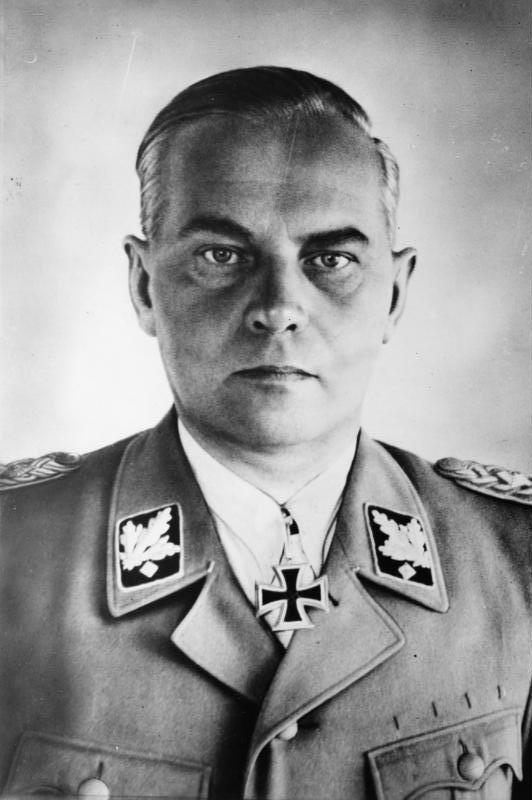
Il generale delle Waffen-SS Felix Steiner

Contemporaneamente, nel bunker sotto la Cancelleria Hitler stava architettando i suoi ultimi piani di contrattacco; egli, sempre più distaccato dalla realtà e psichicamente e fisicamente logorato, pretendeva che tutte le forze del 1º Fronte Bielorusso sovietico fossero attaccate da sud, dalla 9ª Armata, e da nord, da Eberswalde, dal fantomatico e quasi inesistente raggruppamento al comando del generale delle SS Felix Steiner, costituito intorno al quartier generale del III. SS-Panzerkorps. Il generale Heinrici non condivideva affatto l'entusiasmo di Hitler per questo nuovo piano; egli, al contrario, riteneva che la 9ª Armata fosse in pericolo di essere accerchiata e non fosse assolutamente in grado di contrattaccare.
I piani di intervento del raggruppamento del generale Steiner erano inapplicabili, in primo luogo per la mancanza di forze adeguate, ma anche per la costante pressione e i lenti progressi delle armate del 2º Fronte Bielorusso del maresciallo Rokossovskij sul fronte del basso Oder, che avevano costretto il generale von Manteuffel ad impegnare tutte le sue forze per cercare di contenere la testa di ponte sovietica nel settore di Stettino, rinunciando ad ogni progetto di contrattacco da nord verso Berlino. Nella giornata del 21 aprile la 65ª Armata del generale Batov consolidò la sua testa di ponte e i sovietici costruirono ponti per il trasferimento di mezzi pesanti; il maresciallo Rokossovskij inviò in questo settore un corpo di fucilieri, il 1º Corpo corazzato delle guardie e il 3º Corpo corazzato delle guardie.

### 22 aprile
Il 22 aprile la situazione della 9ª Armata del generale Busse si deteriorò in modo irreversibile; dopo aver perso il contatto con il 56º Panzerkorps del generale Weidling, che era arretrato verso Berlino, e con il 101º Corpo d'armata, che era passato a nord sotto il controllo della 3. Panzerarmee, era rimasta, con due corpi d'armata e il 5º Corpo della 4. Panzerarmee, sulla linea dell'Oder senza potere impedire le manovre di aggiramento sovietiche. Nella giornata alcune unità corazzate del generale Katukov da nord ed elementi meccanizzati del generale Rybalko da sud si congiunsero nell'area di Königs Wusterhausen e completarono l'accerchiamento dei resti dell'armata del generale Busse.

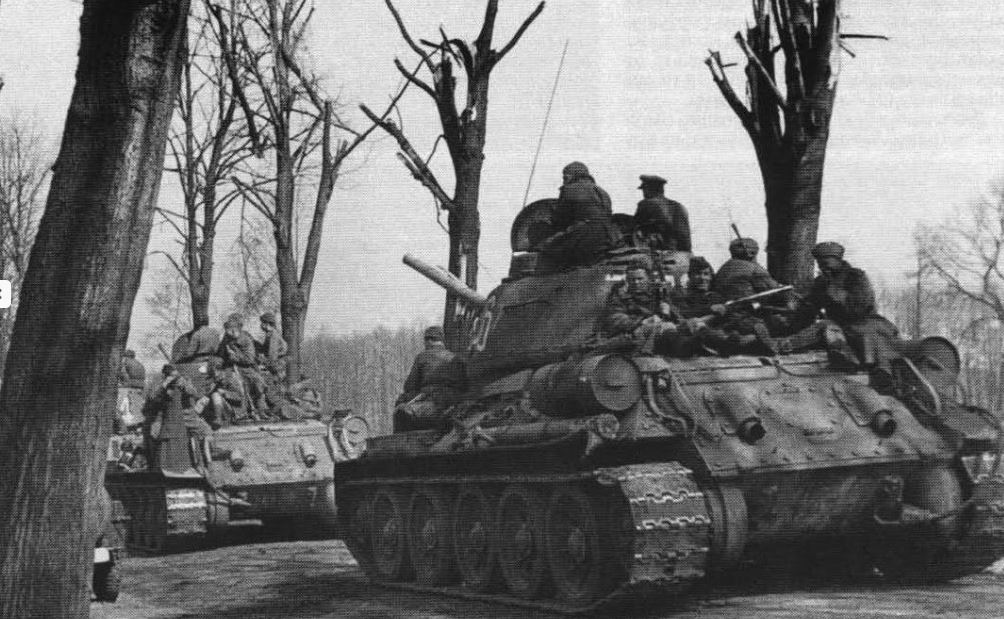
Colonna di carri T-34/85 della 2ª Armata corazzata delle guardie

La situazione nel bunker ebbe una svolta drammatica nel pomeriggio del 22 aprile; Hitler apprese che il generale Steiner non aveva neppure dato inizio all'attacco da nord, che la 9ª Armata del generale Busse era praticamente accerchiata e che il 56º Panzerkorps del generale Weidling non aveva dato più notizie e sembrava in ritirata verso Döberitz. Hitler ebbe un completo collasso nervoso, ammise per la prima volta che la guerra era perduta, accusò i generali di codardia e annunciò che sarebbe rimasto a Berlino fino alla fine per poi suicidarsi. Il generale Alfred Jodl cercò di calmare il Führer, affermando che non tutto era perduto e che la 12ª Armata del generale Wenck, schierata in quel momento sull'Elba, avrebbe potuto essere dirottata in soccorso di Berlino; marciando su Potsdam, avrebbe potuto collegarsi con la 9ª Armata e contrattaccare, mentre anche i generali Steiner e von Manteuffel sarebbero intervenuti da nord. Nel primo mattino del 23 aprile il feldmaresciallo Keitel lasciò il bunker per andare in cerca del generale Wenck e incitarlo a effettuare con la massima urgenza il cambiamento di fronte.
Mentre fallivano gli irrealistici tentativi finali di Hitler di capovolgere la situazione e impedire la caduta di Berlino, il 22 aprile i primi reparti sovietici combattevano già nell'area urbanizzata di Berlino; furono i soldati della 3ª Armata d'assalto del generale Kuznecov che avanzarono nella periferia settentrionale della città e iniziarono ad aprirsi la strada metodicamente, distruggendo, grazie alla potenza di fuoco dei carri e dell'artiglieria, i nidi di resistenza di deboli reparti del Volkssturm, di SS e di unità di polizia. Nella mattinata le unità del generale Kuznecov conquistarono Weissensee, mentre contemporaneamente entravano nell'area di Berlino da est anche le formazioni della 5ª Armata d'assalto del generale Berzarin che, rinforzate dal 11º Corpo corazzato, raggiunsero Kaulsdorf, Biesdorf e Karlshorst. La 5ª Armata d'assalto avanzava con due corpi d'armata e sei divisioni tra cui la 94ª Divisione fucilieri delle guardie. Nel settore orientale della capitale e più a sud verso Petershagen e Mahlsdorf, contro reparti della 8ª Armata delle guardie opponeva ancora forte resistenza la Divisione SS Nordland del generale Ziegler, appartenente al 56º Panzerkorps del generale Weidling che, separato dal grosso della 9ª Armata, stava arretrando sotto la spinta nemica verso la città.
Nella periferia esterna di Berlino, mentre iniziavano i primi combattimenti nell'area urbanizzata, erano in pieno svolgimento anche le manovre sovietiche per completare l'aggiramento e l'accerchiamento della capitale del Reich. Da sud avanzavano a grande velocità le forze del 1º Fronte Ucraino del maresciallo Konev; il 22 aprile la 4ª Armata corazzata delle guardie del generale Leljušenko costeggiò rapidamente il margine sud-occidentale della città e alla fine della giornata giunse a circa 40 chilometri dalle avanguardie delle forze del 1º Fronte Bielorusso provenienti da nord. Durante questa avanzata, il 5º Corpo meccanizzato delle guardie aveva liberato il campo di concentramento per prigionieri di guerra alleati di Treuenbrietzen e aveva raggiunto di sorpresa Jüterbog; i carri armati sovietici travolsero il vicino campo di aviazione della Luftwaffe e sbaragliarono la divisione tedesca di riserva "Friedrich Ludwig Jahn", colta di sorpresa ancora in fase di organizzazione. Nella stessa giornata del 22 aprile anche le altre armate del maresciallo Konev raggiunsero importanti successi: il generale Rybalko, dopo aver occupato il quartier generale di Zossen, superò rapidamente il fiume Nuthe e in serata spinse i carri armati del 9º Corpo meccanizzato nei sobborghi meridionali berlinesi di Marienfelde e Lankwitz. La 3ª Armata corazzata delle guardie, tuttavia, in questo settore dovette temporaneamente fermarsi per la presenza del profondo e largo sbarramento d'acqua costituito dal canale Teltow, che appariva fortificato e fortemente difeso dalle truppe tedesche. Il maresciallo Konev decise di organizzare un attacco in forze alla linea del canale Teltow e fece portare avanti la riserva di artiglieria costituita da oltre 3 000 cannoni e mortai pesanti; egli, inoltre, per rafforzare le sue forze di fanteria per l'attacco all'area urbanizzata della città, affrettò i movimenti della 28ª Armata del generale Lucinskij, che si allineò a sua volta sulla destra dei carri armati di Rybalko lungo il canale Teltow.

### 23 aprile
Mentre le sue armate stringevano il cerchio sulla capitale tedesca, nella notte tra il 22 e il 23 aprile, alle ore 1:00, Stalin prese alla fine la sua decisione operativa definitiva per la fase finale della battaglia di Berlino; lo Stavka diramò la direttiva segreta N. 11074 che delineava le nuove linee di separazione tra i settori assegnati al maresciallo Konev e quelli di competenza del maresciallo Žukov. Il documento assegnava al 1º Fronte Bielorusso del maresciallo Žukov, come Stalin aveva già deciso alcuni mesi prima, la missione principale di raggiungere e conquistare le aree centrali più importanti di Berlino e specificava che le forze del maresciallo Konev non avrebbero dovuto superare la linea di operazioni Teupitz-Mittenwalde-Mariendorf-sud di Tempelhof-stazione Anhalter e sarebbero rimaste escluse dagli obiettivi più prestigiosi nel quartiere governativo berlinese. La direttiva 11074 sarebbe divenuta effettiva a partire dalle ore 6:00 del 23 aprile, ma in un primo momento non venne comunicata al maresciallo Žukov.
Il maresciallo Konev impiegò il 23 aprile soprattutto per schierare la sua artiglieria pesante di fronte alla linea del canale Teltow; egli inoltre ordinò al generale Rybalko di organizzare il collegamento, sulla sua destra, del 9º Corpo meccanizzato con i mezzi corazzati del generale Katukov appartenenti al 1º Fronte Bielorusso. Mentre le truppe del 1º Fronte Ucraino organizzavano l'attacco sul canale Teltow, la 4ª Armata corazzata delle guardie del generale Leljušenko continuò ad avanzare con grande rapidità verso ovest e nord-ovest: il 5º Corpo meccanizzato delle guardie si avvicinò a Potsdam, a soli 25 chilometri dalle forze sovietiche che scendevano da nord, mentre il 6º Corpo meccanizzato delle guardie progredì di quasi 80 chilometri in un giorno in direzione di Brandenburgo e completò la distruzione della Divisione "Friedrich Ludwig Jahn". Il maresciallo Žukov stava nel frattempo riorganizzando il suo schieramento in preparazione dell'attacco finale su Berlino; egli inoltre rinforzò con reparti di carri armati le sue armate destinate a entrare nell'area urbana, assegnando il 12º Corpo corazzato delle guardie e il 1º Corpo meccanizzato alla 3ª Armata d'assalto del generale Kuznecov, che avanzava da nord e nord-est in direzione della linea ferroviaria Wittenau-Lichtenberg, e il 9º Corpo corazzato delle guardie alla 47ª Armata del generale Perkhorovič, che stava marciando verso Potsdam per congiungersi con i carri del generale Leljušenko e chiudere il cerchio intorno a Berlino. Da est invece avanzava la 5ª Armata d'assalto del generale Berzarin, rinforzata dall'11º Corpo corazzato, che il 23 aprile superò la Sprea e prosegui a ovest di Karlshorst; infine nella stessa giornata il generale Čujkov, dopo aver superato a sua volta nella notte la Sprea, raggiunse Adlershof e si avvicinò a Bohnsdorf.

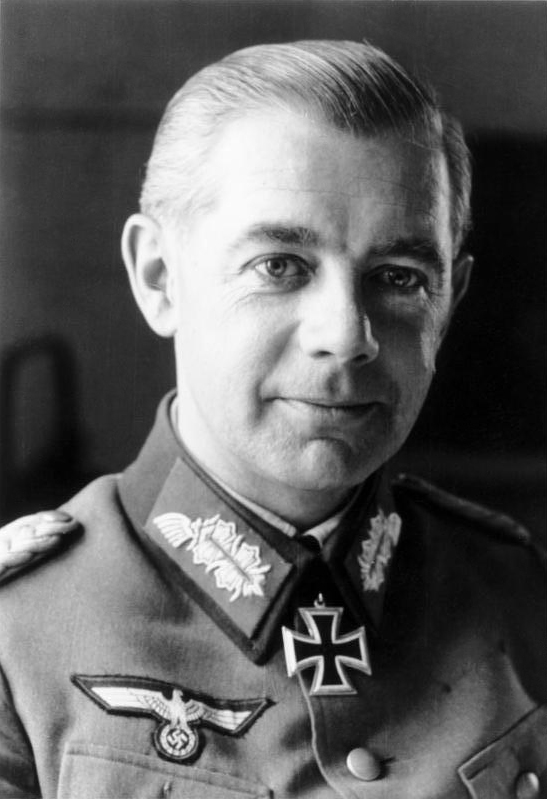
Il generale Walther Wenck, comandante della 12ª Armata

Il pomeriggio del 23 aprile giunse inaspettatamente nel bunker della Cancelleria di Berlino il generale Helmuth Weidling, comandante del 56º Panzerkorps che, dopo una estenuante ritirata, si trovava in quel momento alla periferia meridionale di Berlino, pronto a continuare la ritirata verso sud-ovest secondo gli ordini ricevuti dal generale Busse. Il generale Weidling era arrivato fortunosamente nel rifugio sotterraneo dopo aver attraversato la città sotto il fuoco e aver superato i posti di controllo; egli intendeva chiarire la sua situazione direttamente con le massime autorità, essendo venuto a conoscenza che teoricamente era stato destituito e condannato alla fucilazione immediata per diserzione. Il generale replicò con veemenza alle accuse, narrò le cruente vicessitudini delle sue truppe e convinse rapidamente i generali Krebs e Burgsdorf della falsità delle accuse; paradossalmente il generale, portato al cospetto di Hitler, ricevette l'ordine inaspettato di trasferire subito in città le sue forze del 56º Panzerkorps e assumere immediatamente il comando in capo della difesa di Berlino. Apparentemente Hitler aveva ripreso fiducia e in serata diramò per radio un altisonante ordine del giorno indirizzato alla "Armata Wenck", in cui affermava che Berlino non si sarebbe mai arresa ai bolscevichi e che il compito della 12ª Armata era di abbandonare la linea dell'Elba contro gli americani e marciare verso oriente in soccorso della capitale. Il 23 aprile il feldmaresciallo Keitel aveva raggiunto il posto di comando del generale Wenck e aveva chiarito, in termini ultimativi, che l'armata doveva salvare a tutti i costi il Führer a Berlino. Il generale Wenck apparentemente convenne con il feldmaresciallo e promise di marciare verso oriente, ma in realtà i piani del comandante della 12ª Armata erano diversi; egli voleva soprattutto aprire un corridoio tra la regione di Berlino e l'Elba per permettere alle unità tedesche di salvarsi e arrendersi agli anglo-americani. Le voci sull'arrivo della "Armata Wenck" si diffusero tra i comandi e le truppe tedesche; molti credevano che il compito di questa forza di salvataggio consistesse nel tenere aperta la strada alle forze americane affinché potessero raggiungere Berlino e occuparla prima o insieme ai sovietici.

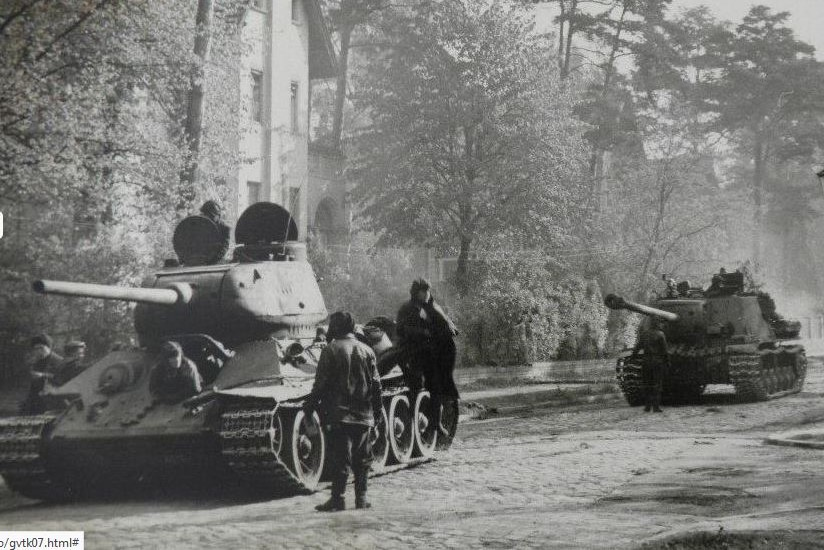
Mezzi corazzati sovietici (un carro T-34/85 e un cannone semovente ISU-122) del 7º Corpo corazzato delle guardie (3ª Armata corazzata delle guardie) in azione nella periferia meridionale di Berlino

L'euforia di Hitler fu di breve durata; nella stessa serata arrivò un clamoroso cablogramma di Hermann Göring in cui il Reichsmarshall comunicava che, dopo la decisione di Hitler di rimanere a Berlino, avrebbe assunto i pieni poteri sul Terzo Reich se non avesse ricevuto nuove comunicazioni in senso contrario da Berlino entro poche ore. Avvertito dal generale Karl Koller del crollo morale di Hitler del giorno 22 aprile e della sua decisione di rimanere nella città assediata, Göring aveva ritenuto che, essendo il Führer in pratica incapacitato ad esercitare la sua funzione dirigente, fosse divenuto operativo il decreto emesso nel 1941 sulla successione del potere in caso di scomparsa di Hitler, che prevedeva appunto che il successore avrebbe dovuto essere il Reichsmarshall. Hitler, sobillato in parte da Martin Bormann, reagì brutalmente a quello che venne subito considerato un meschino tradimento diretto a cedere le armi e iniziare trattative con il nemico. Hitler inviò alle ore 21:00 un cablogramma di risposta in cui affermava di avere il completo controllo della situazione e che quindi il decreto del 1941 non era affatto operativo; egli proibiva l'apertura di qualsiasi trattativa; inoltre, su istigazione di Bormann, venne subito ordinato di arrestare Göring, che si trovava all'Obersalzberg; il capo della Luftwaffe fu anche immediatamente privato di tutti i suoi titoli, incarichi e prerogative.

### 24 aprile
Nelle prime ore del mattino del 24 aprile avvenne il primo contatto diretto tra le truppe del 1º Fronte Bielorusso e del 1º Fronte Ucraino; i soldati del 28º Corpo di fucilieri dell'armata del generale Čujkov, in marcia attraverso il campo di aviazione di Schönefeld, incapparono inaspettatamente nelle colonne di carri armati della 3ª Armata corazzata delle guardie del generale Rybalko che avanzavano da sud-ovest. L'incontro colse di sorpresa il maresciallo Žukov che, sempre temendo di essere anticipato a Berlino dal maresciallo Konev e non informato ancora delle decisioni strategiche finali di Stalin della notte del 23 aprile, diede in escandescenze, si rifiutò di credere alla notizia comunicata dal generale Čujkov e richiese particolari sull'incontro. Solo dopo che il generale Čujkov lo ebbe assicurato della veridicità dell'informazione e soprattutto dopo che il generale Rybalko in persona giunse personalmente al posto di comando dell'8ª Armata delle guardie e parlò per telefono con il maresciallo, Žukov dovette ammettere che effettivamente i reparti del maresciallo Konev erano presenti nell'area della capitale nemica. Le truppe dei due fronti cercarono di organizzare una linea di separazione ordinata: il generale Čujkov avanzò a nord rastrellando Buckow e Lichtenrade, mentre le unità corazzate del generale Rybalko avanzarono verso Zehlendorf e Lichterfelde; entrambe le armate si stavano allineando lungo il canale Teltow, che sbarrava da sud l'accesso alle aree centrali di Berlino.
Dopo un giorno di preparativi e dopo aver concentrato la sua artiglieria pesante, il maresciallo Konev era pronto a sferrare l'attacco alla linea del canale Teltow; le difese tedesche, inizialmente costituite da deboli unità del Volkssturm, erano state notevolmente rafforzate con l'arrivo di reparti della 18. Panzergrenadier-Division e della 20. Panzergrenadier-Division, fatte affluire dal generale Weidling per coprire gli accessi meridionali a Berlino. Il bombardamento preliminare sovietico ebbe inizio alle ore 6:20 del 24 aprile e fu ancor più pesante dello sbarramento iniziale del 16 aprile alla linea della Neisse; il maresciallo Konev si recò personalmente al posto di comando del generale Rybalko per osservare gli effetti del bombardamento e lo svolgimento dell'attacco della 3ª Armata corazzata delle guardie. L'attacco sovietico fu fortemente contrastato e incontrò notevoli difficoltà: sulla destra, il 9º Corpo meccanizzato e la 61ª Divisione fucilieri attraversarono il canale a Lankwitz, ma vennero contrattaccate e furono respinte con pesanti perdite, mentre sull'ala sinistra il 7º Corpo corazzato delle guardie riuscì a costituire una testa di ponte a Stahnsdorf, ma non poté uscire in campo aperto a causa dei contrattacchi tedeschi. L'attacco decisivo venne sferrato al centro, attraversò il canale a Teltow, dal 6º Corpo corazzato delle guardie, che superò la resistenza nemica e alle ore 11:00 diede inizio al passaggio dei suoi carri armati a nord della via d'acqua. Il maresciallo Konev decise di sfruttare la situazione e fece passare tutte le formazioni della 3ª Armata corazzata delle guardie attraverso la testa di ponte di Teltow; le unità meccanizzate del generale Rybalko cercarono di avanzare, ma vennero ancora fortemente ostacolate dalla resistenza tedesca e raggiunsero solo la periferia meridionale di Zehlendorf; la 20. Panzergrenadier-Division, tuttavia, subì a sua volta pesanti perdite e venne respinta sull'isola di Wannsee, dove sarebbe rimasta fuori dalla battaglia principale. Il 24 aprile anche l'avanzata da est della 5ª Armata d'assalto in direzione del parco di Treptow venne fortemente contrastata da reparti del 56º Panzerkorps del generale Weidling; in particolare, le unità della SS Nordland sferrarono ripetuti contrattacchi, impiegando i pochi carri pesanti Tiger II del battaglione Hermann von Salza; a mezzogiorno i sovietici, nonostante le perdite, avevano respinto tutti i contrattacchi tedeschi e ripresero l'avanzata occupando il parco e raggiungendo l'anello della metropolitana di superficie.

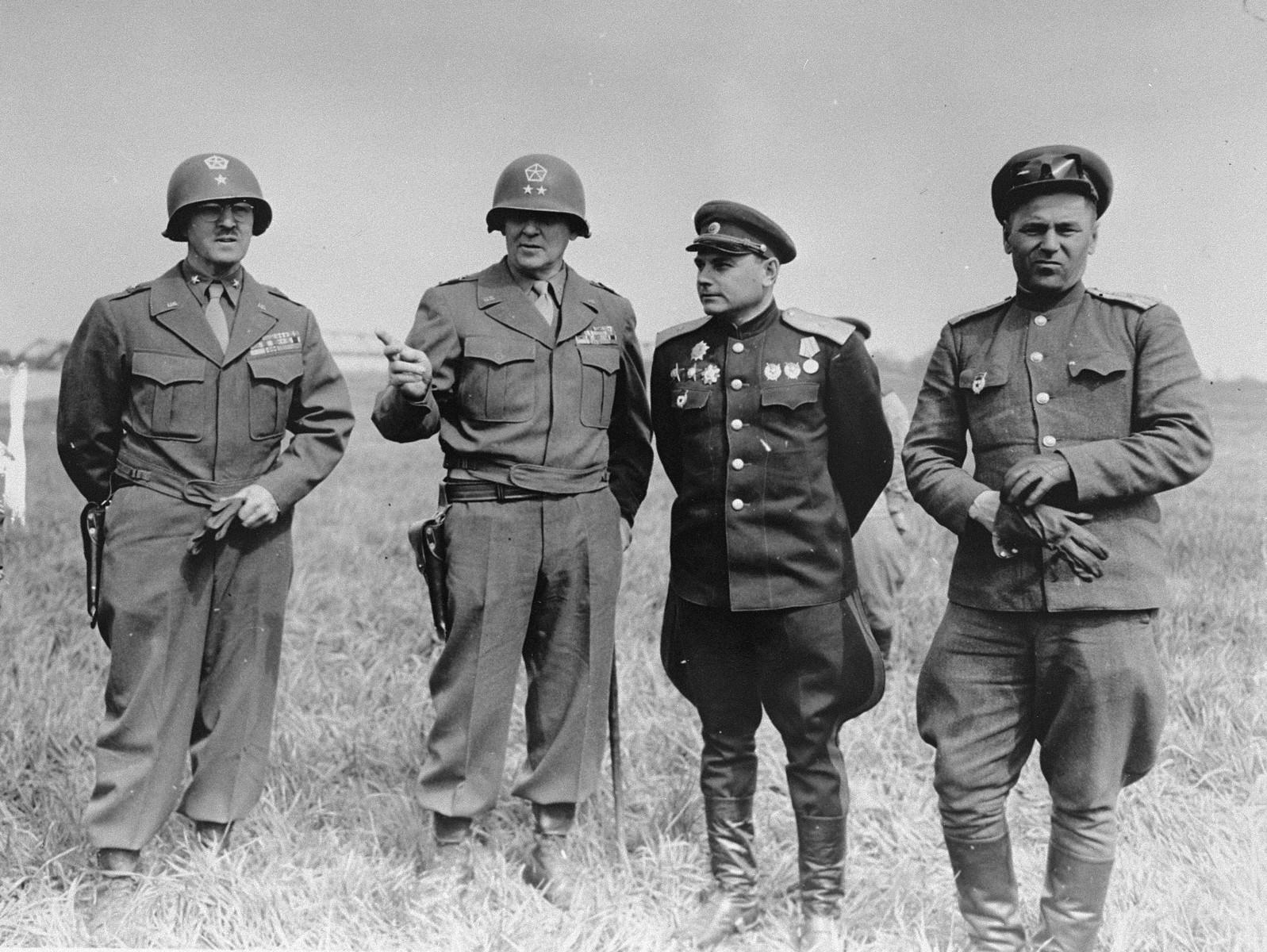
Ufficiali americani e sovietici dopo l'incontro a Torgau, il 25 aprile 1945. Al centro della foto il generale statunitense Clarence Huebner, comandante del 5º Corpo d'armata, a destra i generali sovietici Baklanov, comandante del 34º Corpo fucilieri, e Rusakov, comandante della 58ª Divisione fucilieri delle guardie

### 25 aprile
Il 25 aprile 1945 le truppe del 1º Fronte Bielorusso del maresciallo Žukov e del 1º Fronte Ucraino del maresciallo Konev completarono finalmente la doppia manovra d'aggiramento dell'area metropolitana di Berlino e chiusero il cerchio intorno alla capitale tedesca. Gli elementi di punta del 6º Corpo meccanizzato delle guardie, appartenenti alla 4ª Armata corazzata delle guardie del generale Leljušenko avanzarono da Potsdam in direzione nord-ovest verso Ketzin e si congiunsero con successo con elementi del 77º Corpo di fucilieri della 47ª Armata e con i carri armati del 9º Corpo corazzato delle guardie appartenenti alla 2ª Armata corazzata delle guardie del generale Bogdanov che scendevano da nord in direzione sud-ovest. La grande area di Berlino in questo modo era completamenta isolata e lo Stavka poteva concentrare contro l'area urbana la massa di sei armate del maresciallo Žukov, tra cui due armate corazzate, e due armate del maresciallo Konev.
Un avvenimento di importanza simbolica e rilevanza mondiale ancora maggiore si verificò lo stesso giorno della chiusura della manovra d'accerchiamento sovietico; dopo campagne di guerra continuate per anni, iniziate dai due estremi dell'Europa e proseguite per migliaia di chilometri, finalmente si congiunsero a Torgau, sull'Elba, i primi reparti delle potenze principali della eterogenea coalizione anti-hitleriana. Furono i soldati della 58ª Divisione fucilieri delle guardie sovietica, dipendente dalla 5ª Armata delle guardie del generale Žadov, parte del 1º Fronte Ucraino, che entrarono in contatto con i militari americani della 69ª Divisione fanteria della 1ª Armata statunitense del generale Courtney Hodges. L'evento venne immediatamente comunicato lungo la scala gerarchica fino alle massime autorità militari e politiche delle nazioni alleate e scatenò grande entusiasmo e un grande impegno propagandistico per pubblicizzare l'incontro; gli ufficiali e i soldati delle due parti mostrarono simpatia reciproca e buona volontà; l'atmosfera fu amichevole e ricca di festeggiamenti.
Il 24 e 25 aprile anche altre formazioni sovietiche del 1º Fronte Ucraino avevano raggiunto la linea dell'Elba, tra cui reparti del 32º Corpo fucilieri e i carri armati del 4º Corpo corazzato delle guardie; il 1º Corpo di cavalleria delle guardie del generale Baranov superò anche il fiume a Riesa, dove recuperò gli stalloni della stazione di monta del Caucaso settentrionale che erano stati trasferiti in Germania nel 1942, prima di ritornare a est del fiume. Dopo il congiungimento tra sovietici e statunitensi, il residuo territorio europeo ancora controllato dal Terzo Reich era ormai diviso in due parti non più collegate tra loro, mentre Hitler era bloccato dentro Berlino difesa da truppe raccogliticce e a corto di equipaggiamento pesante.
Contemporaneamente era definitivamente compromessa anche la situazione del fronte tedesco sul basso Oder difeso dalla 3. Panzerarmee del generale von Manteuffel; il maresciallo Rokossovskij aveva ulteriormente rinforzato la testa di ponte sovietica nell'area di Stettino, trasferendo la 70ª Armata e due corpi corazzati accanto ai tre corpi fucilieri della 65ª Armata del generale Batov. Il maresciallo aveva deciso di sfondare in direzione nord-ovest con il 1º Corpo corazzato delle guardie e tagliare fuori da Berlino le truppe della 3. Panzerarmee tra Stettino, Neubrandenburg e Rostock; i generali Heinrici e von Manteuffel erano consapevoli della difficile situazione e decisero, senza attendere l'attacco decisivo sovietico e contravvenendo agli ordini di Hitler, di iniziare subito a battere in ritirata verso ovest, abbandonando la linea del basso Oder.

## La battaglia dentro Berlino

### Forze in campo nell'area urbana di Berlino

#### Germania

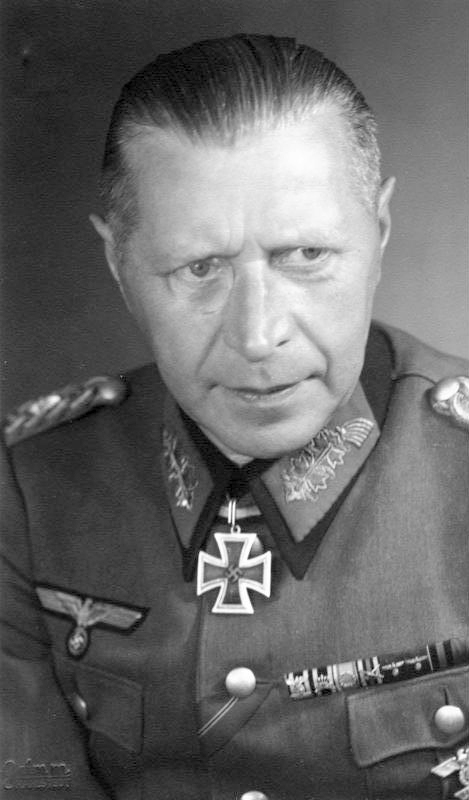
Il generale Helmuth Weidling, comandante in capo della difesa di Berlino

Il 7 marzo 1945 il generale Hellmuth Reymann era stato nominato da Hitler comandante della guarnigione di Berlino, con l'incarico di trasformare la città in una fortezza completamente attrezzata per affrontare un assalto o un assedio dei sovietici. Il generale Reymann tuttavia non ebbe modo di parlare direttamente con Hitler e di chiarire con lui i problemi della difesa di una grande area metropolitana dove vivevano ancora quasi tre milioni di civili. Egli al momento dell'assunzione del suo incarico disponeva di forze assolutamente insufficienti; si trattava in totale di 94000 uomini, di cui 41000 già disponibili e altri 52000 della cosiddetta "leva Clausewitz", mobilitabili in caso di pericolo imminente nel giro di sei ore. Inoltre queste forze erano scarsamente equipaggiate, prive di armamenti pesanti e costituite in prevalenza da reclutati del Volkssturm (42 500); erano presenti anche i giovanissimi della Hitlerjugend (3 500); i soldati addestrati erano appena 15000.

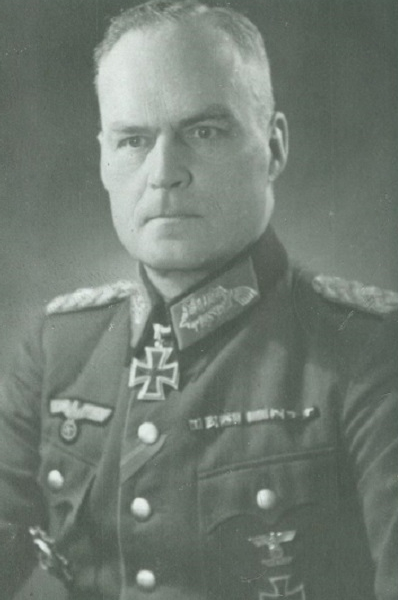
Il generale Hellmuth Reymann, comandante della piazzaforte di Berlino fino al 23 aprile 1945

Il generale Reymann cercò di andare incontro alle richieste di Hitler e già il 9 marzo emanò un'altisonante ed enfatica "Ordinanza essenziale per i preparativi di difesa della capitale del Reich", in cui, ricalcando le concezioni dei nazisti fanatici, scriveva di difendere la capitale "fino all'ultimo uomo e all'ultima pallottola" e descriveva in dettaglio le modalità dei combattimenti "strada per strada" che avrebbero dovuto essere condotti con "fanatismo, fantasia...con rimedi di ogni tipo...sopra, sulla e sotto la terra". In realtà l'animatore principale di questa interpretazione esaltata e irriducibile della difesa di Berlino era Joseph Goebbels che, essendo il "Commissario per la difesa del Reich" e il Gauleiter di Berlino, esercitava un enorme potere politico e militare; egli si impegnò fino all'ultimo per rafforzare la risolutezza dei difensori, evocando terrificanti immagini di morte e rovina in caso di sconfitta. Goebbels era determinato a organizzare la resistenza ad oltranza senza curarsi del destino degli abitanti della capitale; egli rifiutò decisamente le richieste del generale Reymann di organizzare l'evacuazione dei civili.
L'evoluzione strategica sul campo di battaglia cambiò completamente la situazione delle difese della capitale del Reich; il 22 aprile, mentre le forze dell'Armata Rossa stavano per accerchiare completamente la città, il generale Reymann venne bruscamente rimosso da Hitler, insoddisfatto della sua presunta scarsa risolutezza, e sostituito dal colonnello delle SS Ernst Kaether, che tuttavia mantenne l'incarico solo per poche ore. La comparsa nel bunker del generale Weidling la sera del 23 aprile e l'avvicinamento alla città delle provate formazioni del 56º Panzerkorps in ripiegamento dalla linea dell'Oder avevano convinto Hitler ad affidare il comando della piazzaforte di Berlino al generale Weidling e ad ordinare che tutte le unità al suo comando affluissero dentro l'area metropolitana.

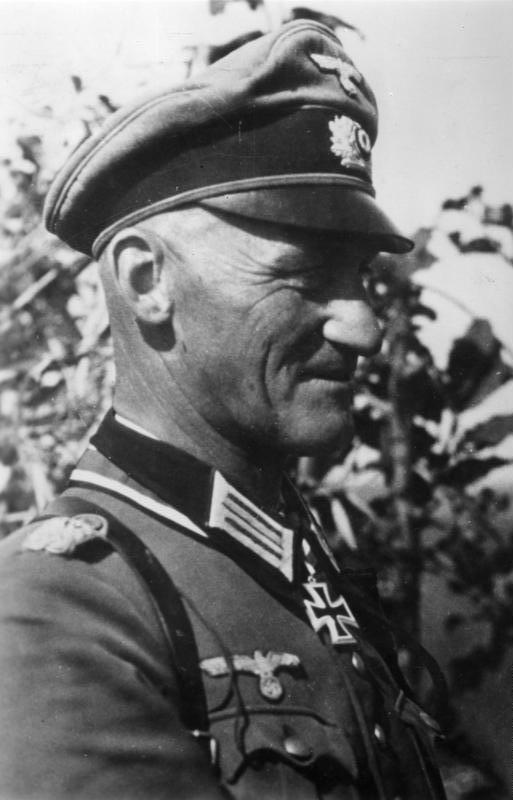
Il generale Werner Mummert, ultimo comandante del 56º Panzerkorps dentro Berlino

Le divisioni del 56º Panzerkorps, passato al comando del generale Werner Mummert dopo la promozione del generale Weidling a comandante in capo di Berlino, formarono quindi il nucleo più efficiente e addestrato della guarnigione e vennero rapidamente schierate in tutti i settori minacciati. In totale le forze tedesche dentro la città ammontavano il 26 aprile a circa 60000 soldati, di cui 15 000 truppe addestrate con un numero minimo di mezzi pesanti, anche se abbondantemente provvisti di mezzi da combattimento anticarro individuale come i Panzerfaust. Altre fonti riportano dati più elevati: 45 000 soldati addestrati, 40 000 uomini del Volkssturm e 3 000 giovani della Hitlerjugend. La città era stata divisa in settori indicati da lettere dell'alfabeto: i settori A e B, a nord, tra Weißensee e Lichtenberg, erano presidiati da circa 4 000 soldati dei resti della 9ª Divisione paracadutisti già fortemente indebolita, da unità Volkssturm e da reparti di deposito delle guardie; nel settore C, a est, tra Neukölln e Treptow, era schierata la ancora efficiente divisione SS di volontari stranieri Nordland del generale Ziegler, ridotta a circa 1 500 uomini con 20 mezzi blindati; il settore D, a sud, nell'area dell'aeroporto di Tempelhof, era difeso dalla Panzer-Division Muncheberg con 3 000 uomini e 30 carri armati, rinforzata sulla destra da distaccamenti di polizia, Volkssturm e SS lettoni; il settore E, a sud di Charlottenburg, era difeso dalla 18. Panzergrenadier-Division con 3 000 uomini e qualche carro armato; infine, i resti della 20. Panzergrenadier-Division erano ormai isolati nell'isola di Wannsee. Infine il settore Z (Zitadelle) indicava l'area centrale di Berlino dove si trovavano gli edifici governativi e i monumenti storici; era affidato al Kampfgruppe del generale SS Wilhelm Mohnke, che difendeva questa area cruciale e proteggeva anche Hitler e i dirigenti del Reich con due reggimenti SS: n. 1 (Anhalt) e n. 2, costituiti principalmente da unità di riserva della Leibstandarte.
Gli elementi fanatici non mancavano tra le truppe della guarnigione; ancora il 24 aprile entrarono dentro Berlino, decisi a battersi fino all'ultimo per l'Europa nazista, 400 volontari SS francesi della disciolta divisione Charlemagne al comando dell'esperto generale Gustav Krukenberg che, appena arrivato, venne subito promosso e assegnato al comando della SS Nordland al posto dell'infido generale Ziegler.

#### Unione Sovietica
Per l'attacco finale alla città di Berlino, ormai completamente circondata, l'Armata Rossa mise in campo una quantità schiacciante di uomini e mezzi che le assicurò una netta superiorità rispetto ai difensori tedeschi; complessivamente vennero impiegati direttamente nei combattimenti nell'area urbanizzata della capitale: 464 000 soldati, 12 700 cannoni, 21 000 lanciarazzi katjuša, 1 500 carri armati e cannoni semoventi, divisi tra cinque armate del 1º Fronte Bielorusso del maresciallo Žukov, 2ª Armata corazzata delle guardie, 3ª Armata d'assalto, 5ª Armata d'assalto, 1ª Armata corazzata delle guardie e 8ª Armata delle guardie, e le due armate del 1º Fronte Ucraino del maresciallo Konev, 3ª Armata corazzata delle guardie e 28ª Armata. Parteciparono ai combattimenti anche aliquote della 47ª Armata e della 4ª Armata corazzata delle guardie.
Durante la fase di preparazione dell'offensiva finale, il maresciallo Žukov aveva preso in considerazione le difficoltà che sarebbero sorte nel caso di un combattimento urbano nella grande area abitata di Berlino dove verosimilmente si sarebbero asserragliate le forze superstiti più fanatiche e ideologizzate di Hitler, decise a resistere fino all'ultimo a difesa dei loro capi. Sulla base della tragica esperienza della battaglia di Stalingrado, i comandanti sovietici erano consapevoli dei pericoli e dei rischi di scontri prolungati e sanguinosi in un ambiente sfavorevole. Il maresciallo Žukov predispose quindi un programma di addestramento al combattimento ravvicinato in ambienti urbani e si avvalse dell'esperienza del generale Čujkov, comandante diretto durante i cruenti combattimenti urbani a Stalingrado, e delle sue truppe, che in buona parte erano veterane di quella terribile battaglia. Il comandante del 1º Fronte Bielorusso decise inoltre di organizzare un sistema di combattimento con alternanza dei reparti ogni dodici ore, in modo da garantire il ricambio delle unità e la presenza in azione di reparti sempre relativamente riposati. In questo modo il maresciallo Žukov riteneva di poter continuare la battaglia senza interruzioni per tutte le ore del giorno e della notte, non dando tregua ai difensori. Il sistema di fatto non funzionò esattamente come previsto; a causa della mancanza di illuminazione durante la notte all'interno degli edifici, che rendeva troppo rischiosi gli attacchi, i reparti molto spesso si fermarono e riposarono la notte e a volte fecero delle pause anche durante il giorno. I soldati sovietici in generale erano esausti dopo tante battaglie e, pur essendo decisi a concludere vittoriosamente la guerra, sicuramente non erano desiderosi di correre rischi inutili in quest'ultima fase del conflitto.

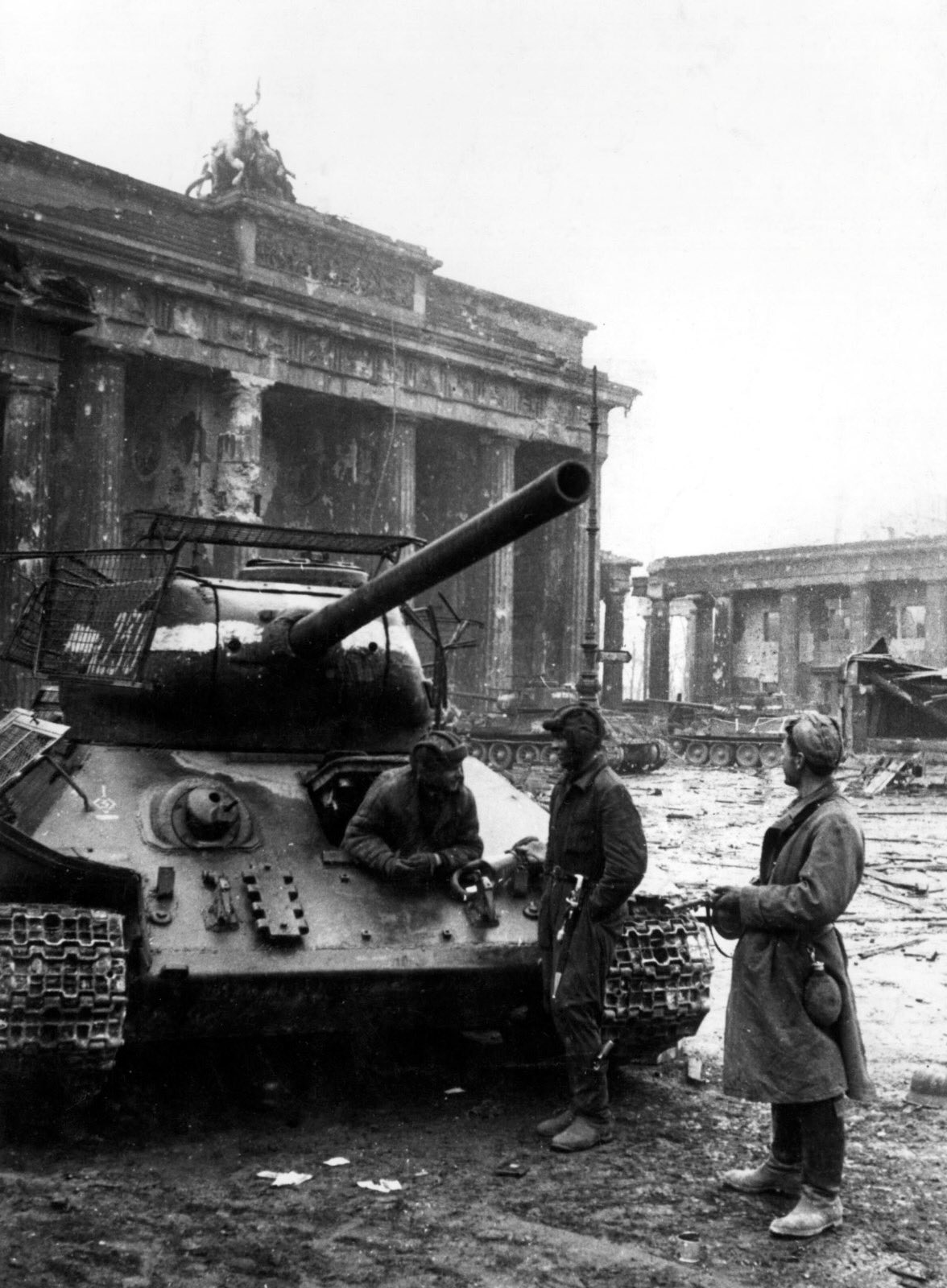
Un T-34/85, protetto da reti metalliche improvvisate, dell'11º Corpo corazzato vicino alla Porta di Brandeburgo dopo la caduta di Berlino

Sul piano tattico, nonostante l'addestramento specifico condotto prima dell'offensiva, le truppe dell'Armata Rossa peraltro iniziarono la battaglia compiendo una serie di gravi errori e soprattutto le unità corazzate, avanzando in colonna lungo le grandi strade della città, subirono perdite elevatissime soprattutto a causa dell'intervento efficace delle squadre anticarro tedesche armate di Panzerfaust o di imboscate di mezzi corazzati isolati. Le colonne corazzate, bloccate in testa e in coda dai mezzi colpiti, spesso nei primi giorni vennero attaccate e decimate. Ben presto il comando sovietico cambiò le sue tattiche e, su iniziativa anche del generale Čujkov, riorganizzò le formazioni, migliorando la coesione dei reparti di mezzi corazzati e la cooperazione con le formazioni di fanteria, costituendo gruppi d'assalto combinati dotati di grande potenza di fuoco. I gruppi d'assalto sovietici si imperniavano su una compagnia di fucilieri con il sostegno di cannoni anticarro, un gruppo di carri armati o cannoni semoventi, due plotoni di genieri e un plotone di lanciafiamme. La tattica prevedeva l'intervento preliminare della schiacciante potenza di fuoco di artiglieria, carri armati e lanciarazzi contro gli edifici, che venivano spesso ridotti in macerie; seguiva l'intervento delle truppe d'assalto di fanteria che, pesantemente armate con bombe a mano, mitra e fucili, conducevano il combattimento ravvicinato. I fanti sovietici evitavano di muoversi all'aperto e cercavano riparo tra le rovine, utilizzando anche le cantine e vie di uscita secondarie per infiltrarsi ed eliminare i capisaldi. In alcuni casi era richiesto l'intervento dei reparti speciali del genio o dei cannoni anticarro per superare sbarramenti più solidi. Le perdite in questo tipo di combattimenti erano sempre elevate e le squadre di sanità erano costantemente presenti subito dietro i reparti d'assalto sovietici per prestare immediato soccorso ai feriti.
Nelle sue memorie il generale Čujkov descrive le difficoltà del combattimento nell'area urbana di Berlino, anche se sminuisce le capacità e l'efficienza delle truppe tedesche e straniere impegnate contro i suoi soldati, criticando in particolare l'impiego degli inesperti adolescenti della Hitlerjugend contro i veterani sovietici. Il generale ammette le perdite subite nei primi scontri dentro la città contro i reparti tedeschi; egli afferma, tuttavia, che nella seconda fase della battaglia le truppe sovietiche migliorarono le loro tattiche, facendo avanzare i carri armati in cooperazione con i fucilieri; in questo modo ridussero molto l'efficacia degli attacchi tedeschi con i Panzerfaust. Il generale Čujkov inoltre descrive le protezioni improvvisate con sacchi di sabbia e filo di ferro di cui vennero equipaggiati i suoi carri armati e che fornirono una buona protezione contro i colpi anticarro ravvicinati. In altri casi i carristi sovietici ricorsero a mezzi di protezione molto più bizzarri; in particolare i carri armati dell'11º Corpo corazzato erano equipaggiati con reti da letto, recuperate dalle case tedesche, fissate sommariamente sui fianchi delle torrette.

### Prima fase

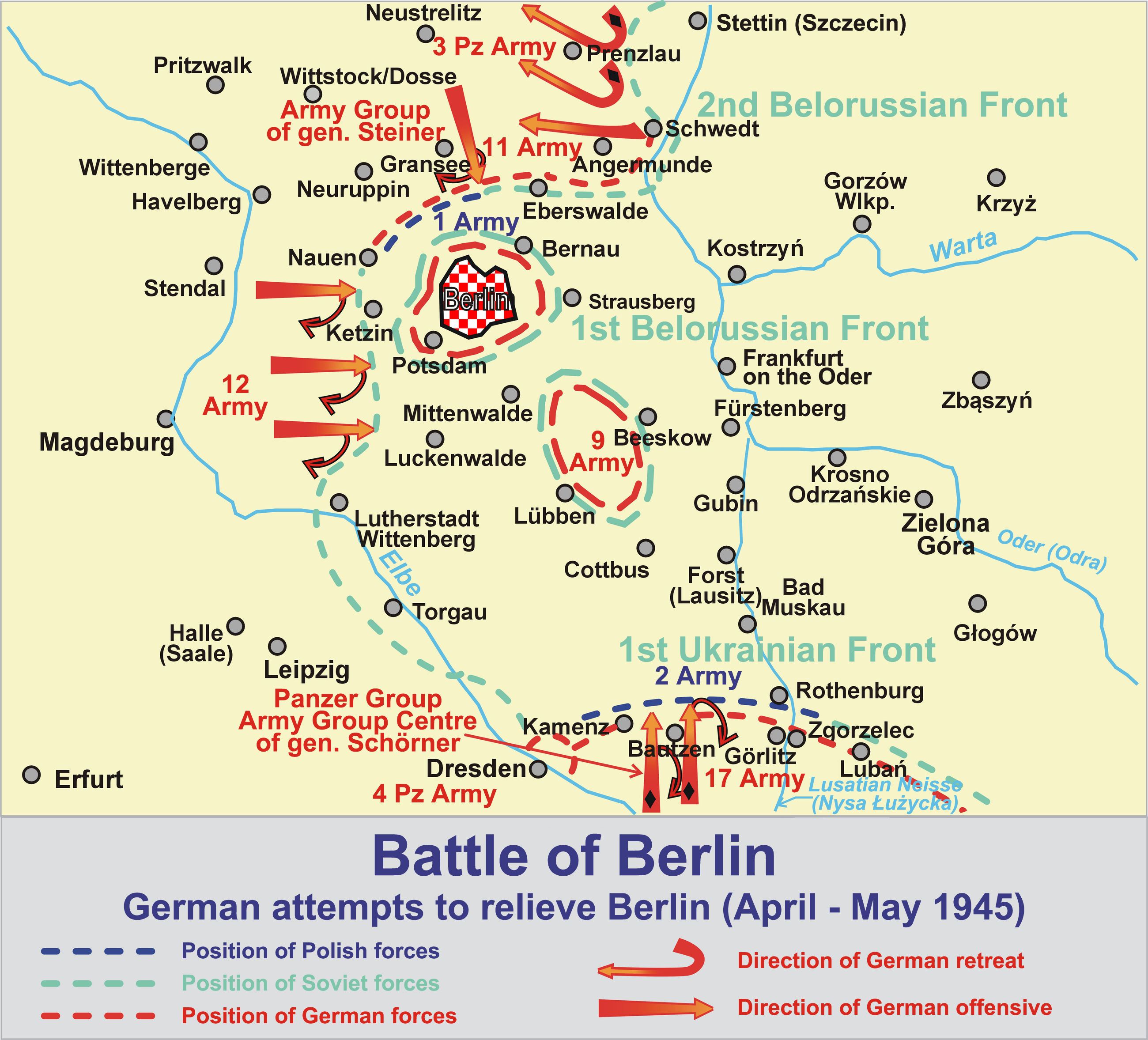
I tentativi tedeschi di soccorrere Berlino

#### 26 aprile
L'alto comando sovietico mancava di informazioni attendibili sul destino dei principali capi del Terzo Reich e temeva, sulla base di voci raccolte tra i prigionieri di guerra, che i gerarchi nazisti e lo stesso Hitler fossero pronti a lasciare in aereo la capitale ormai accerchiata; di conseguenza il maresciallo Žukov aveva ricevuto l'ordine di dare la massima priorità alla conquista degli aeroporti ancora a disposizione dei tedeschi. La battaglia nell'area urbana di Berlino iniziò con aspri combattimenti per l'aeroporto di Gatow a nord-ovest e soprattutto per l'aeroporto di Tempelhof a sud-est. Gli scontri erano in corso fin dal 25 aprile e continuarono, aspri e sanguinosi, tutto il 26 aprile. La resistenza tedesca fu prolungata ed efficace; a Gatow erano schierate soprattutto unità Volksturm, che in parte disertarono, e i giovani allievi delle scuole della Luftwaffe, che invece si batterono accanitamente e respinsero per due giorni gli attacchi del 75º Corpo fucilieri della 47ª Armata del generale Perkhorovič. L'aeroporto di Gatow rimase aperto per tutto il 26 aprile, ma gli studenti della Luftwaffe alla fine vennero decimati.
Contemporaneamente era in corso, dal pomeriggio del 25 aprile, la durissima battaglia per l'aeroporto di Tempelhof, difeso principalmente dai resti della Panzer-Division Muncheberg, rimasta con pochissimi carri armati, rinforzata con unità antiaeree della Luftwaffe e reparti SS; il generale Mummert dirigeva la difesa dal posto di comando situato direttamente nell'aeroporto. L'assalto venne sferrato dall'8ª Armata delle guardie del generale Čujkov con l'appoggio di unità corazzate della 1ª Armata corazzata delle guardie del generale Katukov; due divisioni di fucilieri sovietiche, la 39ª e la 79ª delle guardie, cercavano di aggirare a est e a ovest l'aeroporto mentre da sud avanzavano i carri armati. La Panzer-Division Muncheberg si difese validamente e gli scontri continuarono per gli edifici dell'aeroporto e in mezzo alle carcasse degli aerei distrutti sulle piste. L'artiglieria e i lanciarazzi sovietici devastarono tutta l'area e a mezzogiorno del 26 aprile la maggior parte di Tempelhof era ormai in mano al generale Čujkov. I reparti superstiti della Divisione Muncheberg iniziarono una drammatica ritirata sotto il fuoco senza ordini precisi, in mezzo alle rovine di Berlino con le strade punteggiate dai corpi dei presunti disertori impiccati o fucilati, in direzione della nuova linea difensiva Schöneberg-Porta di Halle-Belle-Alliance-Platz. Il generale Čujkov proseguì l'avanzata anche nel pomeriggio del 26 aprile e pesanti bombardamenti di artiglieria colpirono Potsdamer Platz e Leipziger Platz, ma la resistenza tedesca nell'area urbanizzata diventava sempre più accanita; dopo scontri ravvicinati negli edifici, i sovietici si aprirono la strada dentro Kreuzberg e conquistarono il Viktoriapark. Reparti SS della Divisione Nordland si erano barricati negli edifici intorno a Heinrich-von-Kleist-Park e i soldati dell'8ª Armata delle guardie dovettero impiegare i lanciafiamme per superare le difese, mentre al termine della giornata i sovietici affrontarono anche un reparto di giovanissimi della Hitlerjugend, che dispersero dopo un tentativo fallito di convincerli ad arrendersi.
La Divisione SS Nordland, composta prevalentemente da volontari scandinavi, aveva subito forti perdite nei combattimenti iniziali a Treptow e Britz, ma rimaneva, sotto il nuovo comandante generale Krukenberg, ancora in piena efficienza; dopo essere stata rinforzata dal gruppo di SS francesi Charlemagne, tentò anche di contrattaccare a Neukölln e a est di Kreuzberg contro i reparti dell'8ª Armata delle guardie e della 1ª Armata corazzata delle guardie. Dopo qualche successo iniziale, il generale Krukenberg preferì ripiegare a sua volta per concentrare le sue forze per la battaglia finale nel centro della città, lasciando reparti di Hitlerjugend a difendere fino all'ultimo Neukölln. Lo schieramento tedesco era in corso di riorganizzazione, mentre la Divisione Muncheberg e la Nordland ripiegavano verso nord; sotto la direzione complessiva del generale Weidling, il giovane e determinato generale Erich Bärenfänger ricevette il comando dei settori di difesa sud-occidentali e il generale SS Krukenberg prese la direzione della difesa nei settori sud-orientali a protezione del centro di Berlino, dove rimaneva di riserva il Kampfgruppe del generale SS Wilhelm Mohnke.
Il 26 aprile ottennero importanti successi nel settore meridionale dell'area difensiva di Berlino anche le armate del 1º Fronte Ucraino del maresciallo Konev. La 3ª Armata corazzata del generale Rybalko, passata in massa a nord del canale Teltow, avanzava sulla sinistra delle truppe del generale Čujkov, attraverso le aree boscose che costeggiavano lo Havel. Il 7º Corpo corazzato delle guardie sbucò fuori dalla foresta del Grunewald e conquistò Steglitz e Schmargendorf; i carri armati sovietici proseguirono ancora, aggirarono Pichelsdorf e intercettarono le vie di comunicazioni tedesche verso ovest, tagliando fuori le truppe nemiche isolate sull'isola Wannsee e a Potsdam. Le forze meccanizzate del generale Bogdanov, 2ª Armata corazzata delle guardie del fronte del maresciallo Žukov, si trovavano a poche centinaia di metri a nord-ovest. Le unità corazzate sovietiche, arrivate a Schmargendorf e a Friedenau, mettevano in pericolo lo stesso quartier generale del generale Weidling situato sull'Hohenzollerdamm; il posto di comando venne quindi rapidamente evacuato e trasferito nei sotterranei del quartier generale dell'OKH sulla Bendlerstraße, poco a sud della grande aerea verde del Tiergarten.

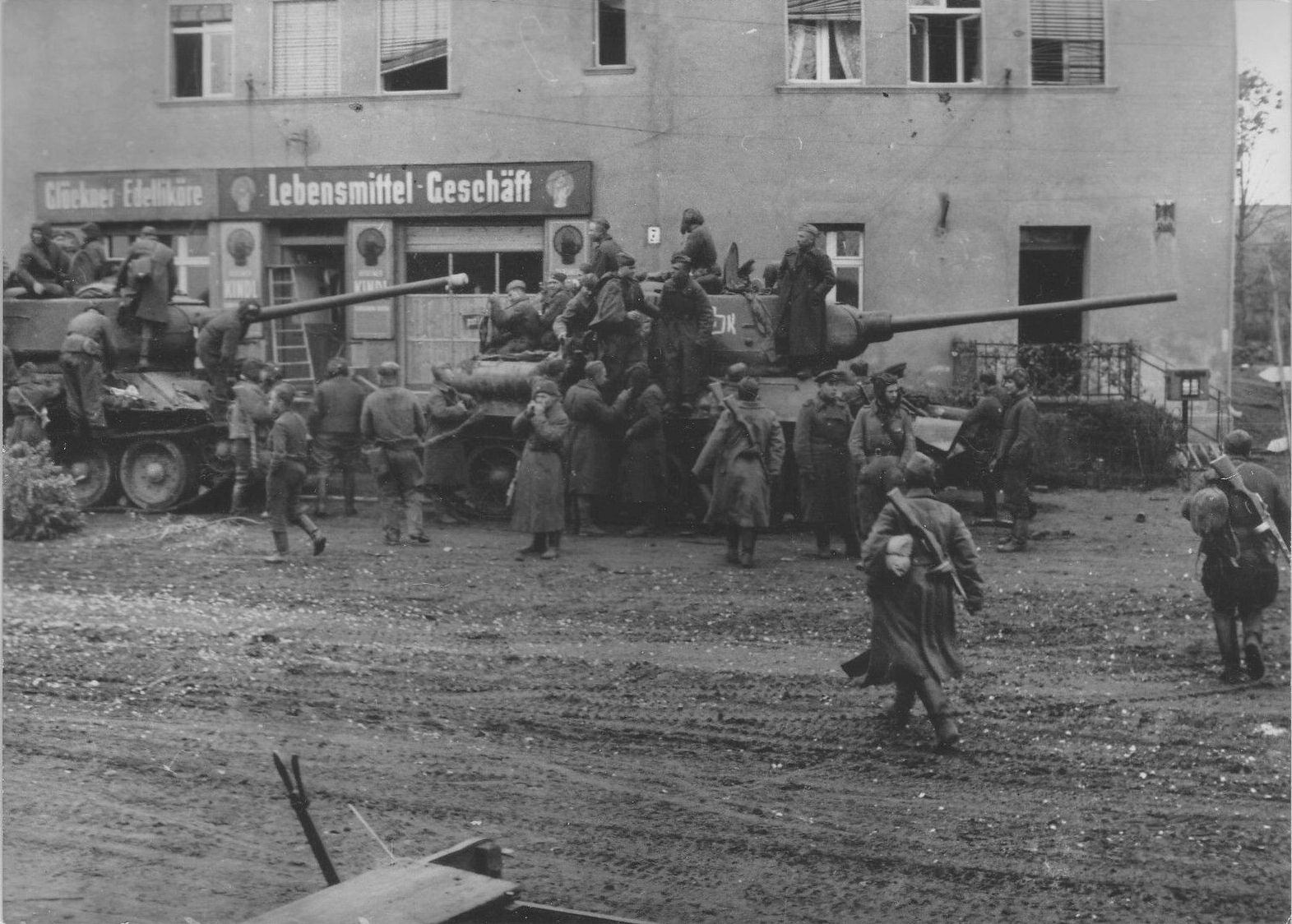
Carri T-34/85 e fucilieri sovietici della 2ª Armata corazzata delle guardie alla periferia di Berlino

Violenti combattimenti erano in pieno svolgimento anche nei settori orientali e settentrionali della grande area urbana di Berlino: in direzione della Alexanderplatz avanzava da est la 5ª Armata d'assalto del generale Nikolaj Berzarin, rinforzata dall'11º Corpo corazzato; le sue truppe avevano subito il fuoco proveniente dai cannoni della torre contraerea del parco Friedrichshain, ma il 25 aprile erano riuscite a isolare l'enorme edificio e a proseguire lungo la Frankfurter Allee e più a sud nel settore della stazione della Slesia. L'avanzata dell'armata di Berzarin incontrò una forte resistenza soprattutto lungo le linee ferroviarie di raccordo della stazione, ma i sovietici continuarono ugualmente ad avanzare, distruggendo sistematicamente con il fuoco delle armi pesanti ogni edificio e ogni caposaldo nemico. A settentrione erano in azione la 2ª Armata corazzata delle guardie del generale Bogdanov che, con due corpi mobili, 1º meccanizzato e 12º carri delle guardie, scendeva verso sud-ovest ed era in combattimento a Siemensstadt, e la 3ª Armata d'assalto del generale Kuznecov, che procedeva decisamente verso il centro della città lungo un fronte di attacco esteso dal margine orientale di Siemensstadt a Weissensee fino a Friedrichshain. Il maresciallo Žukov continuava a spronare i suoi comandanti e richiedeva che i generali Kuznecov e Berzarin convergessero al più presto da nord e da est sul Tiergarten.
La situazione dei tedeschi diveniva sempre più difficile; le scorte di esplosivi e munizioni si stavano esaurendo e il generale Weidling richiese urgentemente l'intervento dei trasporti aerei per paracadutare armi e materiali dentro Berlino. L'aeroporto di Gatow era ancora in mano ai tedeschi, ma la sua caduta era imminente; alcuni caccia Messerschmitt Bf 109 riuscirono a effettuare dei lanci di medicinali, mentre alcuni Junkers Ju 52 atterrarono sul largo Asse Est-Ovest, di cui era in corso la trasformazione in pista aerea d'emergenza. Nonostante i combattimenti in corso, Gatow venne utilizzato fino all'ultimo; nella giornata del 26 aprile atterrò nell'aeroporto una compagnia di fanteria di marina che venne assegnata come rinforzo alla SS Nordland, mentre arrivarono su un Focke-Wulf Fw 190 anche il generale Robert Ritter von Greim e la sua compagna Hanna Reitsch, convocati personalmente da Hitler. I due ripartirono da Gatow su un piccolo Fieseler Storch e riuscirono ad atterrare vicino alla Porta di Brandeburgo; nell'ultimo volo il loro aereo era stato colpito sopra il Grunewald e il generale Greim era stato seriamente ferito. Hitler ricevette subito i due visitatori; elogiò Greim per il suo coraggio, lo promosse feldmaresciallo e lo nominò nuovo comandante in capo della Luftwaffe al posto di Hermann Göring ormai definitivamente screditato e ritenuto un traditore. Il Führer si lamentò amaramente per la mancanza di fedeltà anche dei suoi collaboratori più importanti, ma sembrò ancora fiducioso; alla Reitsch parlò della "armata Wenck" che, secondo lui, era in arrivo da sud e avrebbe salvato Berlino. Hitler alternava periodi di esaltazione irragionevole con fasi di cupa disperazione: alla Reitsch, dopo questi discorsi ottimistici, consegnò due capsule di cianuro per lei e il generale von Greim.

#### 27 aprile

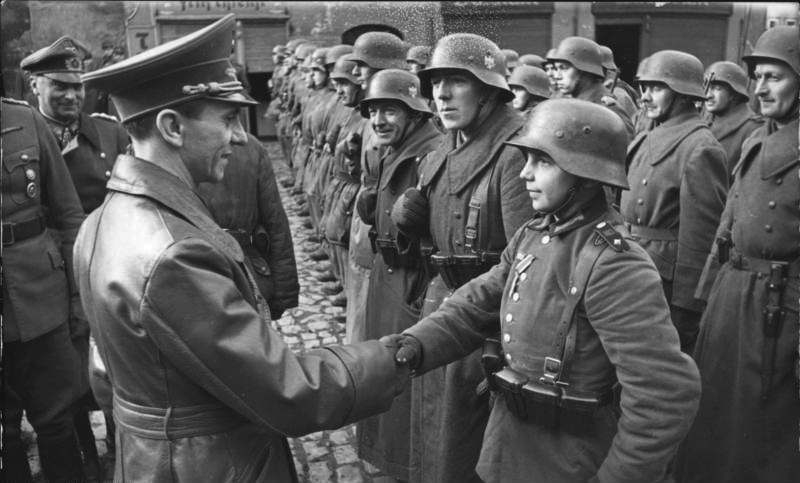
Joseph Goebbels si congratula con un giovanissimo soldato della Gioventù hitleriana

I combattimenti si avvicinavano sempre più al centro di Berlino (cosiddetto settore Z, "Zitadelle") e all'area degli edifici governativi e divenivano sempre più violenti e accaniti; la Panzer-Division Muncheberg, dopo la ritirata del giorno precedente, aveva raggiunto le sue nuove posizioni sulla Potsdamer Platz e alla stazione dell'Anhalt, nei cui sotterranei il generale Mummert aveva stabilito il nuovo posto di comando. I combattimenti ripresero subito contro le unità dell'8ª Armata delle guardie del generale Čujkov. In questa fase le squadre di assalto sovietiche iniziarono a infiltrarsi in superficie e penetrarono anche nelle gallerie sotterranee della metropolitana e della S-Bahn per cercare di passare sotto il canale Landwehr, che costituiva un serio ostacolo all'ulteriore avanzata da sud verso il centro. Le gallerie della metropolitana erano state sbarrate con muri ed erano difese dai tedeschi; ebbero quindi inizio violenti scontri anche nei sotterranei. I gruppi esploratori sovietici riuscirono a infiltrarsi e si avvicinarono alla Porta di Halle e a Potsdamer Platz, dove però vennero duramente respinti; vennero anche distrutti, da reparti della SS Nordland, tre carri armati sovietici che erano riusciti a raggiungere l'imbocco della Wilhelmstrasse. Le unità scandinave e francesi del generale Krukenberg, che erano state rinforzate da un battaglione di SS lettoni e dagli ultimi otto carri armati del battaglione corazzato pesante 503 del maggiore Friedrich Herzig, furono in azione tutto il giorno alla Porta di Halle. La situazione delle SS era critica e alla fine della giornata il generale Krukenberg dovette trasferire il suo posto di comando nella stazione della metropolitana Stadmitte, ad appena 400 metri di distanza dal bunker di Hitler.
La Panzer-Division Müncheberg era ancor più in difficoltà. Hitler, dopo aver appreso che i sovietici si infiltravano nelle gallerie della metropolitana, aveva dato ordine di far saltare le paratie stagne di sbarramento del canale Landwehr in modo da provocare l'allagamento dei tunnel della metropolitana senza curarsi dei soldati tedeschi, dei feriti, dei malati e soprattutto dei numerosi civili che vi avevano trovato rifugio. L'ordine venne eseguito e l'acqua si riversò nelle gallerie scatenando il panico e causando vittime civili; inoltre i reparti della Müncheberg furono costretti a evacuare e il posto di comando si trasferì ancora fino alla stazione di Potsdamer Platz, dove c'era la massima disorganizzazione. I combattimenti non si arrestarono neppure durante la notte; i sovietici scatenarono un violento bombardamento, seguito da nuovi attacchi che costrinsero i resti della Panzer-Division Muncheberg a ripiegare ancora, alle ore 4:00 del 28 aprile, fino alle gallerie della Nollendorfplatz e i gruppi esploranti sovietici poterono infiltrarsi nelle gallerie parallele che conducevano a Potsdamer Platz. L'8ª Armata delle guardie del generale Čujkov non attaccava solo in direzione del centro cittadino contro la Muncheberg e la SS Nordland; sulla sinistra altri reparti dell'armata avanzavano verso il Tiergarten e violenti combattimenti erano in corso anche sulla Budapester Straße. Reparti corazzati sovietici arrivarono fino al Zoologischer Garten Berlin, al recinto degli ippopotami e al planetario; venne aperto il fuoco anche contro la torre contraerea dello zoo; la 18. Panzergrenadier-Division, che difendeva questo settore, dovette cedere terreno e spostare il suo posto di comando, abbandonando la postazione sulla torre. Il generale Čujkov quindi aveva raggiunto il canale Landwehr tra il Tiergarten e la porta di Halle e i suoi soldati si trovavano a circa 1,5 chilometri dagli obiettivi principali nell'area governativa del centro di Berlino, ma i primi tentativi di superare d'assalto lo sbarramento d'acqua non ebbero successo e il generale dovette arrestare temporaneamente le operazioni per riorganizzare le sue forze.

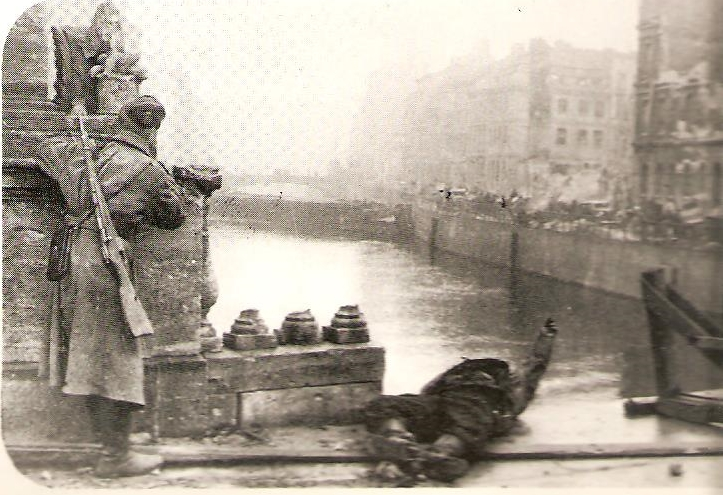
Soldati sovietici osservano le rive della Sprea dentro Berlino

Negli altri settori del fronte d'attacco le armate sovietiche fecero ulteriori progressi; a nord-ovest la 47ª Armata del generale Perkhorovič, dopo aver chiuso l'accerchiamento della città, completò finalmente la conquista dell'aeroporto di Gatow e avanzò in direzione di Spandau, mentre a nord la 2ª Armata corazzata delle guardie del generale Bogdanov continuò a combattere per la conquista del vasto quartiere di Siemensstadt. Il maresciallo Žukov affidava un ruolo decisivo soprattutto alle sue due armate d'assalto: la 3ª Armata d'assalto del generale Kuznecov aveva raggiunto il margine settentrionale del centro cittadino tra il Tiergarten e Prenzlauer Berg e aggirato la torre contraerea del Parco Humboldt, che non sarebbe stata attaccata direttamente ma venne sottoposta a bombardamenti d'artiglieria e attacchi aerei. Il maresciallo ordinò al generale Kuznecov di proseguire nel Tiergarten e collegarsi al più presto con le truppe del generale Čujkov provenienti da sud. A est attaccava la 5ª Armata d'assalto del generale Berzarin; l'armata avanzava in un settore molto ristretto e due corpi di fucilieri erano ammassati in uno spazio di appena 700 metri. A sud-ovest anche le armate corazzate del maresciallo Konev erano ancora in campo: la 3ª Armata corazzata delle guardie del generale Rybalko nella giornata del 27 aprile raggiunse Charlottenburg e aggirò la 18. Panzergrenadier-Division, che era sotto attacco anche delle forze del generale Čujkov, mentre la 4ª Armata corazzata delle guardie del generale Leljušenko era in parte impegnata contro la 20. Panzergrenadier-Division isolata a Wannsee. Il maresciallo Konev non era soddisfatto; ordinò al generale Leljušenko di accelerare la distruzione delle forze tedesche a Wannsee e spingere al più presto il 6º Corpo meccanizzato delle guardie a Brandeburgo sulla Havel.
Nel bunker sotterraneo di Hitler le riunioni si susseguivano sempre più surreali e drammatiche; in superficie i combattimenti si avvicinavano al centro, le strade erano in macerie, gli incendi si accendevano in tutti i quartieri e nel cielo aleggiava una pesante cappa di fumo e polvere che riduceva la visibilità e rendeva l'aria quasi irrespirabile. La Luftwaffe continuava a effettuare voli sopra la città, nonostante il contrasto degli aerei sovietici, per effettuare lanci di munizioni e materiali, mentre la pista allestita sull'Asse Est-Ovest era al momento inutilizzabile a causa dell'incidente di un Ju52. Nonostante l'evoluzione catastrofica degli eventi, nel bunker predominavano ancora le illusioni: il generale Krebs rassicurò ancora una volta il Führer sulla solidità delle difese tedesche a Berlino e confermò che il ponte di Pichelsdorf sull'Havel era ancora in possesso dei giovani della Hitlerjugend e rimaneva a disposizione dell'armata Wenck. Hitler chiedeva continuamente notizie di Wenck e il generale Krebs riferì che l'armata sembrava aver fatto notevoli progressi in direzione di Berlino; anche l'armata del generale Busse era in movimento verso la capitale; mancavano invece notizie precise sulla sorte delle truppe dei generali Steiner e von Manteuffel schierate nel settore settentrionale del fronte. Tra i dirigenti nazisti e gli alti ufficiali, come anche tra le truppe, erano diffuse le voci sull'imminente arrivo dell'armata Wenck e anche degli americani che avrebbero salvato Berlino; anche Goebbels e Bormann parlarono nei loro ultimi appelli alla resistenza di "sviluppi all'estero" che avrebbero cambiato la situazione.
Nella realtà, all'alba del 28 aprile i tedeschi controllavano a Berlino ormai solo una stretta striscia di territorio compresa tra Alexanderplatz a est e Charlottenburg e il Reichssportfeld a ovest, dove i giovani della Hitlerjugend tenevano il ponte sull'Havel in attesa di Wenck, per una lunghezza di circa 15 chilometri e una larghezza di appena cinque chilometri. I soldati sovietici della 3ª Armata d'assalto, in avanzata da nord, potevano già vedere a distanza nel Tiergarten la Siegessäule, la colonna della Vittoria.

### Assalto al Reichstag

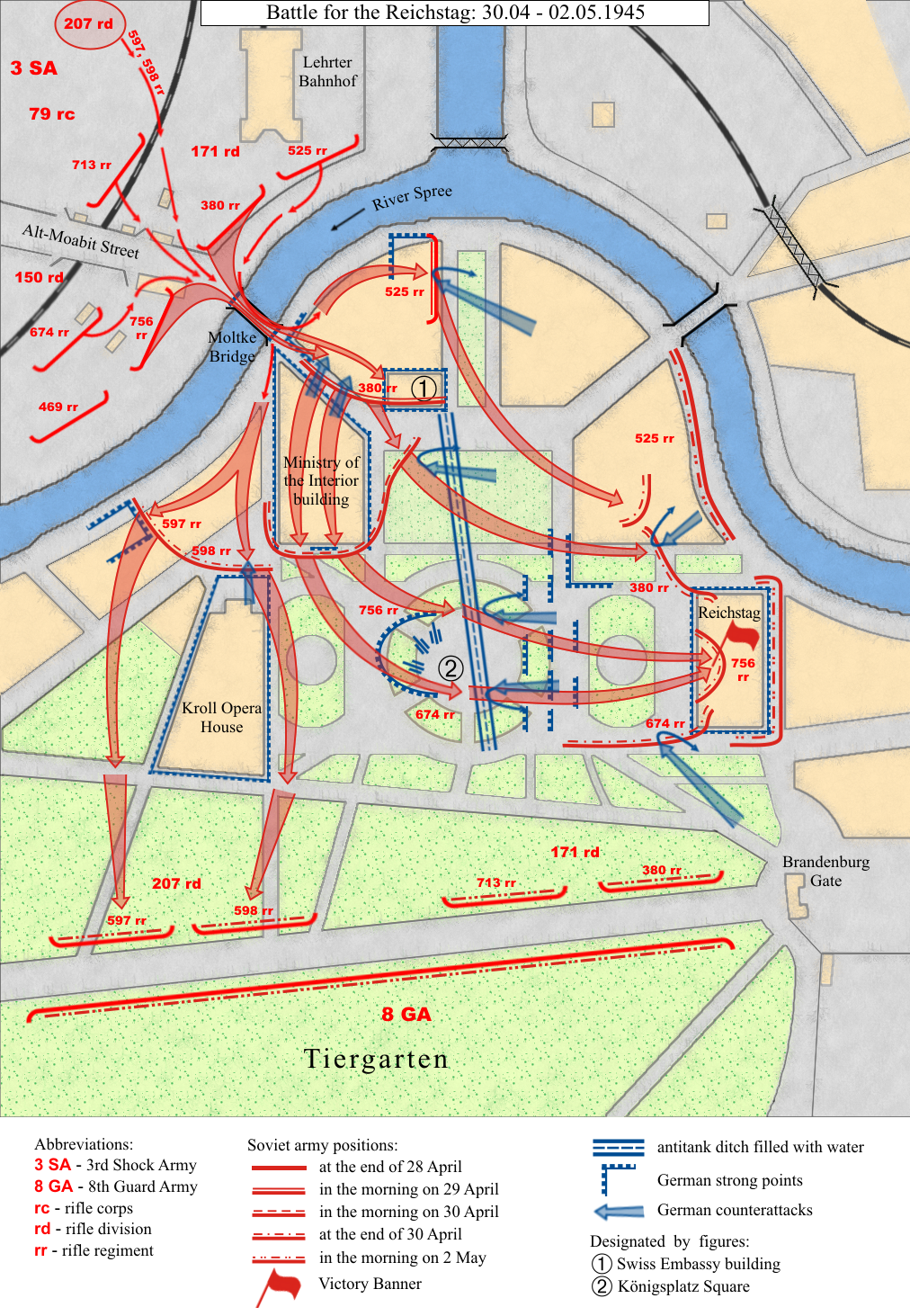
La battaglia finale nel centro di Berlino

#### 28 aprile
Il 28 aprile ebbero inizio i combattimenti decisivi nell'area urbana centrale di Berlino; gli alti comandi sovietici non avevano una conoscenza precisa della collocazione delle strutture di comando nemiche e in particolare non sapevano che Hitler in persona si trovasse in un bunker sottostante la Cancelleria. Il generale Čujkov si trovava in quel momento con una parte delle sue forze vicino alla Belle-Alliance-Platz, da cui si diramavano a nord i larghi viali della Friedrichstraße e soprattutto della Wilhelmstraße che portava fino alla Cancelleria, ma i generali sovietici erano concentrati su un altro obiettivo. Il Palazzo del Reichstag era stato fin dall'inizio designato come simbolo plastico della vittoria dell'Armata Rossa; in quel punto convergevano gli sforzi di tutte le armate in combattimento a Berlino e in quell'edificio avrebbe dovuta essere innalzata la bandiera della Vittoria sovietica entro la data del 1º maggio.
Numerose armate sovietiche del 1º Fronte Bielorusso stavano lentamente convergendo sul Reichstag; mentre a sud, dietro il canale Landwehr, tra il Tiergarten e la Porta di Halle, era in combattimento il generale Čujkov con la sua 8ª Armata delle guardie contro reparti della SS Nordland e della Panzer-Division Muncheberg, da est avanzava la 5ª Armata d'assalto del generale Berzarin, che aveva occupato Alexanderplatz e aveva raggiunto l'imbocco dell'Unter den Linden a livello dell'Isola dei musei. I carri armati della 2ª Armata corazzata delle guardie del generale Bogdanov stavano combattendo nel quartiere di Charlottenburg, circa tre chilometri a ovest del Tiergarten, ma a nord il corpo d'armata di testa della 3ª Armata d'assalto del generale Kuznecov, il 79º Corpo di fucilieri del generale Semën Perevёrtkin, aveva raggiunto il quartiere di Moabit vicino alla sponda settentrionale della Sprea, da dove si poteva raggiungere il Palazzo del Reichstag. I soldati del generale Perevёrtkin conquistarono abbastanza facilmente la prigione di Moabit e poi percorsero gli 800 metri della Alt-Moabit Straße che li separavano dalla riva della Sprea. Si trovava ancora a Berlino anche la 3ª Armata corazzata delle guardie del generale Rybalko, dipendente dal 1º Fronte Ucraino del maresciallo Konev, che avanzava nell'area sud-occidentale della città di Wilmersdorf in direzione dell'Hohenzollerndamm.

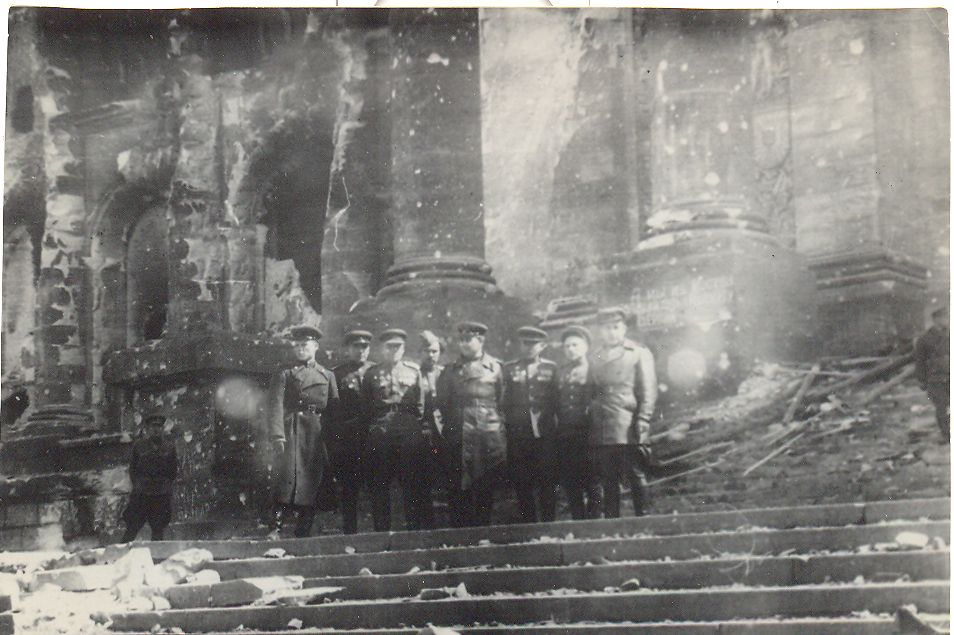
Soldati sovietici davanti al colonnato d'ingresso del Palazzo del Reichstag

Il maresciallo Konev continuava a sollecitare il generale Rybalko affinché affrettasse la sua marcia in avanti e raggiungesse il Tiergarten entro il 28 aprile, ma errori di comunicazione tra le armate provocarono gravi incidenti di fuoco amico. L'attacco venne sferrato a partire da Wilmersdorf, mentre la 55ª Brigata corazzata delle guardie del colonnello David Dragunskij avanzò lungo la Kantstraße in direzione dello zoo. L'artiglieria della 3ª Armata corazzata delle guardie bombardò duramente le aree d'attacco, dove in realtà erano già presenti i reparti dell'irritatissimo generale Čujkov, che sembra non avesse informato il comandante dell'armata corazzata della deviazione verso sinistra dei suoi soldati. La rivalità tra i due fronti sovietici era sempre accesissima; alcuni comandanti dell'8ª Armata delle guardie del generale Čujkov giunsero al punto di utilizzare i carri armati distrutti per ostruire il passo ai rivali del 1º Fronte Ucraino e sbarrargli la strada per il centro di Berlino. Di fronte al rischio di scontri fratricidi, l'alto comando sovietico diramò nuovi ordini tassativi che imposero al maresciallo Konev di deviare le sue forze verso ovest. Il generale Rybalko dovette eseguire, nonostante la grande delusione, i nuovi ordini, che lo trasferivano all'area di Viktoria-Luise-Platz fino alla stazione di Savignyplatz, ormai definitivamente escluso dalla corsa verso il Reichstag. La rivalità era presente anche tra le stesse armate del 1º Fronte Bielorusso; i generali della 5ª Armata d'assalto si preoccupavano costantemente dei progressi da sud dell'8ª Armata delle guardie e il 28 aprile furono studiati piani per "farla tornare sulla sponda meridionale del canale Landwehr", e le divisioni di punta ricevettero l'ordine di attaccare senza riguardi verso la Wilhelmstraße, la Saarlandstraße e puntare alla sede della Gestapo, al ministero dell'aeronautica e alla Cancelleria del Reich. Il quartier generale del maresciallo Žukov ebbe difficoltà a mettere ordine tra le armate e a delimitare con precisione i limiti dei settori d'azione.
Il 28 aprile, mentre la battaglia era ancora in corso, l'alto comando sovietico decise di costituire una prima struttura amministrativa per riportare all'ordine i quartieri che venivano progressivamente occupati. Il generale Nikolaj Berzarin venne quindi nominato "comandante della guarnigione di Berlino" con la completa autorità amministrativa e politica sulla città. Il generale si affrettò a diramare un Ordine N. 1 che venne affisso in tutta la città con le prime disposizioni esecutive.
La battaglia di Berlino tuttavia non era finita; il generale Čujkov aveva di fronte l'ostacolo del canale Landwehr, che sbarrava l'accesso al quartiere governativo; i carri armati potevano passare solo attraverso i due ponti Möckern e Potsdamer, che erano fortemente presidiati dai reparti della SS Nordland. I soldati sovietici della 8ª Armata delle guardie dovettero ricorrere a mezzi improvvisati per superare il corso d'acqua; alcuni reparti utilizzarono le gallerie della metropolitana, altri, guidati dal tenente Balakin e dal tenente Klimuskin, passarono attraverso i canali di scolo delle fogne della riva meridionale e poi risalirono per le condutture della riva settentrionale dopo aver attraversato a nuoto. I reparti corazzati subirono inizialmente pesanti perdite nel tentativo di passare sul ponte Möckern; la struttura era stata minata e i genieri dovettero intervenire per impedire la distruzione del ponte; alcuni tentativi di reparti d'assalto di infiltrarsi vennero bloccati. Alla fine, ricorrendo all'espediente di impiegare come esca un T-34 parzialmente incendiato e coprendosi con cortine fumogene, i carri armati riuscirono a passare sulla riva settentrionale del canale Landwehr.

#### 29 aprile
Il pomeriggio del 28 aprile le prime unità del 79º Corpo di fucilieri del generale Perevёrtkin, appartenenti alla 3ª Armata d'assalto del generale Kuznecov, raggiunsero da nord le rive della Sprea e per la prima volta individuarono, in mezzo al fumo e alla polvere dei combattimenti, il profilo della cupola del Reichstag a circa 600 metri di distanza, oltre il ponte Moltke che attraversava il fiume. Mentre si diffondeva l'eccitazione e l'emozione tra le truppe, il generale osservò personalmente la posizione e riorganizzò le sue forze per la battaglia finale. La missione appariva particolarmente difficile a causa della necessità di passare il ponte Moltke, della presenza di sbarramenti lungo i viali e di fortificazioni negli edifici in cemento difesi principalmente da reparti fanatici del cosiddetto Kampfgruppe Mohnke, costituito soprattutto con unità SS delle guardie di Himmler (Begleit Battalion Reichsfuher SS) e delle guardie di Hitler (Wachtbattalion L.A.H.). Altre forze tedesche nell'area del Reichstag comprendevano unità del Volksturm, paracadutisti della 9ª Divisione e marinai del battaglione Grossadmiral Donitz. Nell'area del Reichstag, complessivamente, erano schierati, secondo le fonti sovietiche, circa 5 000 soldati tedeschi, supportati da tre reparti di artiglieria campale e uno di artiglieria antiaerea. La topografia della zona era particolarmente sfavorevole per le truppe sovietiche: oltre al ponte sul fiume Sprea, alcune aree, dove era in costruzione un tunnel ferroviario e un grande edificio, erano parzialmente inondate e difficilmente transitabili per i mezzi motorizzati; inoltre tutto il settore era sotto il tiro di alcuni pezzi contraerei della 3ª batteria contraerea pesante del settore 211 schierati vicino al Reichstag al comando dei capi-batteria Richter e Radloff e anche dei grandi cannoni del bunker dello zoo; infine il Reichstag era pesantemente fortificato, le porte e le finestre erano state sbarrate e murate, nidi di mitragliatrici erano posizionate nelle grandi sale interne.

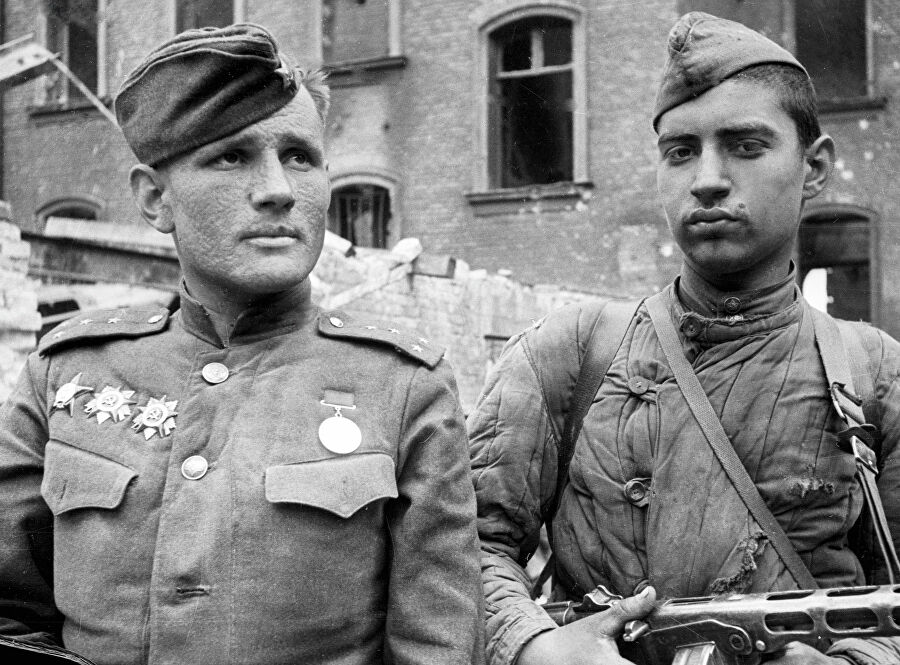
Il capitano Stepan Neustroev e il sergente Pëtr Ščerbina, i primi soldati dell'Armata Rossa a entrare nel Reichstag

Il generale Perevёrtkin disponeva di tre divisioni per l'attacco finale all'area del Reichstag: sulla destra (a sud) era schierata, negli edifici delle dogane, la 150ª Divisione fucilieri del generale Vasílij Šatílov con due reggimenti, 469º e 756º in prima linea e uno, il 674º in riserva; sulla sinistra (a nord) si trovava, nelle rovine della stazione Lehrte, la 171ª Divisione fucilieri del colonnello Negoda con il 380º e il 525º reggimento in linea e il 713º in riserva. Il 79º Corpo di fucilieri disponeva anche in seconda linea, lungo la Invalidenstraße, della 207ª Divisione del colonnello Asafov ed era fortemente rinforzato con artiglierie pesanti, cannoni campali, una brigata di carri armati e una di lanciafiamme. Nonostante le ingenti forze a disposizione, il generale Perevёrtkin non riuscì a conquistare facilmente il ponte Moltke; l'attacco venne condotto di sorpresa alla mezzanotte del 29 aprile dal I battaglione del 756º reggimento, comandato dal capitano Stepan Neustroev, e dal I battaglione del 380º reggimento, guidato dal tenente K. Samsonov, ma venne fortemente contrastato I carri di accompagnamento superarono la prima barricata, ma vennero in gran parte distrutti dai tiri del bunker dello zoo sulla seconda barricata all'uscita del ponte; le unità sovietiche giunte sull'altra riva della Sprea vennero contrattaccate durante la notte, mentre i tedeschi rimasti isolati a nord del ponte nel quartiere Moabit partecipavano ai combattimenti. Un tentativo tedesco di far saltare il ponte Moltke non ebbe successo e al primo mattino finalmente i sovietici respinsero i contrattacchi e si stabilirono saldamente sulla riva meridionale del fiume.
Nel primo mattino del 29 aprile il 79º Corpo fucilieri rafforzò le sue posizioni e rastrellò con la 150ª e la 171ª Divisione gli edifici a nord della Moltkestraße, di fronte alla grande costruzione del Ministero degli Interni, e tutto il quartiere diplomatico a nord della grande piazza, la Königsplatz, di fronte al Reichstag; contemporaneamente le truppe del genio furono impegnate a rimuovere gli ostacoli e aprire vie sicure per la marcia dei mezzi corazzati. Alle ore 7:00, con un breve bombardamento d'artiglieria, ebbe inizio l'assalto della 150ª Divisione del generale Šatilov al Ministero degli Interni, la cosiddetta "casa di Himmler", difeso soprattutto dalle formazioni SS delle guardie del Reichsführer; il battaglione del capitano Neustroev avanzò al riparo delle mura, ma incontrò forte resistenza; solo a mezzogiorno riuscì a occupare l'angolo dell'edificio rivolto verso la riva del fiume e a penetrare nel cortile interno. I combattimenti furono accaniti e cruenti; si prolungarono per ore a distanza ravvicinata sui vari piani dell'immensa costruzione, mentre alcune stanze erano preda degli incendi. I reparti sovietici subirono forti perdite, il 469º reggimento dovette essere ritirato e sostituito dal 674º reggimento del tenente colonnello A. Plekhodanov che, alla fine, dopo una intera giornata di scontri, riuscì a conquistare la "casa di Himmler"; gli ultimi nuclei di resistenza tedesca vennero eliminati solo alle ore 4:30 del 30 aprile. Nella giornata del 29 aprile, mentre si prolungavano i combattimenti nel palazzo del Ministero degli Interni, altri reparti sovietici avevano fatto ulteriori progressi; alle ore 8:30 era iniziato anche un primo sbarramento d'artiglieria diretto contro gli accessi del Reichstag. Due reggimenti della 171ª Divisione del colonnello Negoda avanzarono a est della Moltkestraße e rastrellarono il quartiere diplomatico: il 525º reggimento si schierò sulla Alsenstraße, mentre il 380º reggimento raggiunse e occupò la sede della legazione della Svizzera che si trovava proprio a nord della Königsplatz.

#### 30 aprile
Ebbe quindi inizio la preparazione dell'assalto finale al Reichstag; il comando sovietico fece affluire rinforzi di artiglieria e mezzi corazzati; a 300 metri dal grande edificio vennero posizionati ottantanove cannoni di calibro fino a 152 mm e 203 mm, supportati anche da batterie di lanciarazzi katjuša M-31. Le truppe d'assalto si schierarono in prima linea e vennero distribuite una serie di bandiere rosse che avrebbero dovuto essere innalzate sul Reichstag in segno di vittoria. Una, la bandiera N. 5, venne assegnata dal generale Šatilov al comandante del 756º reggimento, colonnello Zincenko, che a sua voltà la passò al capitano Neustroev, comandante del I battaglione; altre bandiere vennero consegnate al I battaglione del 674º reggimento (capitano Davydov), al I battaglione del 380º reggimento (tenente Samsonov) e a due squadre speciali di soldati, in gran parte membri del Komsomol, guidati dal maggiore Bondar e dal capitano Vladimir Makov.
Il palazzo del Reichstag e il terreno circostante erano difesi dalla terza compagnia del Wachtbatallion L.A.H, dipendente dal Reggimento SS Anhalt, al comando dell'esperto Obersturmführer Gerhard Babick, il cui posto di comando, collegato al Reichstag da un tunnel, si trovava più indietro in un sotterraneo tra la Dorotheenstraße e la Hermann-Göring-Straße. Il tenente Babick, specialista dei combattimenti ravvicinati, diede prova di estrema determinazione, facendo fucilare sommariamente i soldati sbandati o indisciplinati ed espresse fino all'ultimo grande fiducia, affermando che erano in arrivo rinforzi di carri pesanti Tiger II; il tenente organizzò la difesa schierando tutto intorno al palazzo del Reichstag piccoli gruppi di SS.

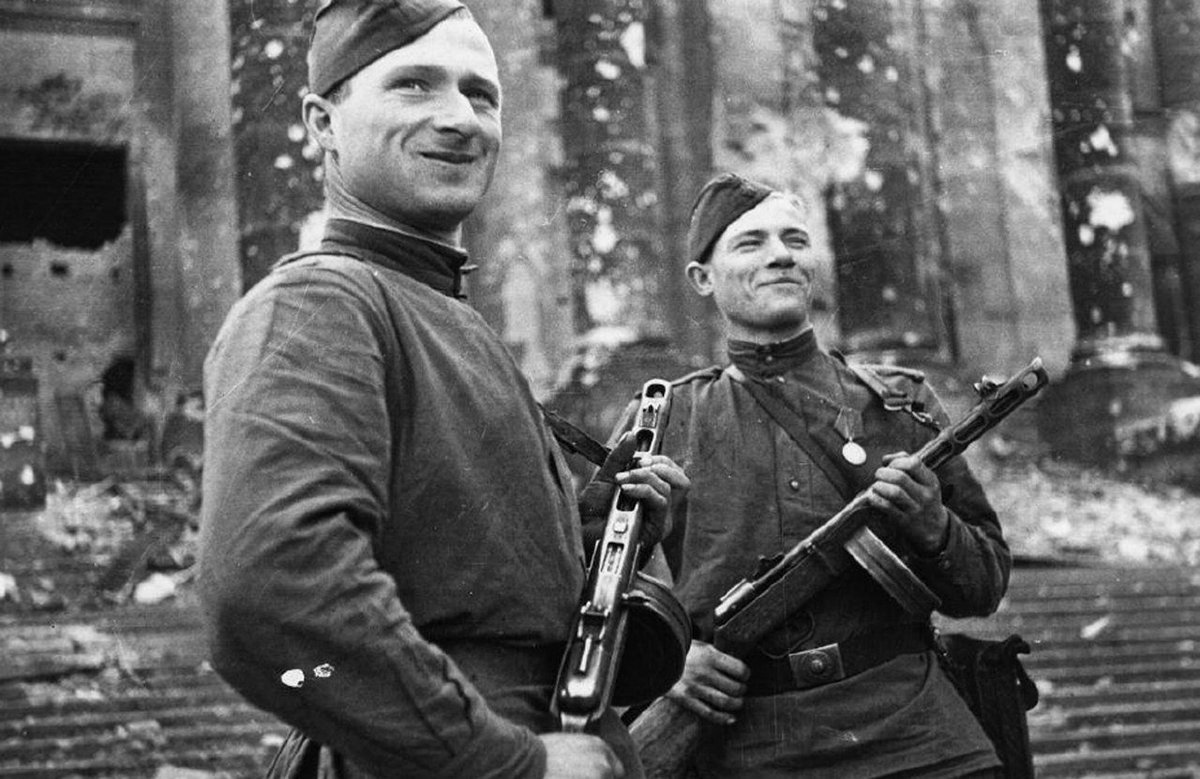
I sergenti Meliton Kantaria e Michail Egorov posano sorridenti, imbracciando i loro fucili mitragliatori PPŠ-41, dopo la conquista del palazzo del Reichstag a Berlino

Al primo mattino del 30 aprile i capitani Neustroev e Davydov, posizionati al primo piano della "casa di Himmler", osservarono direttamente il campo di battaglia; videro alcune trincee, reticolati e cannoni semoventi schierati davanti a un edificio grigio con una cupola semidistrutta; più indietro osservarono una costruzione ancora più grande, verosimilmente la Porta di Brandeburgo. Sul momento, ignorando completamente la forma del Reichstag, non riuscirono a orientarsi e credettero che il Reichstag fosse la costruzione più grande in secondo piano; fu il colonnello Zincenko, comandante del 756º reggimento, che, osservando le mappe, chiarì l'equivoco e per telefono comunicò bruscamente ai due capitani che il Reichstag era proprio la costruzione più piccola e più vicina. Il capitano Neustroev interrogò anche due prigionieri, prima di essere del tutto convinto e ordinare al suo battaglione di attaccare l'edificio. Il primo attacco venne sferrato all'alba, ma divenne subito chiaro per le truppe sovietiche che l'obiettivo era difeso e che i tedeschi si sarebbero battuti accanitamente fino all'ultimo. L'assalto venne subito arrestato dal fuoco nemico proveniente dal Reichstag e soprattutto dal Tiergarten e dal Teatro dell'opera Kroll, che era un bastione fortemente presidiato dai tedeschi e si trovava sul fianco e alle spalle delle truppe attaccanti della 150ª Divisione.
Il comando sovietico dovette quindi portare avanti la 207ª Divisione fucilieri, la riserva del 79º Corpo del generale Perevёrtkin, per ripulire il settore del Teatro dell'opera Kroll; i due reggimenti della divisione, 587º e 598º, attraversarono il ponte Moltke provenendo dallo Schlieffen-Ufer e poi aggirarono il teatro imperiale; dopo violenti combattimenti, continuati per tutta la mattinata del 30 aprile, le truppe sovietiche riuscirono finalmente a eliminare quest'altro caposaldo tedesco. Nel frattempo era in preparazione un secondo attacco al Reichstag con il supporto di rinforzi di artiglieria, lanciarazzi e carri armati; dopo un pesante bombardamento iniziale, l'assalto venne sferrato alle ore 11:30, ma di nuovo incappò in un'aspra ed efficace resistenza da parte dei difensori tedeschi. Mentre la 150ª Divisione del generale Šatilov attaccava con due reggimenti, il 756º a sinistra e il 674º a destra, direttamente attraverso la Königsplatz verso il canale inondato del tunnel ferroviario in costruzione che sbarrava l'accesso al Reichstag, il 380º reggimento della 171ª Divisione, al comando del maggiore Šatalin, avanzò più a nord a partire dalla legazione svizzera. Furono queste truppe, soprattutto, che subirono forti perdite a causa dei continui contrattacchi tedeschi e di cruenti combattimenti ravvicinati; solo nel tardo pomeriggio i soldati del 380º raggiunsero la linea anticarro piena d'acqua che sbarrava l'accesso all'edificio. Alle 13:30 le fanterie sovietiche, colpite dal fuoco dei cannoni del bunker dello zoo, furono costrette di nuovo a fermarsi; solo il 525º reggimento della 171ª Divisione, che era schierato all'estrema sinistra settentrionale, riuscì a sfuggire alla sorveglianza del nemico e dal quartiere diplomatico raggiunse il ponte del Kronprinz.
Nel vortice dei combattimenti la confusione stava aumentando, mentre diveniva sempre maggiore la frenesia tra i comandi sovietici per riuscire a conquistare al più presto il Reichstag e issare la bandiera della vittoria entro il 1º maggio. Il generale Šatilov aveva osservato l'attacco dalla zona del piazzale della dogane a circa 600 metri di distanza; alle ore 14:25 segnalò erroneamente che sembrava di aver individuato, in mezzo al fumo, una bandiera rossa sventolare dal secondo piano dell'edificio. La comunicazione giunse attraverso la catena di comando fino al maresciallo Žukov che, desideroso di coronare il suo ruolo di conquistatore di Berlino, si affrettò a divulgare al mondo la sensazionale notizia con un comunicato che affermava che "alle ore 14:25 unità della 3ª Armata d'assalto... hanno conquistato il Reichstag in cima al quale hanno issato la bandiera sovietica". La notizia si rivelò rapidamente non corrispondente al vero, dato che i soldati sovietici erano ancora bloccati davanti al canale del tunnel ferroviario in Königsplatz e il maresciallo Žukov diede sfogo alla sua ira, ordinando al generale Šatilov di "issare in un modo o nell'altro una bandiera.... anche nelle colonne dell'ingresso principale. In qualunque modo!"

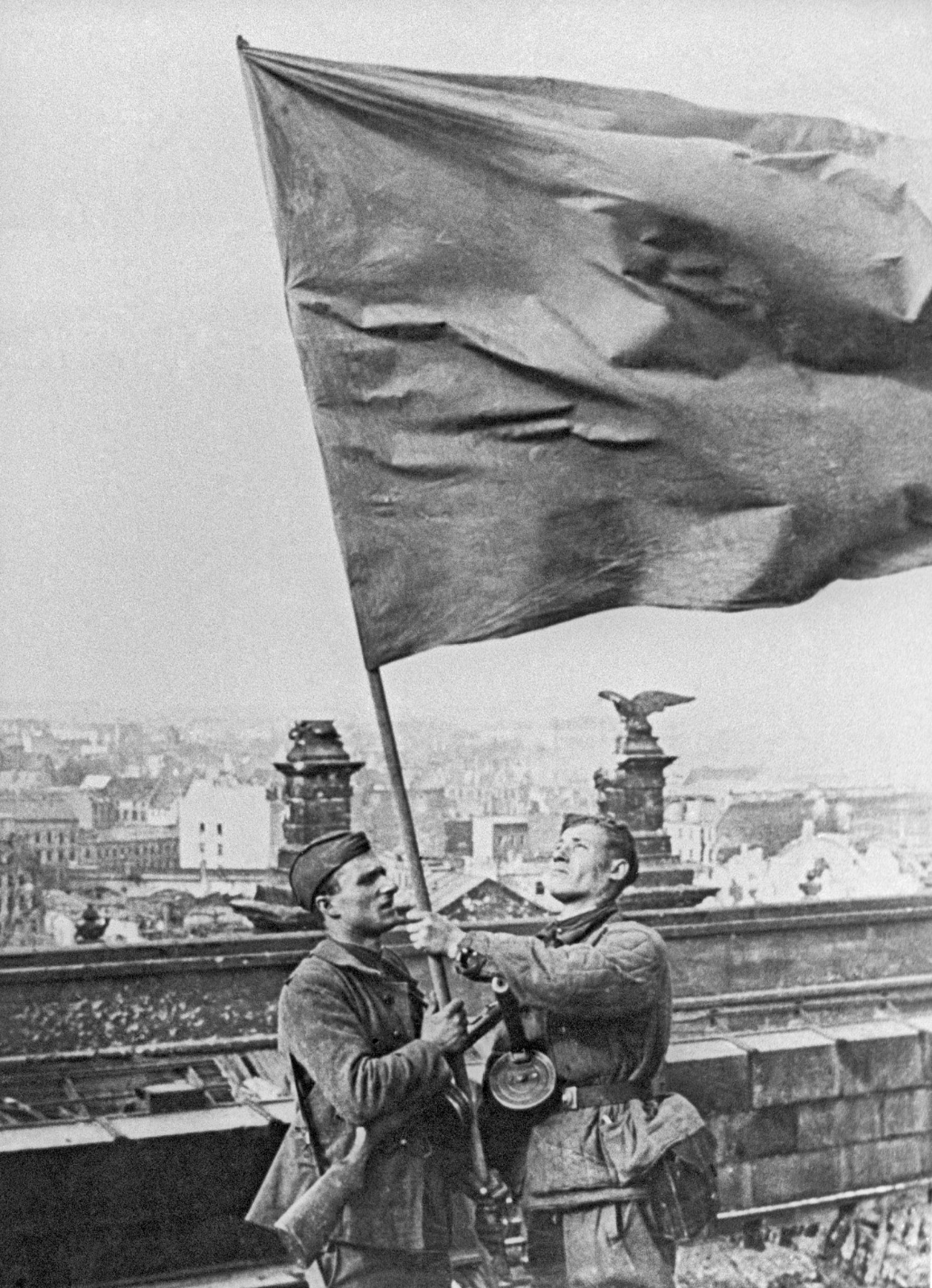
I sergenti Meliton Kantaria e Michail Egorov sventolano la bandiera rossa della vittoria sul tetto del palazzo del Reichstag

L'assalto decisivo venne infine sferrato alle ore 18:00 del 30 aprile, mentre il cielo si oscurava per il calare del sole e per la presenza di intense nubi di fumo e polvere provocate dai continui combattimenti. L'attacco, preceduto da un nuovo bombardamento dell'artiglieria e dei lanciarazzi, venne sferrato da tre battaglioni con grande energia; i soldati sovietici caricarono attraverso la Königsplatz, superarono il fossato parzialmente allagato del tunnel in lavorazione e, protetti in parte dal tiro dei carri armati che si erano avvicinati alla trincea, raggiunsero la scalinata del Reichstag. Per primi arrivarono all'edificio i soldati del I battaglione del 756º reggimento, guidati dal vicecomandante tenente Aleksej Berest, dall'aiutante K. Gusjev e dal sergente I. Sjanov, affiancati subito dagli uomini del I battaglione del 380º del capitano Davydov. I soldati sovietici, alcuni sventolando bandiere rosse, raggiunsero le colossali colonne dell'ingresso del Reichstag sotto il fuoco dei difensori; furono i militari Pëtr Pianitskij, Jakimovic, Prygunov e Pëtr Ščerbina, della compagnia del sergente I. Sjanov, che salirono verso l'entrata: il sergente Pjanitskij in testa a tutti, cadde ucciso lungo la scalinata e la sua bandiera venne raccolta dal sergente Pëtr Ščerbina, che fissò lo stendardo su una delle colonne e poi raggiunse il portone d'entrata. L'enorme ingresso era completamente sbarrato e murato e si dovette far intervenire due mortai che, a distanza ravvicinata, praticarono un'apertura nel portone; nel frattempo altri soldati sovietici con bandiere rosse avevano raggiunto la scalinata: il tenente Koshkarbaev e il soldato Bulatov del 674º reggimento, il sergente Eremin e il soldato Savenko del 380º reggimento, il sergente Smirnov e i soldati Belenokov e Somov del 525º, il sergente Japarov della brigata d'artiglieria pesante.
I primi a entrare dentro il Reichstag attraverso l'apertura praticata nel portone murato furono il capitano Neustroev, comandante del I battaglione del 756º, e il sergente Ščerbina che aveva issato la prima bandiera rossa sulle colonne del porticato d'entrata: essi si trovarono in un ambiente vastissimo, immerso nell'oscurità e pieno di polvere e fumo. Nelle grandi sale vuote dei tre piani e nel seminterrato si erano barricati reparti SS della terza compagnia del Wachtbatallion L.A.H dell'Obersturmführer Babick, che offrirono una resistenza disperata che si prolungò, estremamente accanita, per molte ore. I tedeschi difesero il secondo piano e contrattaccarono anche nell'angolo nord-occidentale dell'edificio, dove avevano fatto irruzione i soldati del 380º reggimento. Nel frattempo, in una stanza al primo piano, il capitano Neustroev organizzò una squadra d'assalto con uomini del I battaglione e del gruppo speciale del capitano Makov per conquistare i piani superiori e issare la bandiera della vittoria sul tetto del Reichstag. Secondo alcune fonti furono i soldati guidati dai sergenti Michail Minin, Gazi Zagitov e Aleksandr Lisimenko, appartenenti alla squadra del capitano Makov, che, alle ore 21:00 del 30 aprile, salirono di corsa la scalinata interna e riuscirono a far sventolare per primi la bandiera dalla statua della dea della vittoria sul tetto della costruzione; altri autori riferiscono che già in precedenza il gruppo scelto designato della divisione, guidato dai due sergenti della sezione ricognitori, il russo Michail Alekseevič Egorov e il georgiano Meliton Kantaria, aveva issato la bandiera sulla scalinata in parte demolita e poi aveva fatto sventolare lo stendardo dal secondo piano. Inoltre alle ore 21:15 un altro gruppo, guidato dal tenente Sergej Sorochin, avrebbe innalzato un'altra bandiera rossa sul tetto del Reichstag. In ogni caso continuavano aspri combattimenti a distanza ravvicinata e i soldati sovietici non riuscirono a ripulire il terzo piano; forti nuclei tedeschi inoltre avevano trasformato il seminterrato in una fortezza quasi inespugnabile.

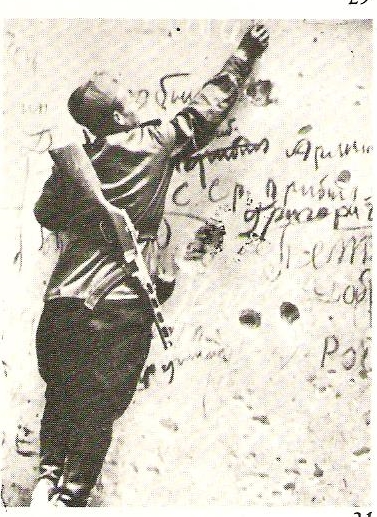
Un soldato sovietico lascia la sua iscrizione per ricordo su una delle pareti del Reichstag conquistato

In tarda serata, mentre continuavano gli scontri nel Reichstag, intervenne personalmente il colonnello Zincenko, comandante del 756º reggimento; egli raggiunse il primo piano e nella semioscurità parlò prima con il capitano Neustroev e il tenente Berest, ordinandogli di organizzare una squadra d'assalto per portare sul tetto la bandiera rossa N. 5, e quindi si fece raggiungere dai sergenti del gruppo d'assalto "ufficiale" Kantaria e Egorov, a cui affidò personalmente l'incarico dicendogli: "Bene ragazzi, andate e alzate lo stendardo lassù". Il gruppo d'assalto, guidato dal tenente Berest, partì all'assalto del terzo piano e tenne impegnati, con una nuova serie di violenti combattimenti, le SS tedesche, mentre i due sergenti esploratori Egorov e Kantaria trovarono nella parte posteriore dell'edificio una scala esterna che salirono rapidamente raggiungendo il tetto dove, in piena notte alle ore 22:50, innalzarono la bandiera rossa N. 5 sul gruppo marmoreo ornamentale della parte frontale del Reichstag.
In quel momento tuttavia nessuno poteva vedere lo stendardo e nessun fotografo era disponibile per riprendere la scena simbolica della vittoria sovietica a Berlino. L'impresa fu immortalata il 2 maggio dal celebre fotografo Evgenij Chaldej, che ricreò la scena della bandiera rossa sventolata sul Reichstag utilizzando tre soldati presenti in quel momento sul campo della battaglia ormai terminata e che peraltro appartenevano alla 8ª Armata delle guardie del generale Čujkov che non aveva avuto alcun ruolo nel famoso combattimento. Le foto scattate da Chaldej, nonostante gli elementi di artificiosità, divennero in poco tempo tra le più celebri immagini dell'intera seconda guerra mondiale. La propaganda sovietica non divulgò dettagli sulle foto di Chaldej e i due sergenti Egorov e Kantaria vennero ufficialmente riconosciuti come i protagonisti dell'evento simbolico, ricevendo anche la decorazione di Eroe dell'Unione Sovietica.

#### 1-2 maggio
La battaglia nel palazzo del Reichstag tuttavia non era conclusa con l'impresa dei due sergenti sovietici; al contrario i tedeschi asserragliati nei sotterranei erano ancora numerosi 

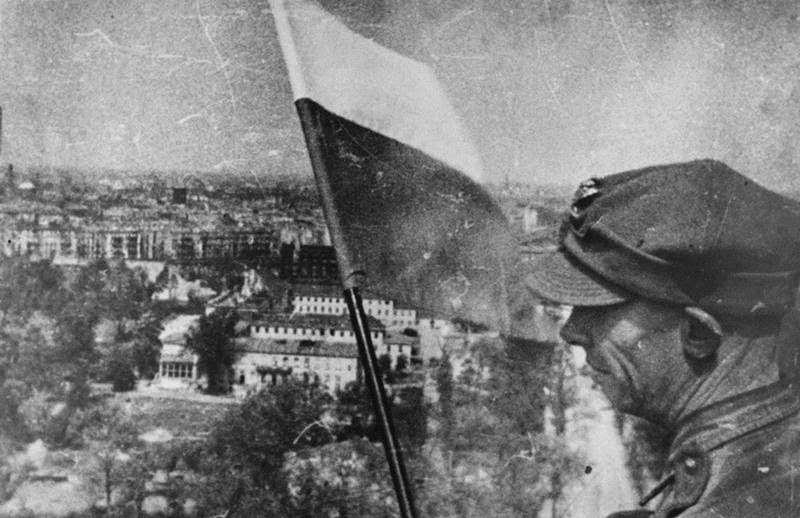
La bandiera polacca sventola sulla Siegessäule (2 maggio 1945)

e bene armati; dopo alcune trattative, al mattino del 1º maggio, per concordare una resa, i difensori decisero di continuare a combattere e cercarono anche di incendiare l'edificio per costringere i sovietici a evacuare. Le truppe sovietiche dovettero superare ancora momenti difficili in mezzo al fumo dell'incendio e con scarse disponibilità di acqua; riuscirono infine a costringere alla resa i superstiti della guarnigione tedesca, che cedettero le armi, dopo trattative con il tenente Berest, al mattino del 2 maggio 1945. Nel frattempo 'Obersturmfuhrer Babick aveva abbandonato il suo posto di comando sotterraneo dietro il Reichstag, ma i suoi uomini superstiti continuarono per ore a sparare dalle macerie sullo Schiffbauerdamm contro i soldati sovietici sparpagliati fuori dal palazzo. Nella battaglia nel settore del Reichstag i sovietici subirono ingenti perdite, oltre 2 000 morti, mentre rivendicarono ufficialmente di aver ucciso circa 2 500 soldati nemici e di averne catturati altri 2 604. Altre fonti riducono sostanzialmente le perdite tedesche nel settore del Reichstag e riferiscono di circa 200 morti e 300 soldati prigionieri.

### La morte di Hitler
(Frase pronunciata da Stalin dopo aver appreso dal maresciallo Žukov la notizia del suicidio di Hitler)
Nel momento in cui i sergenti Egorov e Kantaria innalzavano la bandiera della vittoria sul Reichstag, Adolf Hitler e sua moglie Eva Braun erano già morti da alcune ore. Anche gli ultimi giorni del Führer nel bunker sotto la Cancelleria erano stati caratterizzati dall'alternanza di fasi di cupa disperazione con scoppi di ira vendicativa e improvvisi momenti di entusiasmo e di irrealistico ottimismo. Il 28 aprile Hitler aveva organizzato il viaggio aereo fuori da Berlino del feldmaresciallo von Greim e della sua compagna Hanna Reitsch; i due riuscirono a uscire in volo su un Arado Ar 96 che era fortunosamente atterrato sull'Asse Est-Ovest; secondo i piani di Hitler, von Greim avrebbe dovuto assumere il comando della Luftwaffe e organizzare attacchi aerei contro i sovietici a Berlino. Ancor prima della loro partenza, alle ore 19:00, Hitler venne a conoscenza, tramite l'intercettazione di un comunicato della BBC da Londra, che Heinrich Himmler era entrato in contatto con i nemici occidentali e aveva offerto la resa senza condizioni. Il tradimento di colui che era ritenuto il più fedele compagno di Hitler, dopo il discutibile comportamento di Göring e l'apparente ostruzionismo di numerosi generali combattenti, scatenò l'ira di Hitler, che destituì subito da tutte le cariche Himmler e fece fucilare immediatamente per vendetta Hermann Fegelein, l'ufficiale di collegamento SS presso il bunker e cognato di Eva Braun, ritenuto a conoscenza del tradimento e inoltre recentemente catturato dopo un suo tentativo di diserzione.

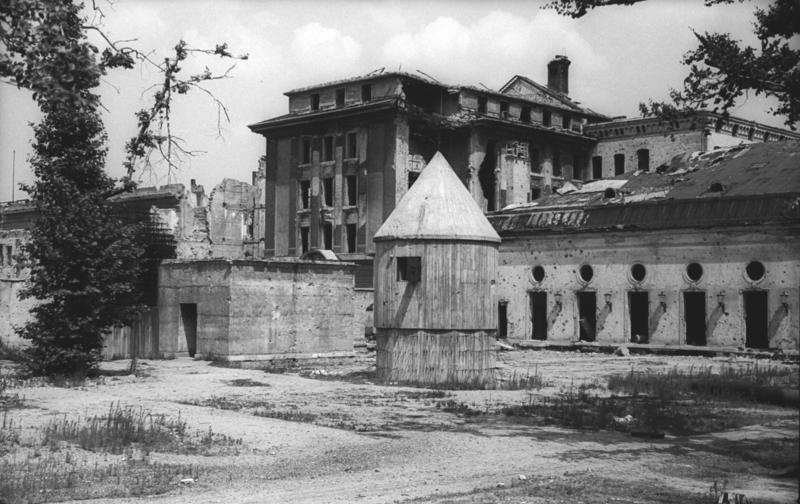
L'ingresso del Führerbunker nel 1947, poco prima della sua demolizione

Dopo aver appreso della defezione di Himmler, Hitler venne informato la sera del 28 aprile dal generale Weidling sugli ultimi sviluppi militari a Berlino: il generale descrisse realisticamente la situazione; le scorte di munizioni e le riserve di cibo erano praticamente esaurite e sarebbero state sufficienti solo per altri due giorni, le sue forze erano ridotte a circa 30000 uomini con pochissimi mezzi corazzati. Il comandante della guarnigione proponeva di organizzare una sortita generale per rompere l'accerchiamento e marciare verso ovest in direzione della 12. Armata del generale Wenck, che sembrava essere entrata in collegamento con le truppe del generale Reymann asserragliate a Potsdam. Il generale Weidling aveva preparato un piano dettagliato che prevedeva di schierare in testa i carri armati rimasti con i resti della 9. Divisione paracadutisti e la 18. Panzergrenadier-Division; il secondo scaglione avrebbe compreso anche Hitler e i suoi collaboratori, protetti dal Kampfgruppe  Mohnke e da un battaglione di fucilieri di marina; infine la colonna sarebbe stata coperta dal terzo scaglione, costituito dai resti della Panzer-Division Muncheberg, dalla SS Nordland e dal Kampfgruppe Bärenfänger. La guarnigione si sarebbe diretta verso ovest lungo la Heerstraße e avrebbe attraversato l'Havel al ponte di Pichelsdorf, ancora difeso dai giovani della Hitlerjugend sotto il comando degli ufficiali Schlunder e Theilhacker. Il capo della Hitlerjugend, Artur Axmann, sostenne fortemente il progetto del generale Weidling, mentre anche il generale Krebs sembrò prenderlo in seria considerazione, ma Hitler respinse subito il piano; egli preferiva terminare la sua vita nella capitale della Germania piuttosto che cadere come un fuggiasco o rischiare di essere fatto prigioniero dei sovietici. Hitler appariva ormai quasi completamente rassegnato; le ultime defezioni dei suoi collaboratori più fidati e la sequenza di cattive notizie dal fronte lo convinsero a prendere le ultime decisioni della sua vita.
Il 29 aprile Hitler dettò alle sue segretarie il suo farneticante e bizzarro testamento politico, in cui accusava del suo fallimento soprattutto i collaboratori più stretti che non avevano corrisposto alla sua fiducia ed esaltava la "guerra che un giorno passerà alla storia come la più gloriosa ed eroica manifestazione della lotta per l'esistenza di una nazione"; egli continuò anche nel testamento a condannare "l'ebraismo internazionale" ed esortò i suoi successori a continuare a combatterlo "inesorabilmente". Il Führer indicò i successori designati per le cariche da lui ricoperte: l'ammiraglio Karl Dönitz come Presidente del Reich, Goebbels come cancelliere della Germania e il feldmarescialo Schörner come comandante in capo della Wehrmacht. Completati questi atti formali, che Bormann si incaricò di trasmettere all'ammiraglio Dönitz a Flensburgo, Hitler sposò con una breve cerimonia la sua compagna Eva Braun. La sera del 29 aprile si tenne la conferenza militare finale con la presenza dei generali Weidling e Mohnke.
Le relazioni dei due alti ufficiali non diedero alcuna speranza; secondo il generale Weidling le munizioni e i mezzi di combattimento erano ormai esauriti e la resistenza non avrebbe potuto essere prolungata per più di altre 24 ore; il generale Mohnke, consultato da Hitler, sostanzialmente confermò le previsioni del comandante della guarnigione. A questo punto Hitler sembrò completamente rassegnato; respinse una nuova proposta del generale Weidling di organizzare una sortita generale, affermò che, dopo la sua morte, i soldati superstiti avrebbero potuto uscire dalla città a "piccoli gruppi" e soprattutto specificò che non avrebbe dovuto essere concluso alcun atto formale di resa con i sovietici. Alle ore 1:00 del 30 aprile Hitler ricevette l'ultima comunicazione via radio da parte del feldmaresciallo Keitel; egli chiariva definitivamente che l'"Armata Wenck" era bloccata a Beelitz e non poteva più avanzare, mentre la 9. Armata era completamente circondata; nessuno quindi sarebbe arrivato a salvare Berlino.
Il 30 aprile 1945 Adolf Hitler, dopo aver fatto colazione con le sue segretarie e aver salutato e ringraziato i suoi collaboratori e aiutanti personali, si ritirò insieme a Eva Braun nella sua stanza privata nel bunker e intorno alle ore 15:15 si suicidò ingerendo una fiala di cianuro e contemporaneamente sparandosi un colpo di pistola alla testa; la Braun si suicidò ingerendo il veleno. I corpi furono trasportati in superficie, deposti in una trincea sommariamente scavata nel giardino e bruciati completamente con circa 150 litri di benzina.

### Fine della resistenza di Berlino

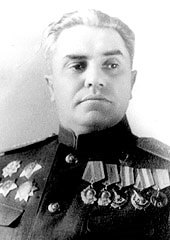
Il generale Nikolaj Ėrastovič Berzarin, comandante della 5ª Armata d'assalto e comandante sovietico della città di Berlino

#### Combattimenti finali
Nei giorni 29 e 30 aprile, mentre si combatteva per il Reichstag, negli altri settori la battaglia urbana dentro Berlino era continuata con la massima violenza; a sud in particolare il generale Čujkov, superato con difficoltà il canale Landwehr, sferrò un attacco su tre direttrici con l'8ª Armata delle guardie rinforzata dai carri armati della 1ª Armata corazzata delle guardie del generale Katukov. In direzione del Tiergarten avanzava il 28º Corpo fucilieri delle guardie; al centro, lungo la Wilhelmstraße che portava direttamente alla Cancelleria di Hitler, procedeva, a partire dalla Belle-Alliance-Platz, il 29º Corpo fucilieri delle guardie; infine più a est era schierato il 4º Corpo fucilieri delle guardie. Sulla destra del fronte d'attacco dei generali Čujkov e Katukov progrediva la 5ª Armata d'assalto del generale Berzarin; le truppe attaccavano a nord del canale Landwehr. La 5ª Armata puntava ad attaccare da est il settore della Cancelleria e la sede della Gestapo, anticipando i soldati del generale Čujkov.
Alle ore 12:00 del 29 aprile il generale Čujkov, dal suo posto di comando sulla Belle-Alliance-Straße, diede inizio all'attacco generale al settore del Tiergarten, preceduto da un'ora di bombardamento dell'artiglieria; alcune unità esploranti si infiltrarono nei tunnel della metropolitana sotterranea. Questo settore della capitale tedesca era ancora difeso da circa 10 000 soldati, tra cui numerosi reparti di SS straniere. La Divisione SS Nordland del generale Krukenberg schierava sulla sua sinistra reparti norvegesi e danesi da Spittelmarkt alla Kochstraße, mentre al centro, per sbarrare la Wilhelmstraße e la Friedrichstraße, oltre a unità scandinave, erano presenti i volontari francesi superstiti della Charlemagne; in seconda linea, sparpagliati in piccoli gruppi tra il Tiergarten e Unter den Linden, si trovavano i carri armati rimasti del battaglione SS Hermann von Salza e del battaglione pesante SS 503. I Tiger II del sergente Georg Diers e del sergente Karl-Heinz Turk tiravano dalla stazione di Potsdamer Platz verso la stazione Anhalt. Questi reparti si batterono validamente fino all'ultimo e i sovietici subirono forti perdite di mezzi corazzati soprattutto per l'intervento delle squadre anticarro delle SS francesi. Il 29 aprile vennero assegnate le ultime due Croci di Cavaliere della Croce di ferro al sergente francese Vaulot e al maggiore Herzig del battaglione pesante 503. L'avanzata dei soldati della 8ª Armata delle guardie fu lenta e difficile, con combattimenti in tutti gli edifici e lungo le strade principali e le distruzioni e le perdite furono pesanti; sulla sinistra altre formazioni sovietiche entrarono nello zoo e colpirono la torre contraerea.

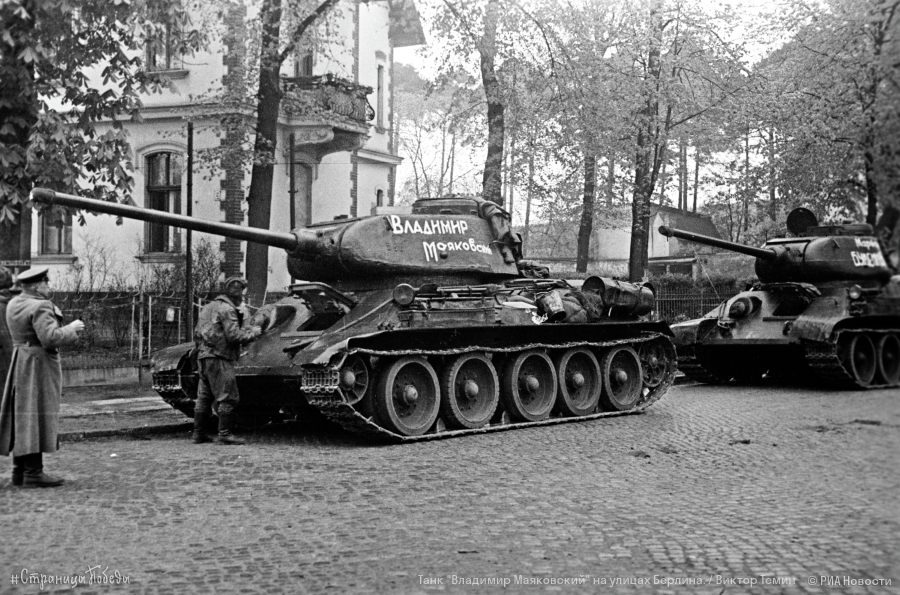
Carri T-34/85 della 1ª Armata corazzata delle guardie si preparano per l'attacco al Tiergarten

Anche negli altri settori della battaglia i combattimenti furono accaniti e sanguinosi; a est, la 5ª Armata d'assalto del generale Berzarin si avvicinò all'area governativa, rastrellò la parte meridionale del Prenzlauberg e impegnò una dura battaglia per il possesso della stazione Anhalt. Il 29 aprile la 266ª Divisione della 5ª Armata d'assalto conquistò anche il Rotes Rathaus dopo violenti combattimenti che richiesero l'intervento dei carri armati e di gruppi d'assalto con esplosivi per aprire dei varchi nell'edificio. A sud-ovest le armate corazzate del maresciallo Konev, escluse dall'area più centrale di Berlino, continuarono a combattere per stringere il cerchio intorno alla città, impedire sortite dei tedeschi ed eliminare le sacche di resistenza lasciate indietro. La 3ª Armata corazzata delle guardie deviò quindi con la sua massa principale verso Charlottenburg e organizzò formazioni di sbarramento verso Ruhleben; la 4ª Armata corazzata del generale Leljušenko era soprattutto impegnata ad affrontare con i suoi due corpi meccanizzati le unità in arrivo da ovest della "armata Wenck"; tuttavia fece entrare in azione anche il 10º Corpo corazzato delle guardie, insieme con unità della 13ª Armata, sull'isola Wannsee, dove le forze tedesche isolate resistettero tutto il 29 aprile. Potsdam era caduta fin dal 27 aprile.
Il 30 aprile si combatté in tutte le zone della capitale in rovina; le armate del 1º Fronte Bielorusso erano in azione a ovest, dove la 47ª Armata aveva costituito uno sbarramento tra Potsdam e Spandau e attaccava Kladow e Pichelsdorf, e a nord, dove i carri armati della 2ª Armata corazzata delle guardie del generale Bogdanov avanzarono tra Charlottenburg e la parte occidentale del Tiergarten e si avvicinarono ai reparti della armata del generale Čujkov che entravano nel Tiergarten da sud. L'8ª Armata delle guardie fece pochi progressi al centro e solo alla fine del 30 aprile i reparti esploranti della 74ª Divisione del 29º Corpo fucilieri giunsero in vista della Cancelleria del Reich, mentre invece il 28º Corpo fucilieri delle guardie avanzò sulla sinistra nell'area meridionale del giardino zoologico, che tuttavia era fortemente presidiato da una numerosa guarnigione tedesca decisa a resistere. A est la 5ª Armata d'assalto del generale Berzarin continuò, insieme all'11º Corpo corazzato, ad avvicinarsi lentamente alla Cancelleria e alla Porta di Brandenburgo, completò la conquista della stazione Anhalt e iniziò un violentissimo combattimento contro alcuni reparti della SS Nordland per il possesso della sede della Gestapo in Prinz-Albrecht-Straße. Violenti scontri erano in corso anche nell'enorme edificio del ministero dell'aeronautica, difeso da una congerie di reparti tedeschi, tra cui volontari SS belgi, lettoni e scandinavi.
La 3ª Armata corazzata delle guardie del generale Rybalko si era ormai ritirata dal centro di Berlino, ma continuava ad avanzare verso nord-ovest per collegarsi con i carri armati dell'armata corazzata del generale Borgdanov; alla fine del 30 aprile poche centinaia di metri separavano le due formazioni blindate; il 7º Corpo corazzato delle guardie era arrivato al quartiere di Westend, mentre altri reparti sovietici stavano rastrellando Wilmersdorf. Nelle ultime ore del 30 aprile, mentre si combatteva la fase decisiva dei combattimenti per il Reichstag, le truppe sovietiche stavano combattendo duramente anche nel Tiergarten e nello zoo. I carri armati pesanti iniziavano ad ascendere lungo la Unter den Linden e i cannoni tiravano attraverso l'Asse Est-Ovest. I combattimenti nel giardino zoologico furono particolarmente intensi e segnarono il destino anche delle preziose specie animali custodite; molti animali, tra cui i leoni, rimasero uccisi, gli uccelli si dispersero in cielo, alcuni babbuini furono abbattuti dai guardiani per timore che uscissero dalle gabbie danneggiate. L'attacco al giardino zoologico, strenuamente difeso da oltre 5 000 soldati tedeschi solidamente trincerati, venne condotto dalla 39ª Divisione fucilieri delle guardie appartenente all'armata del generale Čujkov e continuò per tutto il giorno; i bunker vennero circondati e distrutti con l'intervento di reparti del genio, ma gli ultimi difensori tedeschi dello zoo vennero eliminati solo il giorno seguente.

#### Trattative di resa

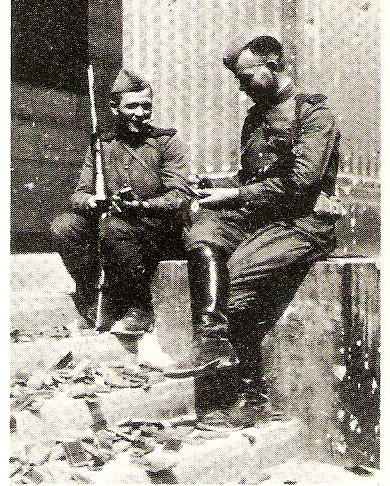
Due soldati sovietici, seduti all'ingresso della Cancelleria, osservano le Croci di ferro abbandonate dai tedeschi

Dopo la morte di Hitler ed Eva Braun e la cremazione dei due cadaveri, Goebbels, Bormann e il generale Krebs avevano richiamato alla Cancelleria il generale Weidling; il comandante militare di Berlino venne informato della fine del Führer e sollecitato a organizzare una presa di contatto con i sovietici. Il generale Krebs avrebbe cercato di concordare un cessate il fuoco sul campo per dare tempo al nuovo governo dell'ammiraglio Dönitz di costituirsi e iniziare trattative formali con i sovietici. Alle ore 23:30 del 30 aprile, quindi, il colonnello Seifert arrivò agli avamposti della 35ª Divisione fucilieri delle guardie, appartenente all'armata del generale Čujkov e riferì di essere stato inviato dal generale Krebs per organizzare un colloquio diretto tra capi militari al massimo livello. Il generale Cujkov, informato subito dai comandanti subordinati, accolse la richiesta e alle ore 3:50 del 1º maggio avvenne l'incontro al posto di comando della 8ª Armata delle guardie tra il generale Krebs e il generale Čujkov. L'alto ufficiale tedesco informò della morte di Hitler, lesse il suo testamento politico e una dichiarazione di Goebbels che richiedeva "condizioni soddisfacenti" di pace tra la Germania e l'Unione Sovietica. Il generale Čujkov si mostrò duro e imperturbabile e, per prima cosa, telefonò al maresciallo Žukov per informarlo delle sensazionali notizie e avere istruzioni.

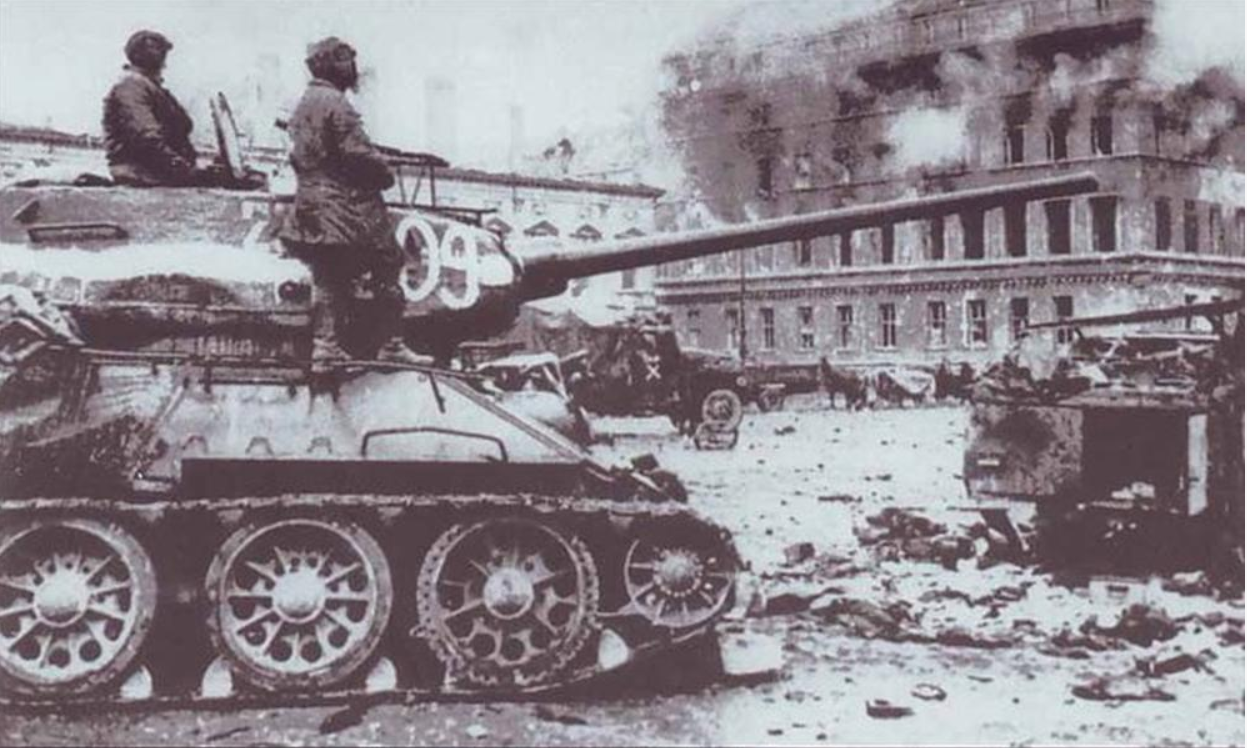
Carro armato T-34/85 dell'11º Corpo corazzato al centro di Berlino.

Il maresciallo Žukov inviò al comando dell'8ª Armata delle guardie il suo capo di stato maggiore, generale Vasilij Sokolovskij, e informò subito Stalin delle notizie riguardo alla morte di Hitler e alle richieste tedesche di aprire una trattattiva; Stalin si rammaricò che non fosse stato possibile catturare vivo il Führer e richiese immediate ricerche del suo cadavere, ordinando inoltre di interrompere ogni trattativa e richiedere la resa immediata e incondizionata. I colloqui tra il generale Krebs e i generali Čujkov e Sokolovskij ripresero senza grandi risultati e si trascinarono su questioni diplomatico-politiche, mentre risultò presto evidente che il generale tedesco non aveva i pieni poteri per concludere una resa formale e cercava di guadagnare tempo, affermando di dover consultare prima i nuovi dirigenti della Germania Goebbels e Dönitz; dopo molte divagazioni e sterili discussioni, si riuscì a organizzare una linea telefonica di collegamento con il bunker; il generale Krebs parlò con Goebbels, che però gli ordinò di ritornare indietro per nuove consultazioni. Alla fine i sovietici imposero un brusco ultimatum, richiedendo la resa senza condizioni per le ore 10:15 del 1º maggio. Il generale Krebs ritornò dietro le linee tedesche.
Nel bunker della Cancelleria Goebbels e Bormann rifiutarono, nonostante il parere favorevole del generale Weidling, di andare contro gli ordini di Hitler che vietavano la resa e quindi respinsero le richieste sovietiche trasmesse dal generale Krebs; alle ore 16:00 venne inviato un ufficiale con un documento scritto firmato dal generale Krebs e da Bormann che rifiutava le richieste sovietiche. Nel frattempo il maresciallo Žukov aveva ordinato la immediata ripresa delle operazioni e, quindi, dalle ore 18:30 del 1º maggio l'artiglieria aprì il fuoco in tutti i settori. Le operazioni nell'area di Berlino ripresero: la 3ª Armata d'assalto e la 2ª Armata corazzata delle guardie, provenienti da nord, entrarono in collegamento nel Tiergarten e nel giardino zoologico con i reparti dell'8ª Armata delle guardie e della 1ª Armata corazzata delle guardie che salivano da sud; la 3ª Armata delle guardie del generale Rybalko, 1º Fronte Ucraino, rastrellò completamente Wilmersdorf e Halensee, mentre finalmente i carri armati e la fanteria della 4ª Armata corazzata delle guardie superarono la resistenza nell'isola di Wannsee. Nel centro della città, la 301ª Divisione, con il supporto della 248ª Divisione, appartenenti alla 5ª Armata d'assalto, completarono la difficile conquista del palazzo della Gestapo e della sede della Luftwaffe, mentre altri reparti dell'armata del generale Berzarin occuparono il palazzo centrale delle poste e attaccarono la sede del ministero delle finanze, situato di fronte alla Cancelleria del Reich. I combattimenti dentro Berlino furono accaniti e sanguinosi fino all'ultimo: le unità tedesche e i volontari stranieri accerchiati si battevano disperatamente, mentre i soldati sovietici avanzavano prudentemente, impiegando soprattutto la potenza di fuoco dei cannoni e dell'artiglieria per cercare di evitare nuove perdite inutili in questa fase finale della guerra.

#### Tentativi di sortita
Il generale Helmuth Weidling, comandante della difesa di Berlino, annunciò la resa con il seguente comunicato trasmesso alle truppe tedesche: "Berlino, 2 maggio 1945. Il giorno 30 aprile il Führer si è suicidato, abbandonando in tal modo tutti coloro che gli avevano prestato giuramento di fedeltà. Ligi agli ordini del Führer, voi soldati tedeschi eravate pronti a continuare a combattere per Berlino benché le vostre munizioni stessero per finire e la situazione complessiva rendesse insensata un'ulteriore resistenza. Dispongo ora la cessazione di ogni forma di attività bellica. Ogni ora che voi dovreste continuare a combattere non farebbe che protrarre le terribili sofferenze della popolazione civile e dei nostri feriti. D'accordo con il comando supremo delle truppe sovietiche, vi chiedo di deporre immediatamente le armi. Weidling, ex comandante della difesa della piazza di Berlino".
Il fallimento delle trattative convinse Goebbels che non ci fosse più alcuna via d'uscita; egli e sua moglie Magda, quindi, decisero di suicidarsi e la sera del 1º maggio si avvelenarono; in precedenza avevano ucciso con il veleno anche i loro sei figli. I generali Krebs e Burgsdorf e il capitano Franz Schädle presero la stessa decisione e si suicidarono a loro volta, mentre nel bunker della Cancelleria si organizzava una disperata sortita per sfuggire ai russi. I generali Krukenberg e Ziegler erano stati richiamati da Martin Bormann e dal generale Mohnke per partecipare alla sortita e furono radunati rapidamente alcune centinaia di SS, soldati della Wehrmacht e civili; vennero organizzate varie squadre che partirono separatamente dalle ore 23:00.
Il tentativo principale, effettuato a mezzanotte attraverso il ponte di Weidendammer sulla Sprea, con l'appoggio del Tiger II del sergente Diers e di un cannone d'assalto, venne rapidamente contrastato dai soldati sovietici sulla Ziegelstraße e terminò in un disastro. Dopo tre tentativi falliti di sfondamento, il gruppo si disperse: il carro Tiger fu distrutto, Martin Bormann e Ludwig Stumpfegger rimasero uccisi. Il gruppo guidato dal generale Mohnke con le segretarie di Hitler superò la Sprea su una passerella e in un primo tempo riuscì a proseguire, mentre il gruppo del generale Krukenberg con i superstiti della SS Nordland, comprese le SS francesi, venne respinto, dovette tornare indietro e in pratica si dissolse; la maggior parte, compreso il generale Krukenberg, furono catturati o uccisi. Il 2 maggio anche il gruppo del generale Mohnke, che comprendeva, oltre le segretarie, anche Hans Baur, Otto Günsche e Johann Rattenhuber, venne bloccato vicino alla Schönhauser Allee; gli uomini vennero tutti presi prigionieri, mentre le segretarie riuscirono ad allontanarsi e raggiunsero avventurosamente l'Elba.
L'alto comando sovietico si allarmò per questi ripetuti tentativi di sfuggire all'accerchiamento e unità corazzate della 2ª Armata delle guardie del generale Bogdanov e della 3ª Armata d'assalto vennero messe in allarme per inseguire i fuggiaschi e respingere nuovi tentativi. Questi sbarramenti impedirono la sortita delle truppe guidate dal generale Barenfanger, che quindi decise di suicidarsi insieme alla moglie. La sortita più grande venne effettuata a partire dal 2 maggio dal Tiergarten dai superstiti della Panzer-Division Muncheberg e della 18. Panzergrenadier-Division che si diressero verso il ponte sull'Havel di Charlottenburger Brücke, ancora in possesso dei giovani della Hitlerjugend; sotto i colpi del 125º Corpo fucilieri sovietico, i tedeschi subirono gravi perdite, ma alla fine riuscirono a passare in direzione di Staaken; tuttavia, inseguiti e accerchiati, in gran parte furono annientati entro il 5 maggio; i sovietici controllarono accuratamente i cadaveri all'interno dei mezzi blindati distrutti, alla ricerca di eventuali corpi dei principali capi nazisti.

#### Resa finale
Nel frattempo la battaglia di Berlino era ufficialmente già finita; la sera del 1º maggio il generale Weidling, nel suo posto di comando alla Bendlerstrasse, aveva deciso, dopo aver consultato i suoi ufficiali, di arrendersi con la guarnigione della capitale. Un messaggio radio venne inviato alle unità sovietiche del 28º Corpo fucilieri delle guardie dell'8ª Armata delle guardie alle ore 0:40 del 2 maggio in cui veniva richiesto un cessate il fuoco; il generale Čujkov venne avvertito e si concordò un incontro al ponte Potsdamer, che ebbe luogo con la partecipazione del colonnello tedesco Dufving e dei colonnelli sovietici Semcenko e Matusov. Il generale Čujkov accettò la resa della guarnigione di Berlino e, dopo un messaggio del ministero della propaganda del Reich che comunicava che Goebbels era morto, il generale Helmuth Weidling in persona alle ore 6:00 del 2 maggio attraversò le linee e si consegnò ai sovietici.

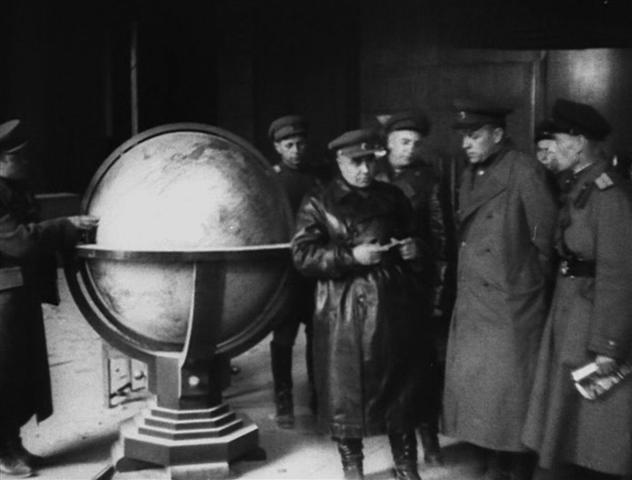
Ufficiali sovietici, tra cui al centro il generale Nikolaj Berzarin, nella sala del mappamondo nella Nuova Cancelleria del Reich

Il generale Čujkov, dopo aver informato il maresciallo Žukov degli ultimi avvenimenti, prima incontrò una delegazione del ministero della propaganda che lo informò del suicidio di Goebbels e del generale Krebs e della probabile morte di Bormann, quindi ebbe un colloquio diretto con il generale Weidling con la partecipazione del generale Sokolovskij, inviato dal comando del 1º Fronte Bielorusso. Dopo qualche discussione, il generale Weidling accettò di firmare un documento indirizzato alle truppe tedesche in cui si ordinava il cessate il fuoco e la resa della guarnigione. Si effettuò anche una registrazione audio, letta personalmente dal generale Weidling, del documento di resa, che venne subito diffusa con gli altoparlanti per le vie di Berlino.

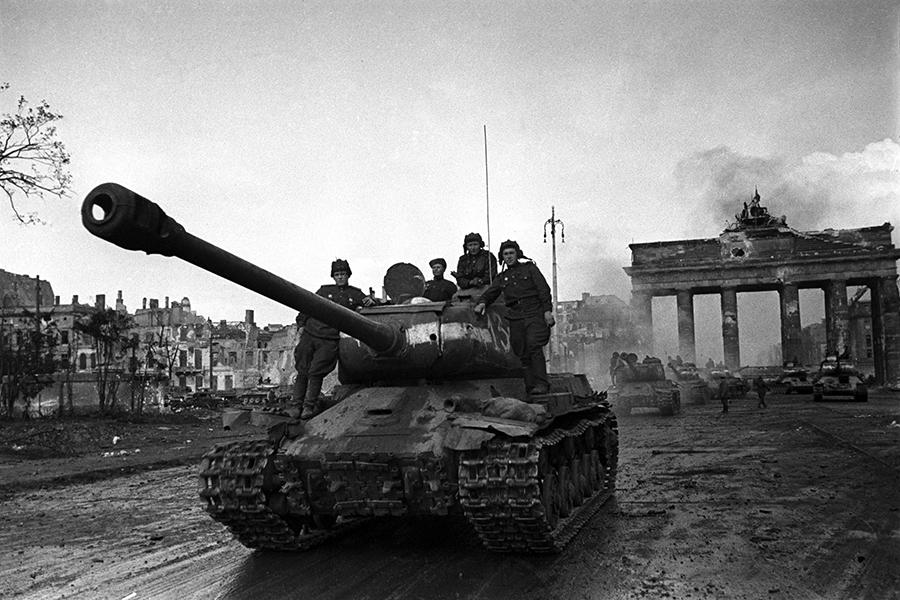
Colonna di carri pesanti JS II della 2ª Armata corazzata delle guardie davanti alla Porta di Brandeburgo

La Cancelleria del Reich, parzialmente in rovina e ormai praticamente abbandonata, venne raggiunta e occupata il mattino del 2 maggio, mentre erano in corso le trattative finali, dai soldati del 1050º Reggimento fucilieri del tenente colonnello Gumerov, appartenente alla 301ª Divisione del generale Vladimir Antonov, dipendente dalla 5ª Armata d'assalto. Vennero catturate numerose insegne e simboli della Germania nazista, mentre nel giardino i sovietici trovarono i resti bruciati di Goebbels e di sua moglie e l'ingresso del bunker di Hitler; il colonnello Sevtsov assunse il controllo di tutta l'area con le truppe della divisione del generale Antonov.
Nei giorni seguenti fu il tenente colonnello Ivan Klimenko, comandante della sezione dello SMERŠ del 79º Corpo fucilieri della 3ª Armata d'assalto, che inviduò il luogo della sepoltura dei resti carbonizzati di Hitler ed Eva Braun e fece riesumare i corpi, che poi furono sottoposti ad autopsia l'8 maggio. Anche se i risultati dell'indagine e le testimonianze raccolte confermavano l'identificazione dei corpi, per molto tempo ancora sarebbero continuate le ricerche e i dubbi sulla fine effettiva di Hitler.
Dentro Berlino il fuoco cessò effettivamente alle ore 18:00 del 2 maggio 1945; dalle cantine e dai rifugi uscirono le truppe tedesche ancora presenti, che si incolonnarono demoralizzate verso i centri di raccolta per i prigionieri di guerra; nelle vie e nelle piazze della città in rovina si ammassarono i soldati sovietici che festeggiarono con entusiamo la vittoria finale e la probabile fine della guerra. I carri armati della 2ª Armata corazzata delle guardie si incontrarono davanti alla porta di Brandeburgo con i mezzi corazzati dell'11º Corpo corazzato. Le truppe delle varie armate si frammischiarono e fraternizzarono; ci furono balli, canti, urla di gioia, grandi bevute di alcolici; gli equipaggi dei carri armati uscirono dai loro mezzi e si unirono al festeggiamento generale.

## Violenze sui civili e saccheggi

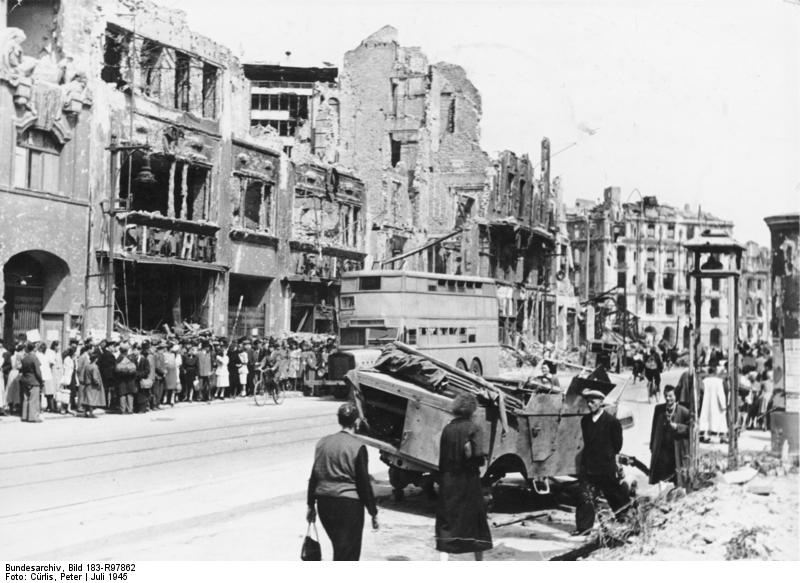
Berlino, luglio 1945, Potsdamer Straße angolo Linkstraße

La battaglia di Berlino venne combattuta in una vasta area urbanizzata abitata ancora da quasi tre milioni di civili che vissero le ultime settimane della guerra in una situazione deplorevole; la maggior parte delle persone, in grande maggioranza donne e vecchi, rimase in cantine, rifugi sotterranei o gallerie della metropolitana, senza acqua e luce e con gravi difficoltà di approvvigionamento. Oltre ai pericoli dei combattimenti in superficie con armi pesanti, i civili si trovarono esposti alle violenze e alle brutalità delle truppe sovietiche. Inoltre percorrevano le strade in rovina anche unità irregolari tedesche del progetto Wehrwolf, impegnate ad organizzare una sorta di guerriglia urbana contro i reparti dell'Armata Rossa, e le cosiddette "corti marziali itineranti", che si incaricavano durante la battaglia di identificare, catturare e impiccare sommariamente i presunti disertori tra i soldati della guarnigione di Berlino. I civili vissero in una atmosfera di terrore e rassegnazione.
I soldati sovietici già nell'inverno 1945 si erano abbandonati a violenze e devastazioni appena arrivati sul suolo tedesco. Desiderosi di vendicare l'enorme numero di morti civili e distruzioni subite a causa della lunga e devastante occupazione tedesca ed esacerbati dalle continue perdite, i soldati dell'Armata Rossa, sollecitati inoltre dalla propaganda a dimostrarsi spietati con il nemico, si erano vendicati sanguinosamente. Stalin e la dirigenza sovietica erano intervenuti per ridurre le violenze, preoccupati per le conseguenze di queste atrocità. I civili berlinesi erano informati delle atrocità sovietiche e temevano una ripetizione in massa delle violenze nella capitale; correvano voci lugubri e molti progettavano di suicidarsi. L'arrivo a Berlino delle formazioni sovietiche di prima linea in generale non comportò gravi violenze ed abusi nei confronti dei civili berlinesi, ma effettivamente la seconda ondata di truppe e le unità di retroguardia invece scatenarono per alcuni giorni un violento saccheggio; le violenze e gli stupri delle donne tedesche furono molto numerosi. Dopo pochi giorni, i capi sovietici assunsero tutti i poteri militari e civili e cercarono di mettere ordine e arrestare i saccheggi e le violenze; gli episodi di brutalità quindi gradualmente si ridussero, vennero organizzate nuove amministrazioni con collaboratori o comunisti tedeschi; la popolazione, che in generale si dimostrò rassegnata e disciplinata, fu messa al lavoro per sgombrare le macerie e ripristinare i servizi.
La tragedia delle atrocità subite dai civili tedeschi a Berlino e in particolare le violenze subite dalle donne e dalle ragazze è stato argomento di accese polemiche sia a livello di autorità politiche nel periodo della guerra fredda sia nel quadro dell'analisi storiografica degli eventi. Mentre in generale negli autori sovietici e russi il problema è minimizzato o del tutto trascurato, in alcuni autori occidentali, come Cornelius Ryan e Antony Beevor, questi tragici fatti sono ampiamente riportati e descritti.

## Ultime battaglie

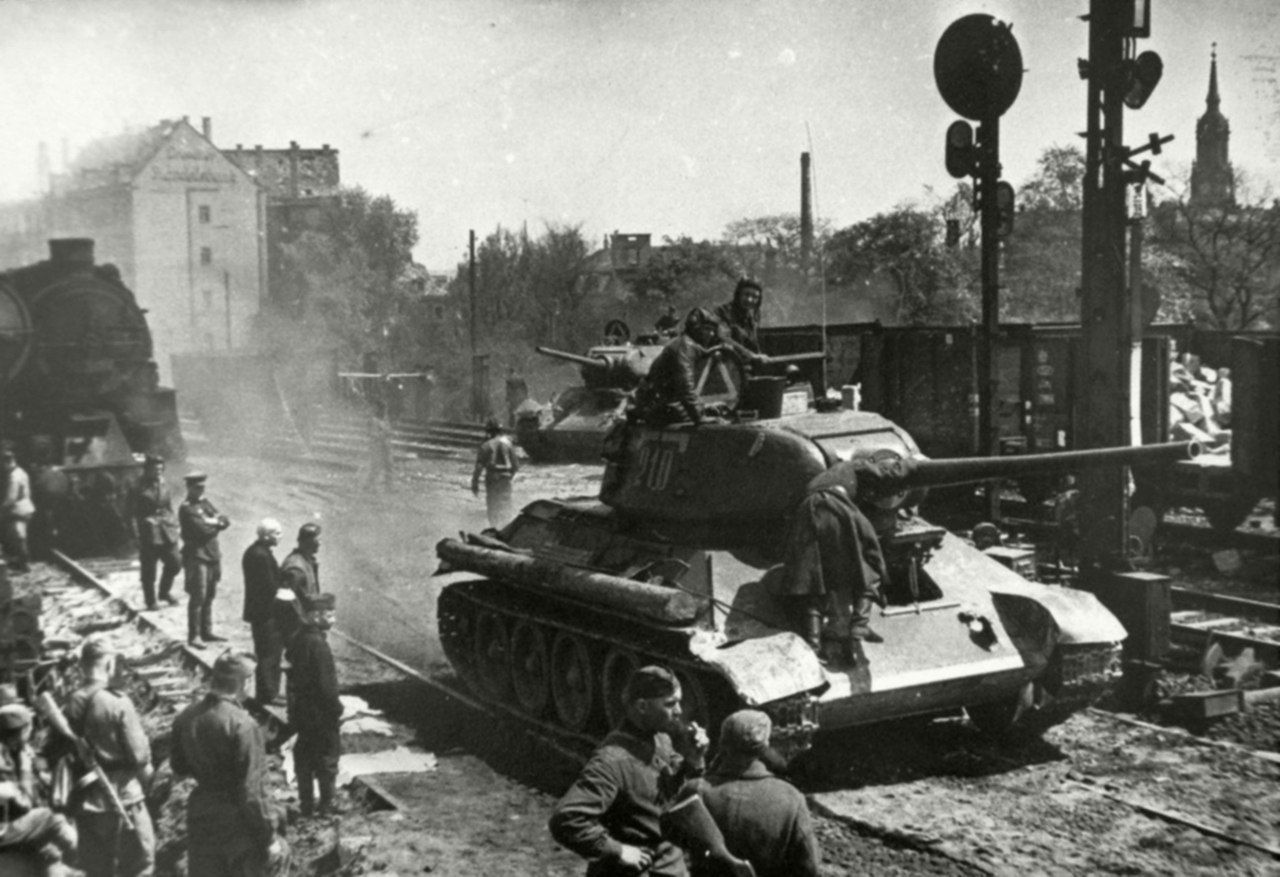
Carri sovietici T-34/85 della 4ª Armata corazzata delle guardie avanzano verso Dresda e Praga all'inizio di maggio 1945

Mentre era in corso la battaglia nell'area di Berlino, molti violenti combattimenti si erano svolti anche in altri settori del fronte tra formazioni tedesche impegnate in deboli contrattacchi o alla disperata ricerca di vie di salvezza verso ovest e le armate sovietiche schierate dallo Stavka per proteggere il raggruppamento principale in combattimento nella capitale tedesca e distruggere le forze nemiche accerchiate. A partire dal 26 aprile il generale Wenck, energicamente sollecitato dal feldmaresciallo Keitel, aveva dato inizio alla sua manovra con la 12. Armata in direzione est, apparentemente per salvare Berlino. La 12. Armata, costituita da quattro deboli corpi d'armata con alcune divisioni di riserva appena costituite con giovani reclute entusiaste ma scarsamente equipaggiate, aveva sorpreso la 13ª Armata sovietica ed era avanzata rapidamente fino a giungere il 27 aprile a Beelitz, 25 chilometri dalla capitale.
Nello stesso momento i resti della 9. Armata del generale Theodor Busse stavano disperatemente cercando di ripiegare verso ovest; il generale aveva concentrato i pochi mezzi corazzati rimasti della 21. Panzer-Division e della Panzer-Division Kurmark e la notte del 26 aprile aveva dato inizio alla sortita in direzione di Halbe e Barut, ottenendo inizialmente notevoli successi. I marescialli Žukov e Konev intervennero per controllare la situazione e richiedere l'accerchiamento intorno alla 9. Armata; il 1º Fronte Bielorusso concentrò a nord la 3ª Armata, la 69ª Armata e la 33ª Armata, mentre il maresciallo Konev fece intervenire una parte della 28ª Armata e della 13ª Armata e il grosso della 3ª Armata delle guardie; inoltre vennero impiegate in massa le forze aeree sovietiche da appoggio tattico; dopo combattimenti violentissimi, le truppe del generale Busse furono di nuovo accerchiate intorno a Halbe.
Il 28 e 29 aprile il maresciallo Konev dovette intervenire anche per fermare la minacciosa avanzata della 12. Armata del generale Wenck nel settore di Beelitz-Treuenbritzen; prima il 6º Corpo meccanizzato delle guardie e poi anche il 5º Corpo meccanizzato delle guardie, appartenenti alla 4ª Armata corazzata delle guardie del generale Leljušenko, che contemporaneamente era anche in azione con parte delle sue forze nell'area di Berlino, dovettero affrontare le divisioni del generale Wenck. La situazione dei sovietici divenne difficile e furono fatte entrare in azioni riserve di carri armati pesanti.
La 12. Armata venne fermata a Beelitz, ma alcune unità di avanguardia proseguirono fino a Potsdam, dove riuscirono a stabilire un precario collegamento con la guarnigione del generale Reymann.
A nord di Berlino l'attesa controffensiva del generale Steiner non ebbe mai inizio; al contrario, il generale ingannò il feldmaresciallo Keitel, che era accorso sul posto per accelerare le operazioni, rassicurandolo sulle sue intenzioni, mentre invece era deciso a ripiegare verso ovest per arrendersi alle forze anglo-americane; anche il generale von Manteuffel, comandante della 3. Panzerarmee, era in piena ritirata con tutte le sue forze superstiti verso ovest senza interessarsi della situazione di Berlino e senza obbedire agli ordini tassativi del feldmaresciallo Keitel. Durante un incontro diretto, il 28 aprile, i generali von Manteuffel e Heinrici si rifiutarono di obbedire alle disposizioni ultimative del feldmaresciallo e continuarono la ritirata.
Il 1º maggio la battaglia nella sacca di Halbe ebbe una svolta decisiva; i resti della 9. Armata giunsero, dopo essere stati decimati dal fuoco dell'artiglieria sovietica e dagli attacchi dei cacciabombardieri, a due chilometri di distanza dalla 12. Armata. L'ultimo attacco venne sferrato nella tarda mattinata con in testa i soli due carri Tiger II rimasti del battaglione pesante SS 502; dopo aver subito perdite elevatissime di uomini e mezzi, i pochi, esausti superstiti dell'armata del generale Busse riuscirono a raggiungere la salvezza oltre le linee del generale Wenck, ma la maggior parte dei reparti accerchiati venne annientata nel corso di due giorni di violentissimi combattimenti. Le perdite totali della 9. Armata furono di circa 200000 uomini, mentre solo 40000 soldati si collegarono con le truppe della 12. Armata. Fino al 7 maggio il generale Wenck organizzò con successo la ritirata delle sue forze, dei superstiti della 9. Armata e di numerose colonne di profughi civili verso l'Elba, con l'obiettivo di arrendersi agli americani; anche a nord il generale von Manteuffel ritirò la sua armata verso ovest per arrendersi alle truppe britanniche. Il maresciallo Rokossovskij completò vittoriosamente la sua campagna lanciando la 2ª Armata d'assalto, la 65ª Armata e il 1º Corpo corazzato delle guardie verso la costa del Mar Baltico fino a Stralsunda, mentre la 70ª, la 49ª Armata e il 3º Corpo corazzato delle guardie sbaragliavano le deboli difese tedesche sulla linea Neustrelitz-Fürstenberg. Il 3 maggio le truppe della 70ª Armata entrarono in collegamento a Wismar con le truppe del feldmaresciallo Montgomery e il giorno seguente altre armate fucilieri sovietiche, rinforzate con due corpi meccanizzati delle guardie, raggiunsero la linea di demarcazione sull'Elba.

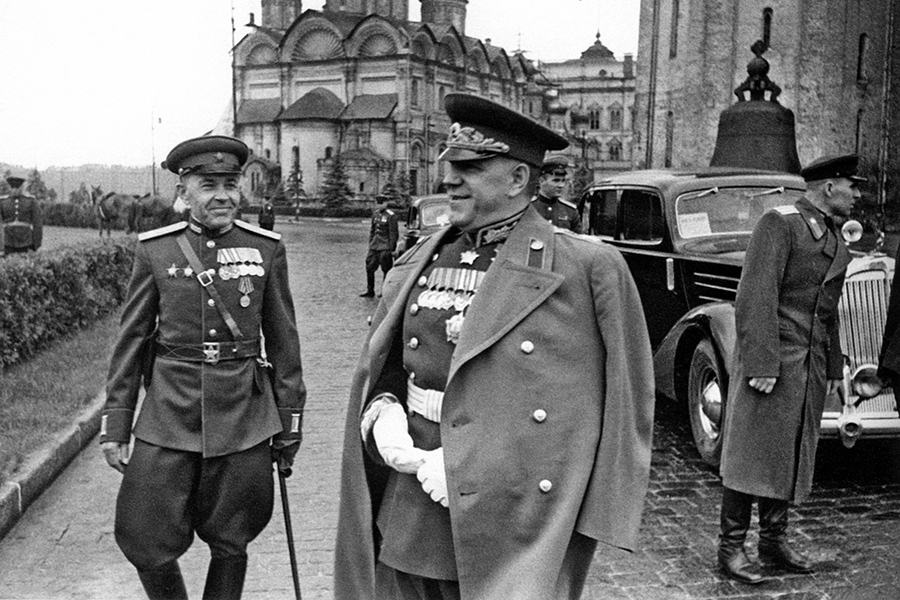
Il maresciallo Žukov durante la parata della vittoria a Mosca

Il maresciallo Konev, mentre concludeva la distruzione della 9. Armata e respingeva gli attacchi della 12. Armata, aveva anche organizzato rapidamente lo sganciamento delle sue migliori forze corazzate dall'area di Berlino per lanciarle immediatamente, secondo il brusco ordine diretto di Stalin del 28 aprile, verso l'obiettivo finale di Praga. La città era insorta, mentre il Gruppo d'armate Centro del feldmaresciallo Schörner stava cercando di organizzare un'ultima resistenza. Si trattò di una nuova corsa per anticipare gli americani e raggiungere gli obiettivi politici di Stalin; il 6 maggio le armate corazzate delle guardie del maresciallo Konev, dopo un rapidissimo raggruppamento, ripartirono all'offensiva verso sud e sud-est, in collaborazione con le truppe del generale Andrej Erëmenko e del maresciallo Rodion Malinovskij, che avanzavano da est e da sud. Venne respinta la proposta di collaborazione presentata dal generale Bradley. Le colonne corazzate del generale Rybalko e del generale Leljušenko entrarono prima a Dresda e poi a Praga, che venne liberata il 9 maggio 1945.
Due giorni prima, il 7 maggio, dopo gli ultimi tentativi falliti dell'ammiraglio Dönitz di dividere la coalizione avversaria e arrendersi solo agli alleati occidentali, il Terzo Reich aveva ufficialmente cessato la resistenza, firmando un primo documento di resa a Reims di fronte al generale Eisenhower. Un secondo documento di resa venne firmato la notte dell'8 maggio dal feldmresciallo Keitel a Berlino di fronte al maresciallo Žukov, come espressamente richiesto da Stalin, che in questo modo volle evidenziare simbolicamente il ruolo decisivo svolto dall'unione Sovietica nella seconda guerra mondiale in Europa.

## Bilancio e conclusione

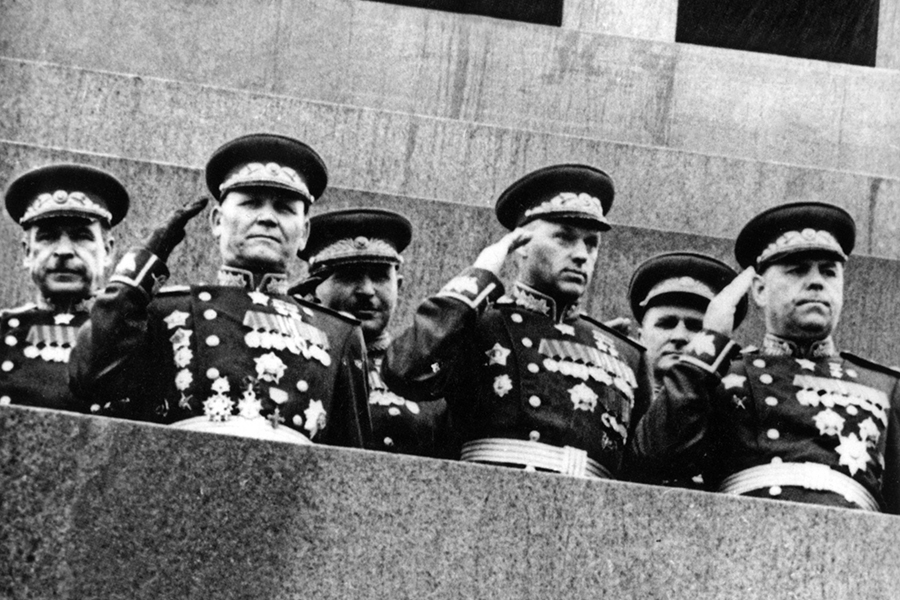
I marescialli Ivan Konev, Konstantin Rokossovskij e Aleksandr Vasilevskij durante la parata della Vittoria a Mosca il 24 giugno 1945

L'operazione offensiva di Berlino, come venne denominata ufficialmente dall'alto comando sovietico la battaglia finale condotta dal 1º Fronte Bielorusso, dal 1º Fronte Ucraino e dal 2º Fronte Bielorusso, si concluse quindi in 17 giorni con la quasi totale distruzione del raggruppamento tedesco sulla linea dell'Oder-Neisse, con la conquista della capitale nemica e la morte del capo della Germania nazista. L'offensiva, nonostante una preparazione affrettata e la necessità di estesi riposizionamenti di truppe, ebbe successo e venne completata praticamente entro i termini di tempo previsti inizialmente. Si dimostrò tuttavia molto più difficile del previsto; in particolare, la battaglia iniziale di sfondamento del 1º Fronte Bielorusso fu prolungata e sanguinosa per i reparti impegnati. Il maresciallo Žukov divenne, come da lui sempre desiderato, il conquistatore di Berlino, ma la battaglia non fu una pagina felice della sua carriera; il maresciallo compì numerosi errori tattici per eccesso di precipitazione e per insufficiente valutazione delle difficoltà tecniche e della forza dell'avversario. La sua azione di comando è stata fortemente criticata da alcuni suoi colleghi e anche dagli storici militari. Anche la fase della battaglia urbana dentro la città di Berlino mise in evidenza alcune carenze delle truppe sovietiche e della preparazione degli ufficiali in comando; dopo la guerra lo stato maggiore dell'Armata Rossa avrebbe analizzato dettagliatamente l'operazione Berlino e avrebbe apportato notevoli variazioni alle disposizioni tattiche e all'organizzazione delle sue armate, accrescendo le capacità di collaborazione tra mezzi corazzati e unità di fanteria.

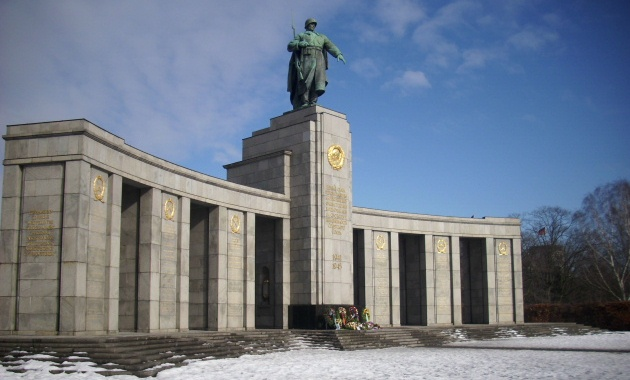
L'area monumentale del Tiergarten a Berlino in onore del soldato sovietico

A causa delle carenze tattiche dei reparti e degli errori di esecuzione, oltre che per le capacità di resistenza del nemico, la battaglia di Berlino si trasformò quindi in una delle campagne di guerra più difficili combattute dall'Armata Rossa e le perdite furono straordinariamente elevate: secondo le fonti ufficiali, i tre fronti combattenti ebbero 78291 morti e 274184 feriti, a cui vanno aggiunti i 2825 morti e 6067 feriti tra le truppe polacche che combatterono insieme ai sovietici. Il 1º Fronte Bielorusso perse 179490 soldati, il 1º Fronte Ucraino 113825 e il 2º Fronte Bielorusso 59110. Le perdite di materiale furono ugualmente molto rilevanti: furono totalmente distrutti 1997 carri armati e cannoni semoventi, 2108 cannoni e 917 aerei; le unità maggiormente impegnate negli scontri subirono perdite particolarmente pesanti; la 1ª Armata corazzata del generale Katukov, che combatté fin dal primo giorno sulle alture di Seelow e terminò la battaglia al Tiergarten di Berlino, perse 431 carri armati sui 709 disponibili, dei quali 104 furono distrutti nei combattimenti urbani in gran parte a distanza ravvicinata, mentre la 2ª Armata corazzata delle guardie del generale Bogdanov, che arrivò fino alla Porta di Brandeburgo, perse 209 mezzi corazzati sui 667 iniziali. Il 1º Fronte Ucraino del maresciallo Konev, che condusse operazioni più manovrate su ampi spazi di territorio tedesco, perse circa 800 mezzi corazzati.
Al termine delle operazioni, il raggruppamento tedesco sulla linea dell'Oder-Neisse e le riserve impegnate durante la battaglia dal comando tedesco vennero in gran parte accerchiate e distrutte; solo una parte dell'armata del generale von Manteuffel e gli esigui resti della 9. Armata e della 12. Armata riuscirono a raggiungere le linee anglo-americane. Secondo i dati ufficiali sovietici, i tedeschi avrebbero avuto complessivamente 458080 morti e feriti, mentre sarebbero stati catturati quasi 480000 prigionieri; inoltre sarebbero stati distrutti oltre 4000 mezzi corazzati e quasi 5000 aerei. Questi dati sembrano troppo elevati e non corrispondenti agli effettivi reali dell'esercito tedesco sul fronte orientale; altri autori, pur confermando i dati delle perdite umane, affermano che il maresciallo Žukov avrebbe catturato circa 100000 prigionieri e il maresciallo Konev circa 34000 e segnalano che i tedeschi avrebbero perso circa 1500 carri armati e cannoni d'assalto. Le perdite civili tedesche sono difficilmente calcolabili; lo storico John Erickson riporta la cifra di 100000 civili morti durante la battaglia.

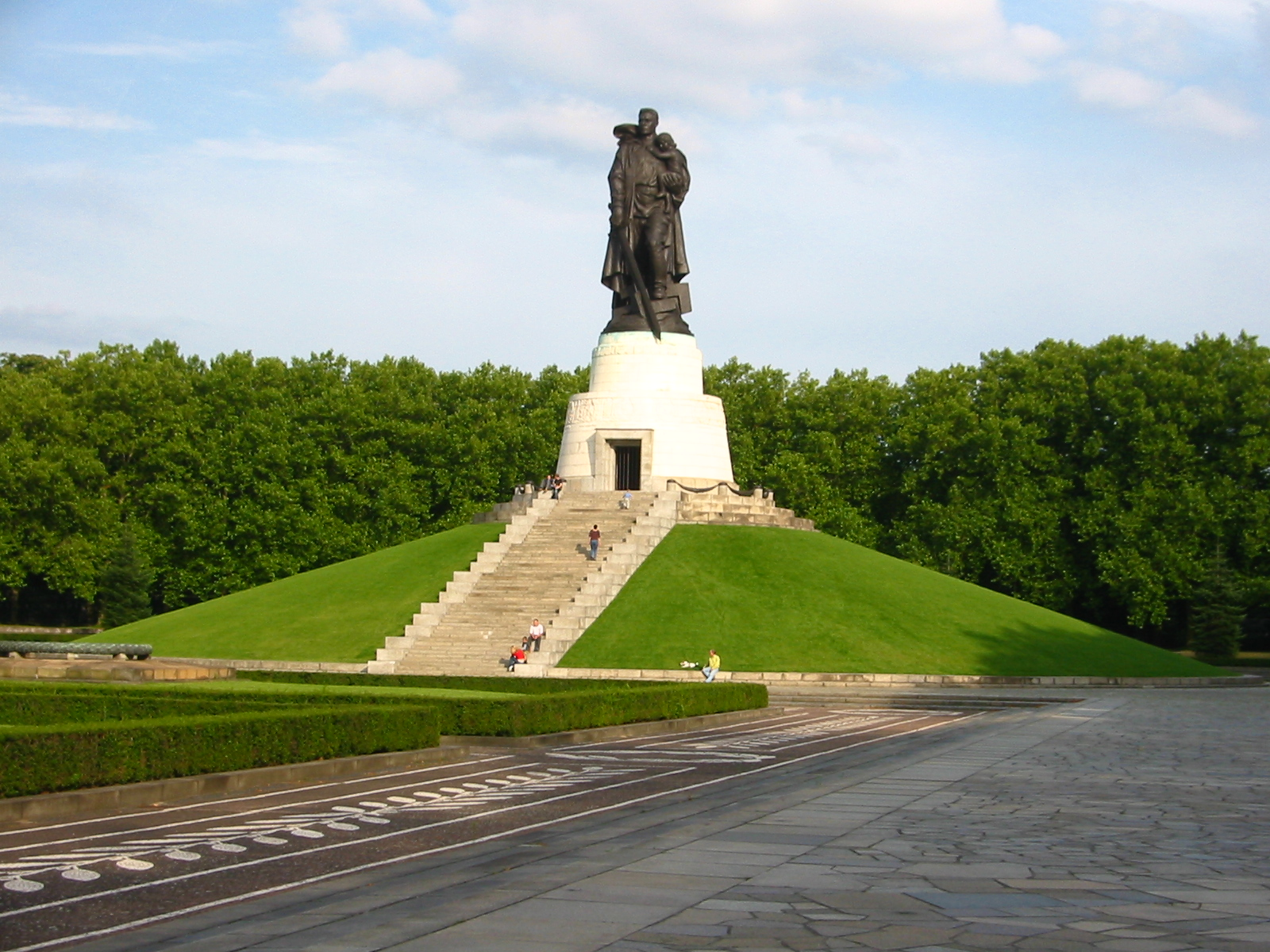
Il memoriale al Treptower Park

Dal punto di vista dell'analisi storiografica della battaglia finale di Berlino, l'interpretazione dei fatti da parte degli specialisti è stata ampiamente discordante; alcuni storici occidentali hanno sminuito l'importanza di quest'ultima battaglia, descrivendo i difensori tedeschi come forze raccogliticce e demoralizzate costituite principalmente da rassegnati Volksturm e giovanissimi della Hitlerjugend; in qualche caso, come lo storico tedesco Erich Kuby, si è arrivati a scrivere che in pratica a Berlino non ci sarebbe stata una vera battaglia, che i soldati sovietici combatterono prudentemente per evitare perdite e che anche i tedeschi spesso cedettero facilmente le loro posizioni. In altri casi, invece, come lo storico John Keegan o la memorialistica sovietica e tedesca, si è scritto di uno scontro ancor più violento della battaglia di Stalingrado o di quella di Budapest e di caparbia resistenza finale del nazismo, descrivendo la disperata ed esaltata resistenza dei reparti di SS fanatiche, dei volontari nazisti europei, degli ultimi combattenti di Hitler contro l'inesorabile avanzata dei soldati sovietici, in un ambiente allucinante caratterizzato da morte, distruzione, linciaggi, saccheggi, stupri di massa, suicidi, esecuzioni sommarie e corti marziali itineranti.
Dal punto di vista geopolitico complessivo, la battaglia di Berlino ebbe sicuramente una importanza decisiva per l'organizzazione territoriale europea del dopoguerra e per gli sviluppi iniziali della guerra fredda. Con la prestigiosa vittoria sovietica e la conquista della capitale nemica, Stalin poté far valere la sua posizione nelle trattative con gli alleati occidentali sull'assetto futuro della Germania e ottenere la conferma dell'area di occupazione del territorio tedesco già prevista negli incontri precedenti tra i capi alleati. Le truppe dell'Armata Rossa, entrate vittoriose a Berlino e nel territorio tedesco orientale, avrebbero garantito per oltre quarant'anni la posizione di potere dell'Unione Sovietica nel cuore dell'Europa.